# 4. Juli
Der 4. Juli ist der 185. Tag des gregorianischen Kalenders (der 186. in Schaltjahren), somit bleiben 180 Tage bis zum Jahresende.

## Ereignisse

### Politik und Weltgeschehen
- 0907: In der Schlacht von Pressburg wird der von Markgraf Luitpold von Bayern angeführte Heerbann vernichtend von den Ungarn geschlagen, er selbst und zahlreiche weitere weltliche und geistliche Würdenträger verlieren ihr Leben. Die Ostmark geht für rund 50 Jahre verloren.
- 1187: In der Schlacht bei den Hörnern von Hattin unterliegt das Heer der Kreuzfahrerstaaten den Truppen Saladins.
- 1190: Philipp II. von Frankreich und Richard I. von England brechen mit ihren Heeren gemeinsam zum Dritten Kreuzzug auf.
- 1253: Ein niederrheinisches Ritterheer besiegt während des Flämischen Erbfolgekriegs ein franko-flämisches Heer in der Schlacht bei Westkapelle.
- 1376: Der Schwäbische Städtebund wird gegründet. Ulm und 13 andere Reichsstädte wehren sich damit gegen adlige Herrschaft.
- 1456: Sultan Mehmed II. versucht in einem Blitzfeldzug, das Königreich Ungarn zu unterwerfen. Er beginnt mit der Belagerung von Belgrad und seiner Grenzfestung.
- 1534: Der dänische Adel wählt Christian III. zum König von Dänemark und Norwegen.
- 1610: Die Russen und mit ihnen verbündete Schweden erleiden eine Niederlage in der Schlacht von Kluschino im Polnisch-Russischen Krieg. Dies hat Folgen für Zar Wassili IV., der kurz darauf gestürzt wird.
- 1635: Kaiserlichen Hilfstruppen zur Unterstützung Spaniens unter General Ottavio Piccolomini gelingt der Entsatz der Stadt Löwen in Flandern. Franzosen und Niederländer scheitern mit ihrer Belagerung und ziehen sich in das Gebiet um Roermond zurück.
- 1710: Im Großen Nordischen Krieg ergibt sich die Stadt Riga nach längerer Belagerung den Truppen des russischen Generals Boris Petrowitsch Scheremetew.

1776: Unterzeichnung der amerikanischen Unabhängigkeitserklärung (Gemälde von John Trumbull)

- 1776: Der zweite Kontinentalkongress verabschiedet die Unabhängigkeitserklärung der Vereinigten Staaten.
- 1800: In den Vereinigten Staaten tritt ein Gesetz in Kraft, mit dem der Westteil des Nordwestterritoriums als Indiana-Territorium ein eigenes Hoheitsgebiet der Vereinigten Staaten wird. Der Rest des geteilten Territoriums wird 1803 zum Staat Ohio.
- 1805: Aus einem Teil des beim Louisiana Purchase von Frankreich gekauften Gebietes bilden die Vereinigten Staaten das Louisiana-Territorium.

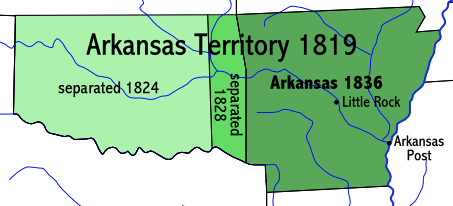
1819: Arkansas Territory

- 1819: Aus einem Teil des Missouri-Territoriums wird unter US-Präsident James Monroe das Arkansas-Territorium geschaffen. Hauptstadt des Territoriums der Vereinigten Staaten wird Arkansas Post.
- 1838: Der westliche Teil des Wisconsin-Territoriums wird abgetrennt und unter dem Namen Iowa-Territorium ein eigenes Territorium der Vereinigten Staaten. Burlington wird Territoriumshauptstadt, Robert Lucas erster Gouverneur des neuen Territoriums.
- 1863: Im Sezessionskrieg siegen Ulysses S. Grants Truppen in der Schlacht um Vicksburg, die Stadt kapituliert nach rund sechswöchiger Belagerung vor den Nordstaaten. Weil nunmehr Unionsschiffe den Mississippi beherrschen, sind Texas und Arkansas von einer kontinentalen Verbindung zu den anderen Südstaaten abgeschnitten.
- 1870: Im beginnenden Wiener Hochverratsprozess stehen vierzehn Verantwortliche vor Gericht, die eine von etwa 20.000 Menschen besuchte Kundgebung für politische und gewerkschaftliche Rechte der Arbeiterschaft organisiert haben.

1879: Schlacht bei Ulundi

- 1879: In der Nähe der Zulu-Hauptstadt Ulundi findet die entscheidende Schlacht des Zulukrieges statt, die von den Briten gewonnen wird.
- 1892: Samoa wechselt auf die östliche Seite der Datumsgrenze.
- 1894: Im Königreich Hawaiʻi, dessen Geschicke nach der Abdankung von Königin Liliʻuokalani im Jahr zuvor eine provisorische Regierung lenkt, wird die Republik ausgerufen. Ihr erster und einziger Präsident wird Sanford Dole.
- 1918: In Konstantinopel folgt auf den tags zuvor gestorbenen Mehmed V. dessen Bruder Mehmed VI. an die Spitze des Osmanischen Reichs. Er wird dessen letzter Sultan sein.
- 1926: Der erste NSDAP-Parteitag findet in Weimar statt und die Hitlerjugend wird gegründet.
- 1933: Angehörige der SS ermorden in der Nähe des kleinen Ortes Rieseberg bei Königslutter am Elm elf Mitglieder der KPD. Die Rieseberg-Morde werden durch die noch im selben Jahr erscheinende Broschüre Terror in Braunschweig von Hans Reinowski international bekannt.
- 1933: Die Deutsche Zentrumspartei und die Bayerische Volkspartei beschließen ihre Selbstauflösung.
- 1939: Im Deutschen Reich wird die Diskriminierung von Juden mit der Schaffung der Reichsvereinigung der Juden in Deutschland fortgesetzt.
- 1941: Nach der Einnahme Rigas durch die deutsche Wehrmacht am 1. Juli brennen auf Veranlassung der SS-Einsatzgruppen Männer des Arājs-Kommandos unter Viktors Arājs die Große Choral-Synagoge in der Gogoļa iela und andere jüdische Bethäuser nieder, in denen sich z. T. Dutzende von Menschen befinden. Seit der Wiederherstellung der staatlichen Souveränität Lettlands ist der 4. Juli ein gesetzlicher Gedenktag.

1945: Besatzungszonen in Österreich

- 1945: In London wird ein Abkommen über Alliierte Kontrolle im besetzten Österreich unterzeichnet. Das Staatsgebiet und Wien werden in je vier Besatzungszonen eingeteilt.
- 1946: Die Philippinen erlangen die Unabhängigkeit von den USA.
- 1946: Beim Pogrom von Kielce in Polen kommt es zu einem der größten und bis heute nicht vollständig aufgeklärten antisemitischen Pogrom in Europa nach Ende des Zweiten Weltkriegs.
- 1953: Imre Nagy wird zum ungarischen Ministerpräsidenten gewählt.
- 1967: Der Freedom of Information Act tritt in den USA in Kraft. Das Gesetz gewährt jedem grundsätzlich das Recht, Auskünfte über Dokumente der Exekutive zu erhalten.
- 1973: Die Karibische Gemeinschaft wird im Vertrag von Chaguaramas gegründet.
- 1976: Aus Israel eingeflogene Eliteeinheiten befreien in der Nacht vom 3. auf den 4. Juli in Entebbe die Geiseln aus der am 27. Juni entführten Air-France-Maschine. Sieben der zehn Terroristen werden bei der Operation Entebbe getötet, drei von 103 Geiseln sterben. Bei der Kommandoaktion kommen ferner ein Israeli und 20 ugandische Soldaten, die auf die Angreifer das Feuer eröffnen, ums Leben.
- 2000: Bayern führt eine „Blaue Karte“ für ausländische Computerspezialisten ein, bei der die Aufenthaltsgenehmigung zeitlich an die Dauer der Arbeitserlaubnis geknüpft ist.
- 2003: Bei der Sackaffäre im Norden des Iraks werden türkische Armeeangehörige, die in Zivilkleidung operierten, von US-Streitkräften gefangen genommen, mit Säcken über den Köpfen abgeführt und verhört.
- 2004: Am Ground Zero, dem ehemaligen Standort des World Trade Center in New York, wird der Grundstein für das One World Trade Center gelegt. Der Bau beginnt jedoch erst 2006.
- 2006: Zum ersten Mal wählt das House of Lords den Lord Speaker und bestimmt Helene Hayman, Baroness Hayman für das neu geschaffene Amt.
- 2010: Bei einem Volksentscheid in Bayern stimmen 61 % der Wähler für den Volksentscheid „Nichtraucherschutz“ in Bayern. Damit wird Bayern zum Vorreiter in Bereich Rauchverbot.
- 2012: Nach großen internationalen Protesten wird das Freihandelsabkommen Anti-Counterfeiting Trade Agreement (ACTA) vom Europäischen Parlament abgelehnt.
- 2017: Die SPD-Politikerin Manuela Schwesig wird zur ersten Ministerpräsidentin von Mecklenburg-Vorpommern gewählt.

### Wirtschaft
- 1837: Das Eisenbahnunternehmen Grand Junction Railway nimmt in England den Zugbetrieb mit Dampflokomotiven auf einer der ersten Fernstrecken, der Verbindung Birmingham–Warrington, auf. Sie führt dort mit Umstieg weiter nach Liverpool.

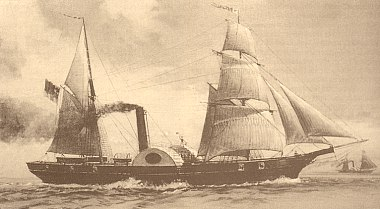
1840: RMS Britannia

- 1840: Die Reederei Cunard Line richtet regelmäßige Dampfschiffverbindungen zwischen Liverpool und Halifax sowie Boston ein. Die Britannia ist das erste im Postdienst eingesetzte Schiff.
- 1886: Der erste fahrplanmäßig transkontinental verkehrende Eisenbahnzug der Canadian Pacific Railway erreicht die westliche Endstation Port Moody in British Columbia.

### Wissenschaft und Technik

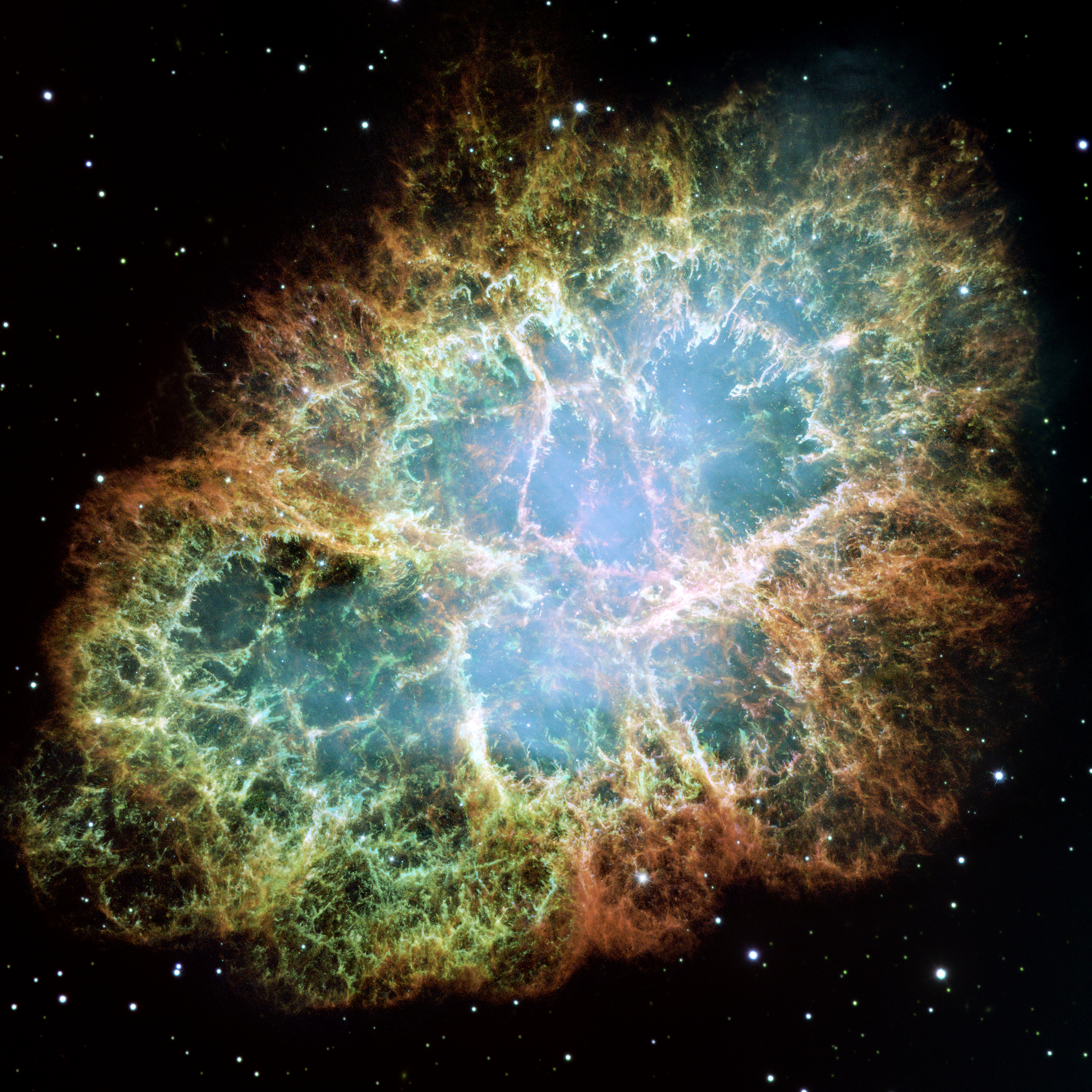
1054: Krebsnebel, Hubbleaufnahme

- 1054: Chinesische Astronomen beobachten im Sternbild Stier einen „neuen Stern“, der sich als eine Supernova herausstellen wird, die den Krebsnebel entstehen lässt.
- 1878: Von Göteborg aus startet der schwedische Polarforscher Adolf Erik Nordenskiöld mit seinem Auxiliarsegler Vega in Richtung Arktis. Nach einer Überwinterung im Packeis wird ihm die erste Durchfahrt durch die Nordostpassage gelingen.
- 1882: Das Licht im Stannard Rock Light, einem Leuchtturm im Oberen See, wird erstmals entzündet. Der Leuchtturm befindet sich in 39 km Entfernung vom Ufer, ist damit der landfernste Leuchtturm der Vereinigten Staaten und gilt als eine der größten Ingenieurleistungen des Landes.
- 1913: Der Chemiker Fritz Klatte erhält das Patent für seine Erfindung, den heute massenmäßig wichtigsten Kunststoff der Welt, das PVC.
- 1931: Auf dem Jungfraujoch im Berner Alpenmassiv wird die internationale Hochalpine Forschungsstation eröffnet.
- 1997: Die NASA-Sonde Pathfinder landet auf dem Mars.
- 1998: Die erste japanische Forschungsraumsonde Nozomi wird vom Raumfahrtzentrum Kagoshima aus in Richtung Mars geschickt.

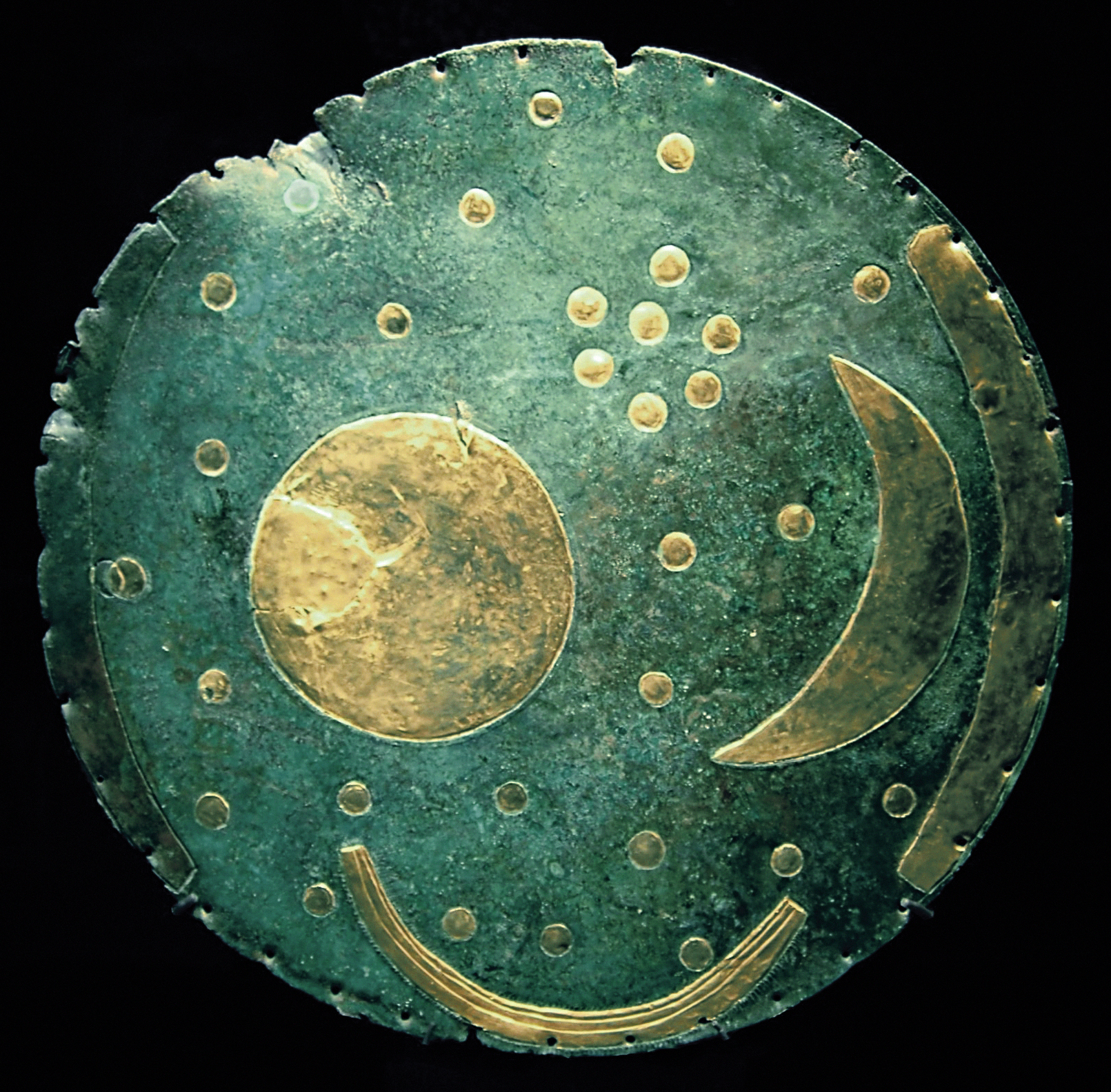
1999: Himmelsscheibe von Nebra

- 1999: Zwei Raubgräber finden die Himmelsscheibe von Nebra, die als weltweit älteste konkrete Himmelsdarstellung gilt.
- 2005: Die NASA-Sonde Deep Impact beobachtet den Aufschlag eines von ihr gestarteten Projektils auf dem Kometen Tempel 1.
- 2006: Das Space Shuttle Discovery startet mit Thomas Reiter als erstem deutschem Besucher der Internationalen Raumstation (ISS).
- 2012: Die Experimente CMS und ATLAS am europäischen Kernforschungszentrum CERN geben die Entdeckung des Higgs-Bosons bekannt.
- 2016: Die Raumsonde Juno erreicht den Jupiter.

### Kultur

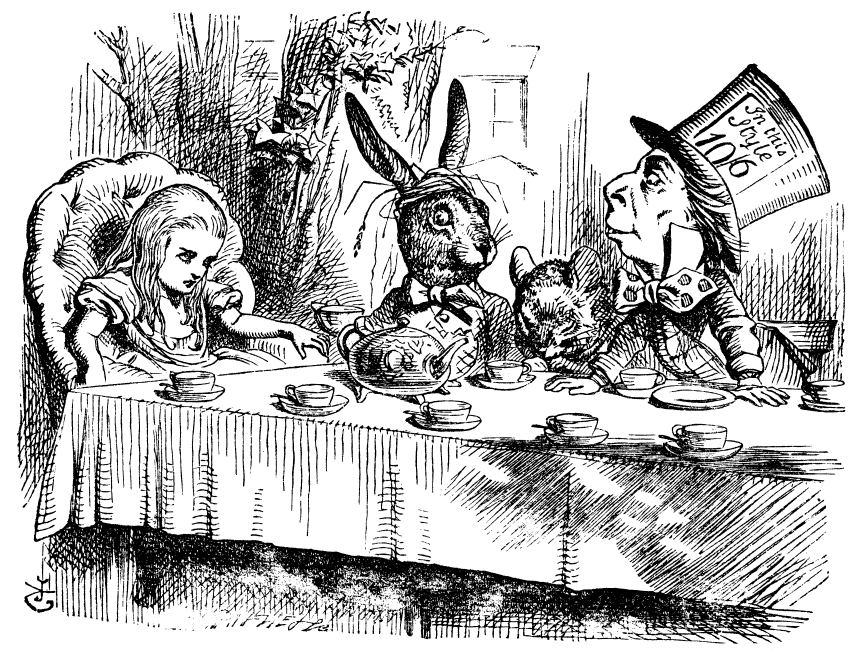
1865: Illustration zu Alice im Wunderland

- 1865: Lewis Carrolls Kinderbuch Alice im Wunderland erscheint erstmals im Druck. Eine zweite Auflage folgt im Dezember.
- 1991: In der letzten Folge der deutschen Fernsehsendung Total Normal wird der Streich Hurz! von Hape Kerkeling und Achim Hagemann ausgestrahlt.

### Gesellschaft
- 1568: In Stockholm heiraten die bereits seit einem knappen Jahr heimlich getrauten Karin Månsdotter und König Erik XIV. offiziell. Am Tag darauf wird die Königin gekrönt.

### Religion
- 1348: Papst Clemens VI. wendet sich in einer Bulle gegen die Judenverfolgung in der Zeit des Schwarzen Todes. Sein Schreiben wird jedoch weitgehend ignoriert.
- 1872: Im Deutschen Kaiserreich werden Niederlassungen der Jesuiten durch das Jesuitengesetz aufgehoben.

### Katastrophen

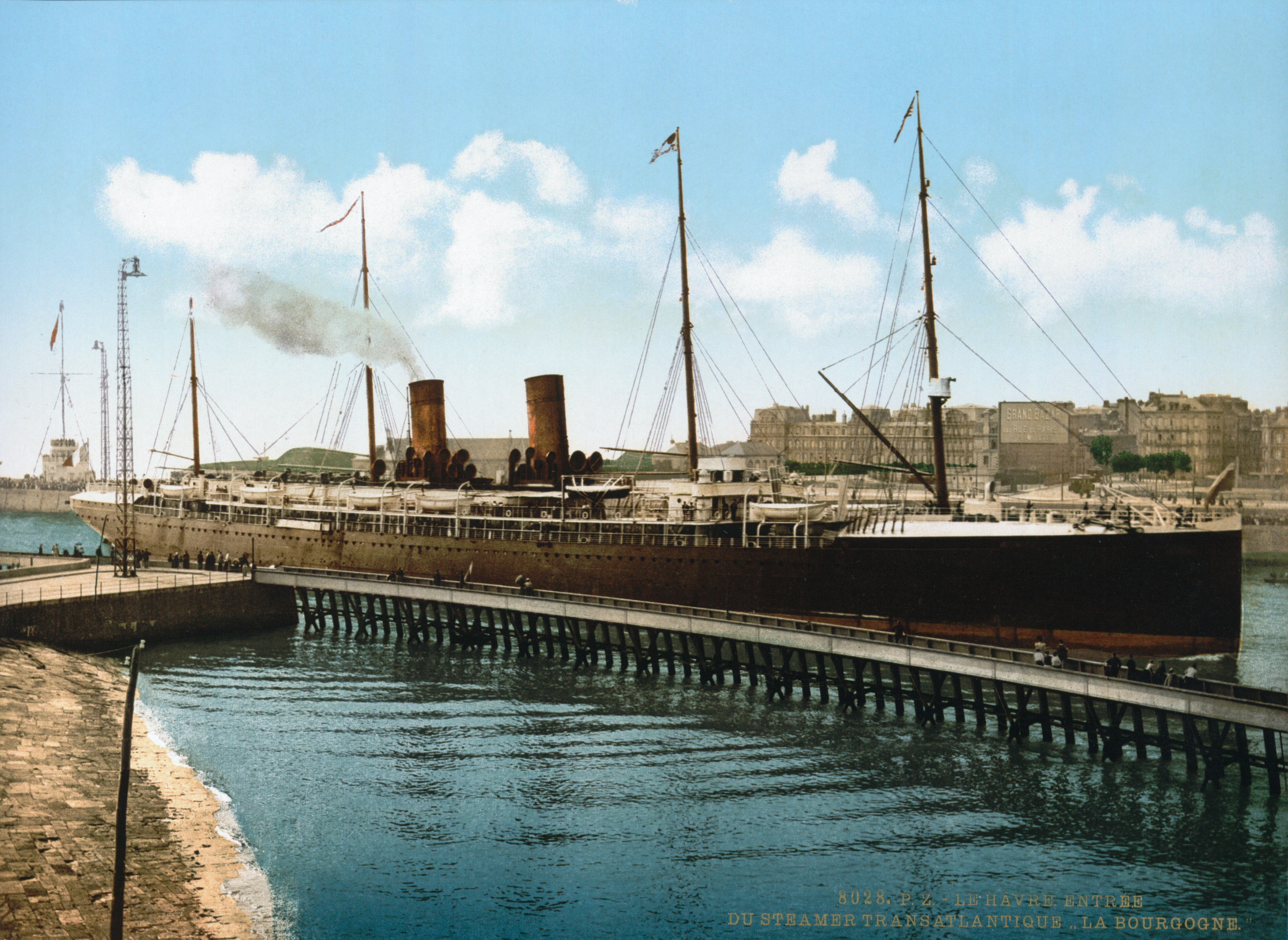
1898: La Bourgogne

- 1898: Der französische Passagierdampfer La Bourgogne wird an der Küste von Nova Scotia im Nebel von einem englischen Segelschiff gerammt und sinkt. Von den 730 Menschen an Bord überleben 165, darunter nur eine Frau.
- 1905: Der Vulkan Mont Pelé auf der Antillen-Insel Martinique hat die letzte kleinere Eruption seiner Aktivitätsphase 1902 bis 1905, bei der am 8. Mai 1902 der verlustreichste Vulkanausbruch des 20. Jahrhunderts mit rund 30.000 Toten zu verzeichnen war.
- 2001: Eine Tupolew Tu-154 der Vladivostok Avia stürzt beim dritten Landeanflugversuch bei Irkutsk ab. Alle 145 Menschen an Bord sterben.

Kleinere Unglücksfälle sind in den Unterartikeln von Katastrophe und in der Liste von Katastrophen aufgeführt.

### Sport
- 1919: Der US-Amerikaner Jack Dempsey wird neuer Box-Weltmeister im Schwergewicht. Er besiegt den Titelverteidiger Jess Willard durch technischen K. o.
- 1954: Der erstmalige Titelgewinn einer deutschen Nationalmannschaft bei der V. Fußball-WM in der Schweiz im Berner Wankdorfstadion durch ein 3:2 gegen Ungarn gilt als das „Wunder von Bern“.

1982: Jimmy Connors

- 1982: Der US-amerikanische Tennisspieler Jimmy Connors triumphiert in Wimbledon-Finale gegen seinen Landsmann John McEnroe mit 3:6, 6:3, 6:7, 7:6 und 6:4.
- 1993: Deutschland wird unter Trainer Svetislav Pešić durch einen 71:70-Finalsieg gegen Russland in München Basketball-Europameister.
- 1993: Argentinien gewinnt im Finale gegen Mexiko die Copa América 1993 mit 2:1.
- 2004: Griechenland wird durch ein 1:0 im Finale der Fußball-Europameisterschaft der Männer gegen das Gastgeberland Portugal erstmals Europameister.
- 2007: Die Olympischen Winterspiele 2014 werden durch das Internationale Olympische Komitee an die russische Stadt Sotschi vergeben.
- 2015: Die Chilenische Fußballnationalmannschaft gewinnt durch ein 4:1 im Elfmeterschießen gegen Argentinien bei der Copa América zum ersten Mal einen internationalen Titel.

Einträge von Leichtathletik-Weltrekorden befinden sich unter der jeweiligen Disziplin unter Leichtathletik.
Einträge zu Fußballweltmeisterschaftsspielen finden sich in den Unterseiten von Fußball-Weltmeisterschaft. Das Gleiche gilt für Fußball-Europameisterschaften.

## Geboren

### Vor dem 18. Jahrhundert

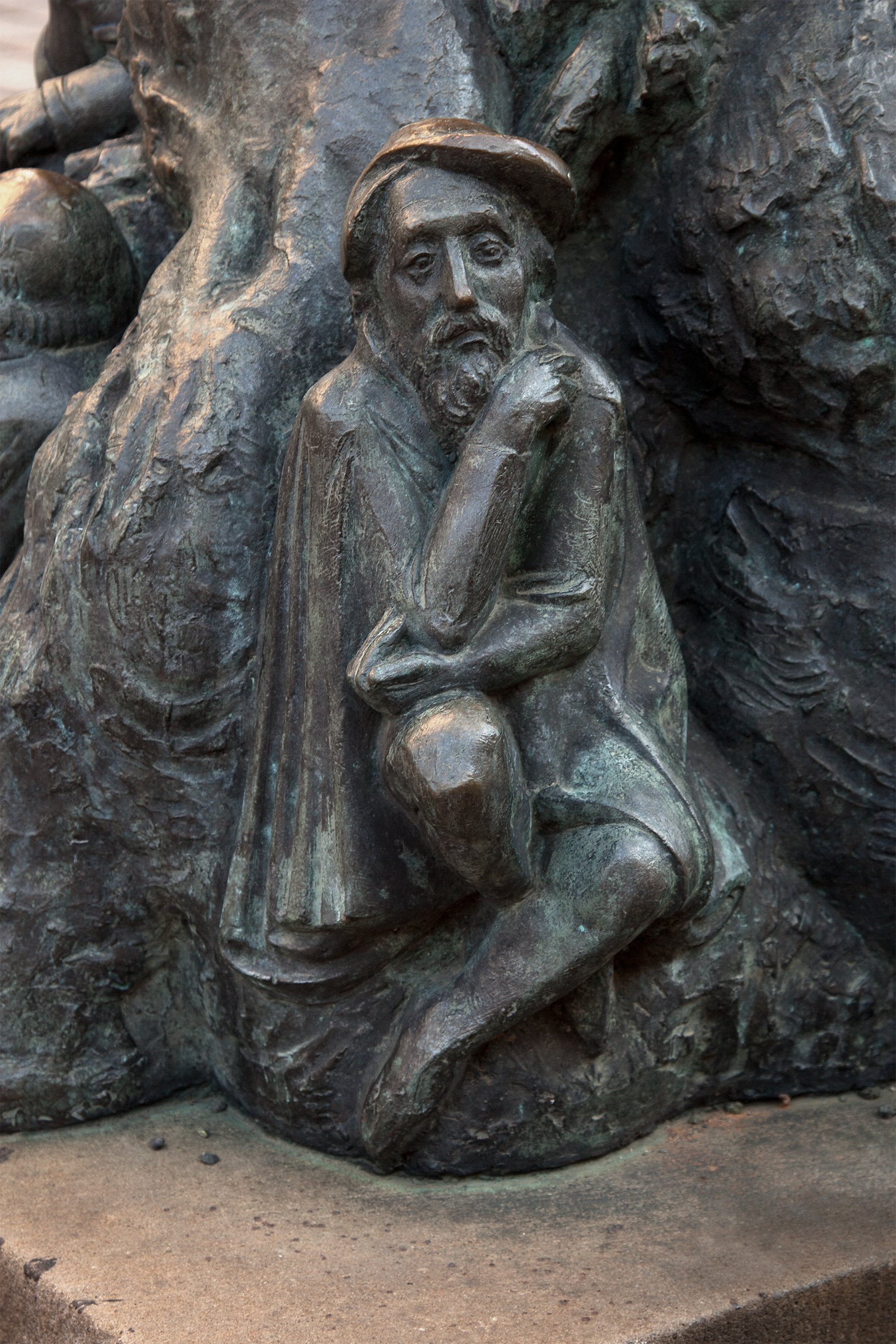
Ulrich Rülein von Calw (* 1465)
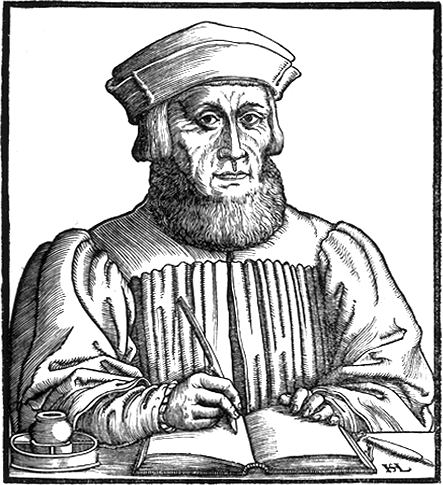
Johannes Aventinus (* 1477)
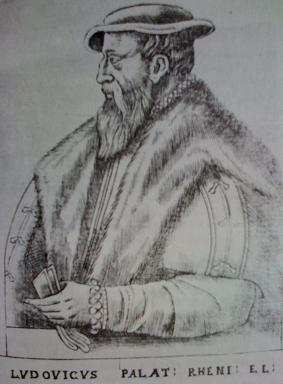
Ludwig VI. von der Pfalz (* 1539)
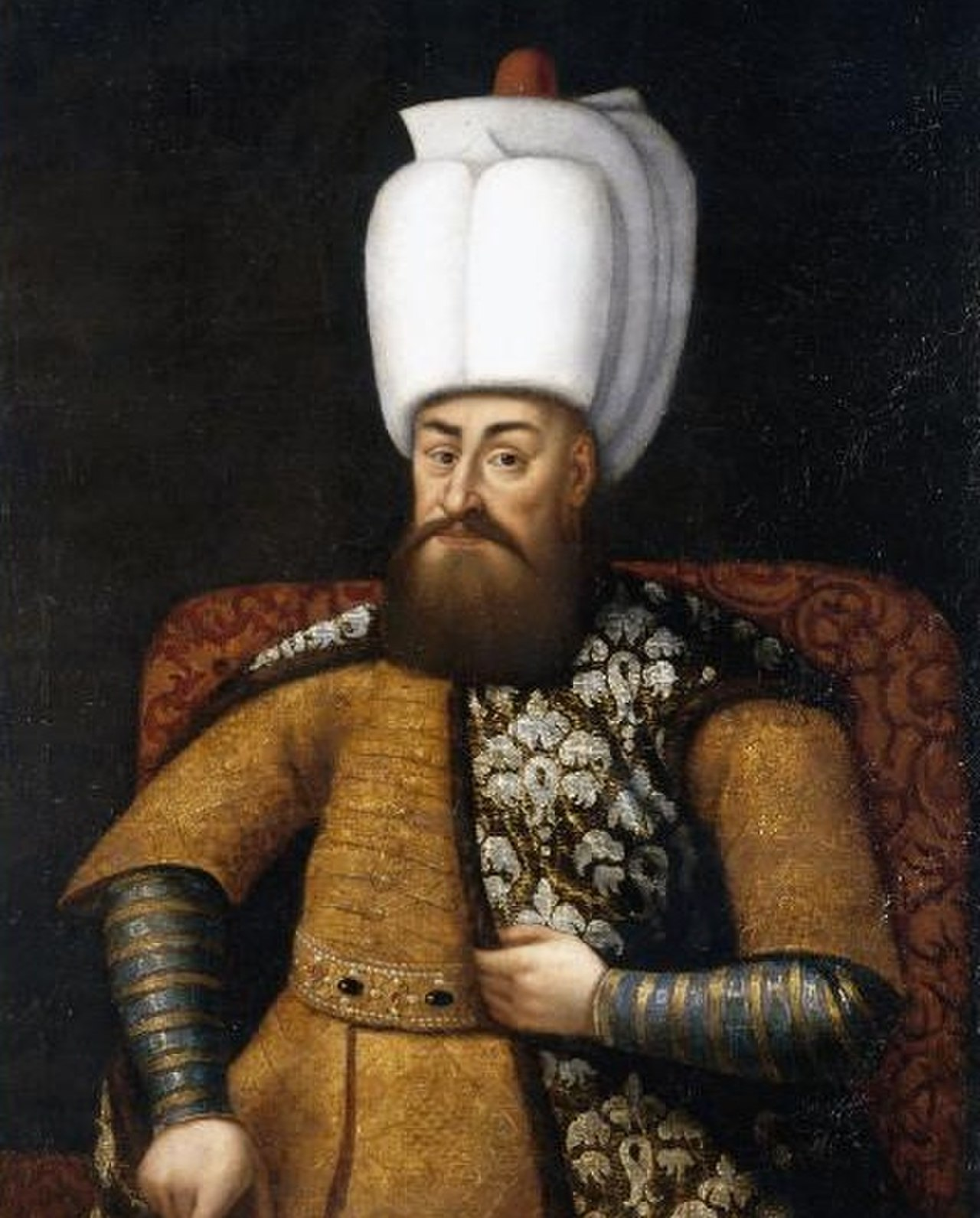
Murad III. (* 1546)

- 1095: Usama ibn Munqidh, arabischer Schriftsteller und Dichter, Politiker und Diplomat
- 1330: Ashikaga Yoshiakira, japanischer Shōgun
- 1394: Philippa von England, Königin von Dänemark, Norwegen und Schweden, Herzogin von Pommern
- 1403: Johannes Schlitpacher, österreichischer Benediktiner in Melk
- 1428: Filippo Strozzi der Ältere, florentinischer  Kaufmann
- 1465: Ulrich Rülein von Calw, deutscher Humanist, Arzt und Montanwissenschaftler
- 1466: Wilhelm I., Landgraf von Hessen
- 1477: Johannes Aventinus, deutscher Geschichtsschreiber
- 1509: Magnus III., Herzog zu Mecklenburg
- 1515: Eleonora d’Este, italienische Adelige
- 1532: Friedrich Widebrand, deutscher evangelischer Theologe
- 1535: Wilhelm der Jüngere, Herzog zu Braunschweig und Lüneburg, Fürst von Lüneburg
- 1539: Ludwig VI., Pfalzgraf von Simmern und Kurfürst von der Pfalz
- 1546: Murad III., Sultan des Osmanischen Reiches
- 1566: Johann Rudolf Rebmann, Schweizer evangelischer Geistlicher, Heimatforscher und Schriftsteller
- 1572: Ludwig Jungermann, deutscher Botaniker und Arzt
- 1589: Elisabeth Sophie von Brandenburg, Fürstin von Radziwiłł und Herzogin von Sachsen-Lauenburg
- 1601: Otto von Senheim, deutscher kurfürstlicher Geistlicher
- 1609: Schering Rosenhane, schwedischer Gesandter bei den Westfälischen Friedensverhandlungen
- 1676: José de Cañizares, spanischer Dramatiker und Librettist
- 1685: Christian Reichart, deutscher Begründer des Gartenbaus
- 1693: Valentin Johann Beselin, deutscher Jurist und Erster Bürgermeister von Rostock
- 1694: Claudio Francesco Beaumont, italienischer Maler und Zeichner
- 1694: Louis-Claude Daquin, französischer Komponist

### 18. Jahrhundert

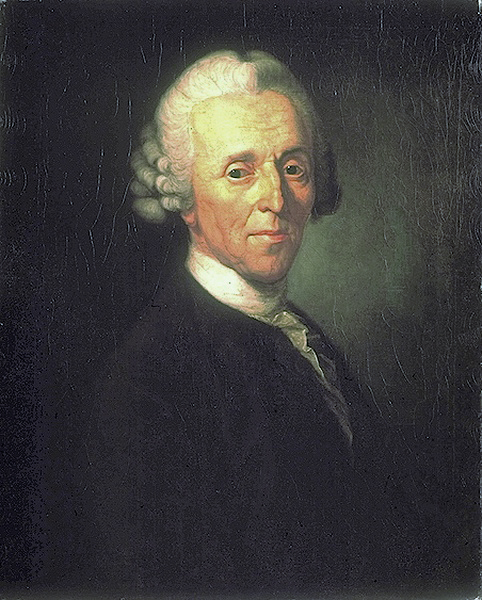
Christian Fürchtegott Gellert (* 1715)
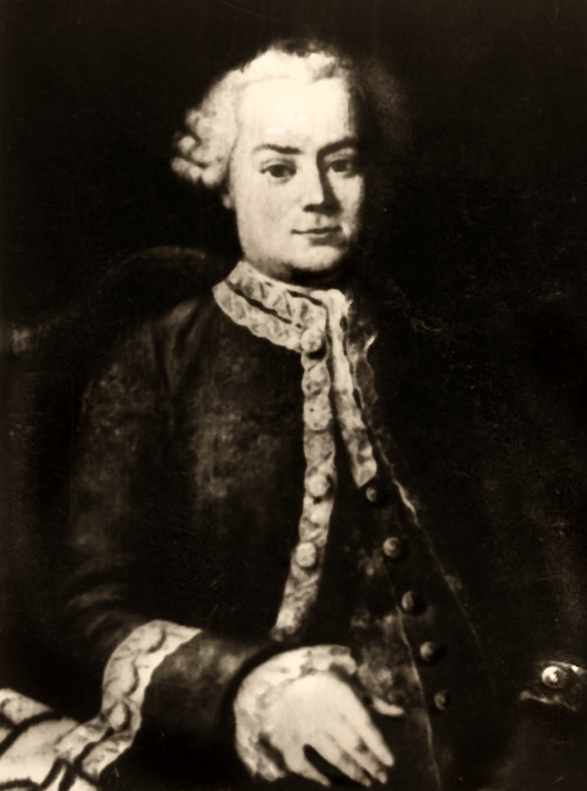
Samuel Gottlieb Gmelin (* 1744)
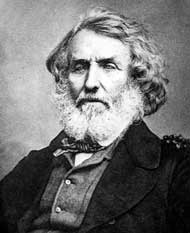
George Everest (* 1790)
Oskar I. von Schweden und Norwegen (* 1799)

- 1707: Georg Friedrich von Kleist, preußischer Generalleutnant
- 1715: Christian Fürchtegott Gellert, deutscher Dichter
- 1731: Johann August Dathe, deutscher Linguist
- 1732: Clemens August von Merle, Weihbischof in Köln
- 1739: Johann Karl Christoph Ferber, deutscher Hochschullehrer und Philosoph
- 1743: Louis-Alexandre de La Rochefoucauld, französischer Aristokrat und Politiker
- 1744: Samuel Gottlieb Gmelin, deutscher Arzt, Botaniker und Naturforscher
- 1753: Jean-Pierre Blanchard, französischer Ballonfahrer
- 1767: Kyokutei Bakin, japanischer Schriftsteller
- 1768: Juliane Wilhelmine Bause, deutsche Malerin
- 1776: Ethan Allen Brown, US-amerikanischer Rechtsanwalt, Richter, Politiker, Gouverneur und Senator für Ohio
- 1779: Heinrich Arnold Huyssen, deutscher Industrieller und Politiker
- 1781: Karl Maximilian Andree, deutscher Mediziner und Gynäkologe
- 1781: Alexander von Benckendorff, russischer General
- 1790: George Everest, britischer Vermessungsingenieur in Indien
- 1793: Franz Xaver Pecháček, österreichisch-deutscher Komponist
- 1796: Karl Maria von Aretin, bayerischer Historiker, Diplomat und Politiker
- 1799: András Bartay, ungarischer Komponist
- 1799: Oskar I., König von Schweden und Norwegen

### 19. Jahrhundert

#### 1801–1850

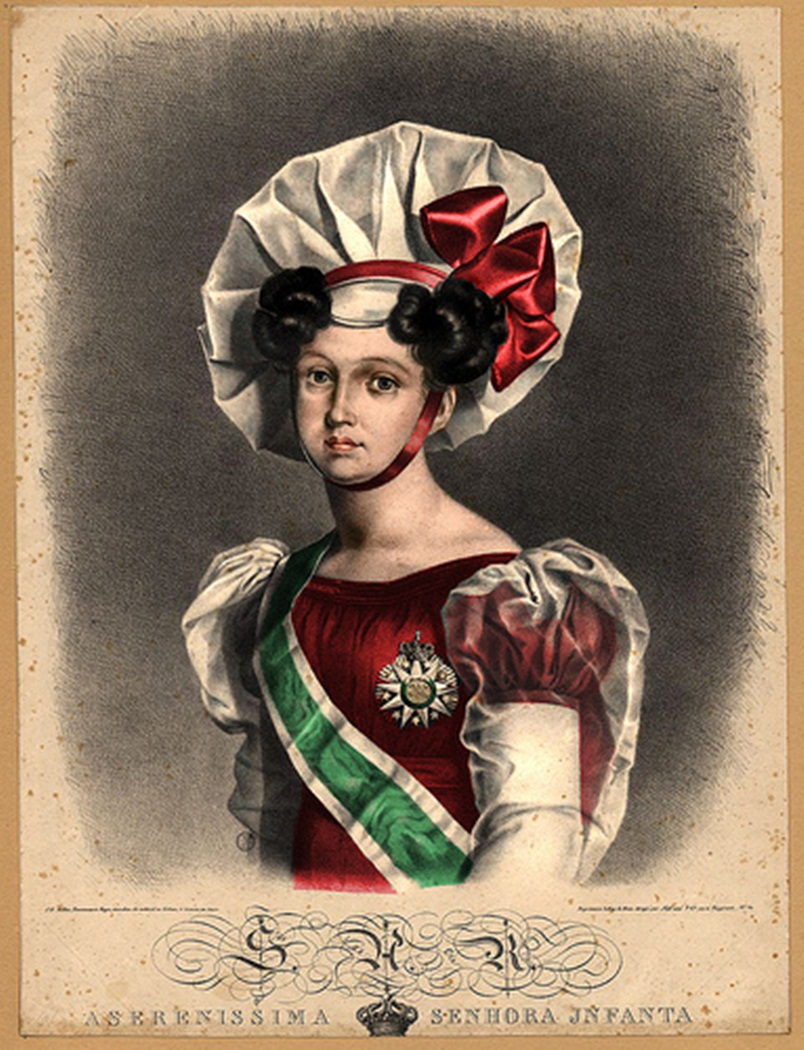
Isabella Maria von Portugal (* 1801)
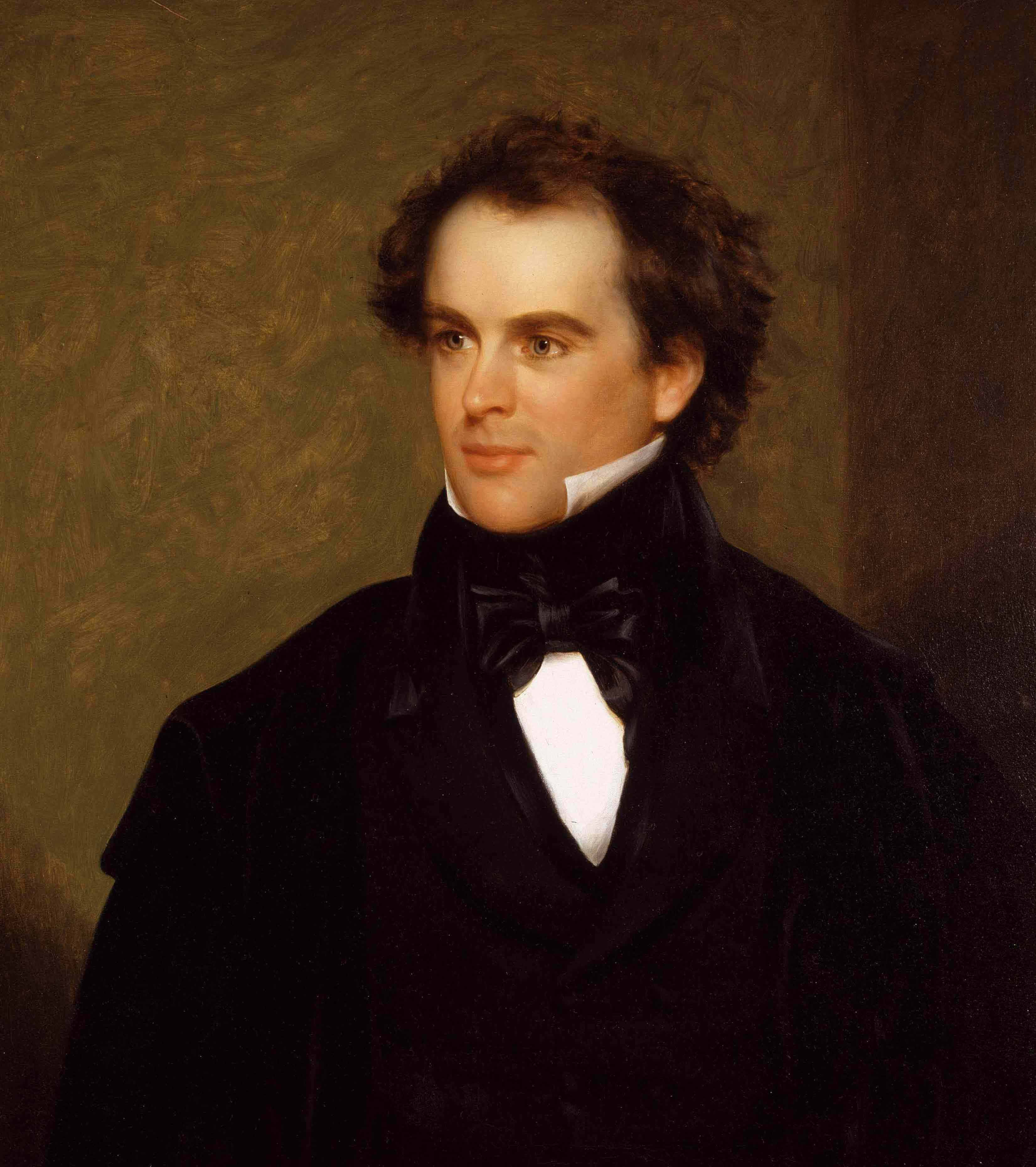
Nathaniel Hawthorne (* 1804)
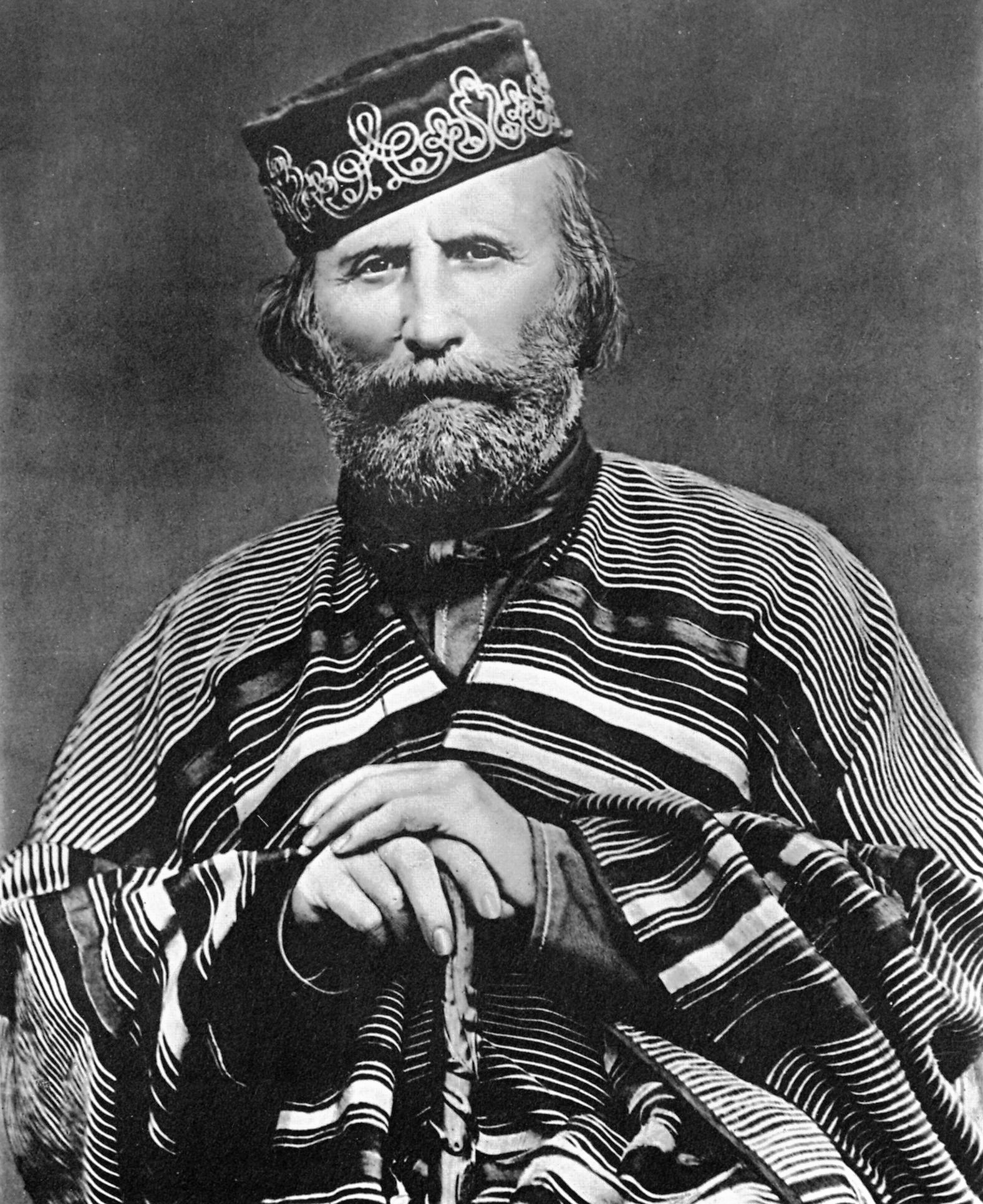
Giuseppe Garibaldi (* 1807)
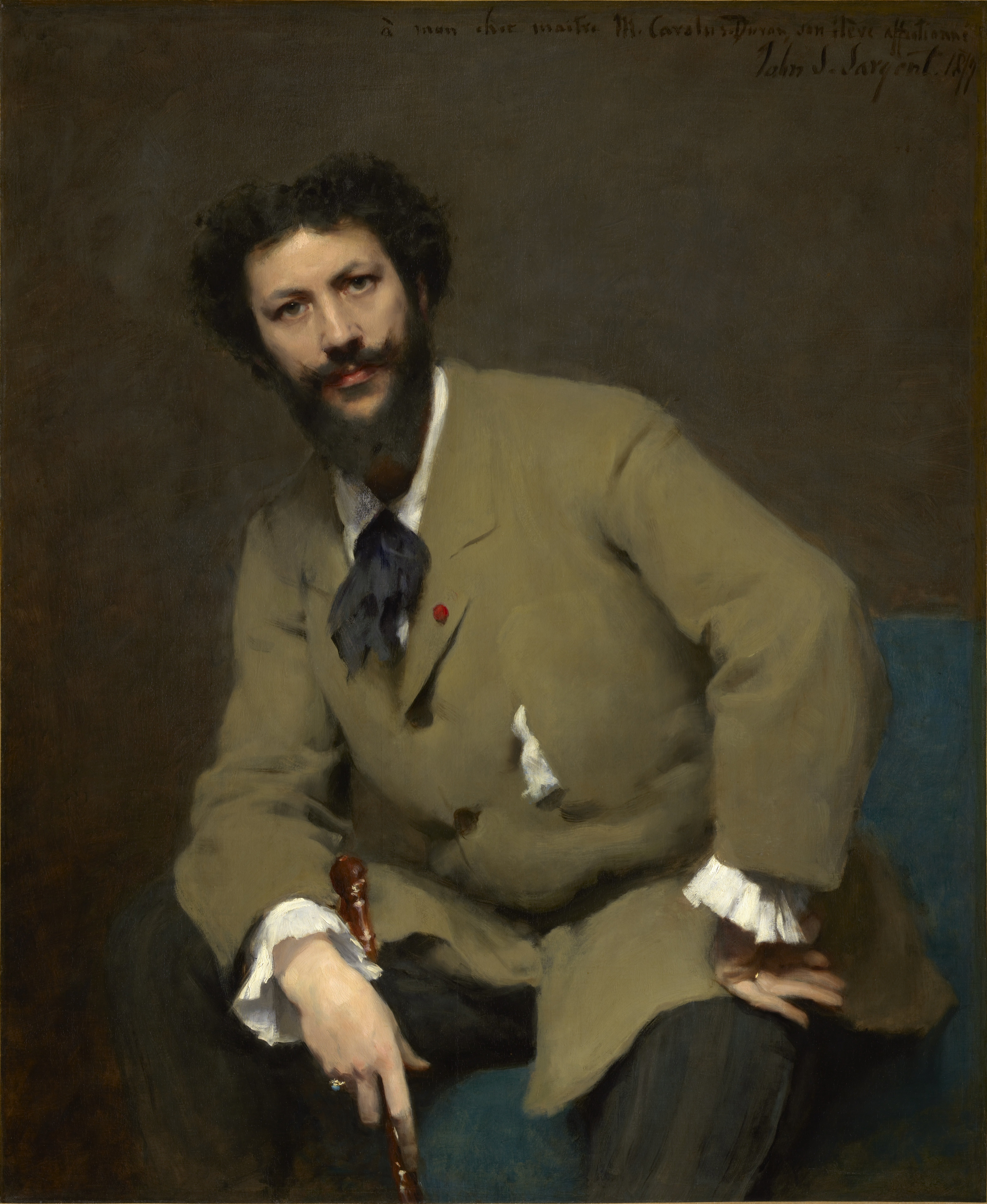
Émile Auguste Carolus-Duran (* 1837)

- 1801: Isabella Maria, portugiesische Prinzessin und Regentin
- 1802: Joseph Labitzky, tschechischer Tanzkomponist
- 1803: Julius Léopold Eduard Avé-Lallemant, deutscher Botaniker
- 1804: Charles G. Atherton, US-amerikanischer Politiker
- 1804: Nathaniel Hawthorne, US-amerikanischer Schriftsteller
- 1806: Wilhelm Beckershoff, deutscher Kommunalpolitiker, Bauunternehmer und Steinbruchbesitzer
- 1807: Giuseppe Garibaldi, italienischer Freiheitskämpfer und Politiker, Hauptgestalt des Risorgimento, Nationalheld
- 1808: James Van Ness, siebter Bürgermeister von San Francisco
- 1815: Daniel Cornelius Danielssen, norwegischer Arzt und Zoologe, Abgeordneter des Storting
- 1819: John Henry Gurney, britischer Bankier und Amateur-Ornithologe
- 1828: Wilhelm Ahlwardt, deutscher Orientalist und Hochschullehrer
- 1833: Josipina Toman (Pseudonym Josipina Turnograjska), slowenische Dichterin, Schriftstellerin und Komponistin
- 1833: Eugène Vast, französischer Organist und Komponist
- 1835: Johann Hinrich Köser, deutscher Unternehmer
- 1837: Émile Auguste Carolus-Duran, französischer Maler
- 1841: William Preyer, deutscher Physiologe
- 1844: Edmonia Lewis, US-amerikanische Bildhauerin
- 1845: Thomas John Barnardo, irisch-britischer Wohltäter
- 1845: Édouard-Antoine Marsal, französischer Maler
- 1845: Pál Szinyei Merse, ungarischer Maler
- 1847: Julius Lassen, dänischer Jurist
- 1848: Alfred Adelmann von Adelmannsfelden, deutscher Offizier und Schriftsteller
- 1849: Max Küchenmeister, deutscher Pädagoge
- 1850: Ole Olsen, norwegischer Komponist und Militärmusiker
- 1850ː Auguste Pattberg, deutsche Sammlerin von Liedern und Sagen sowie Dichterin

#### 1851–1900

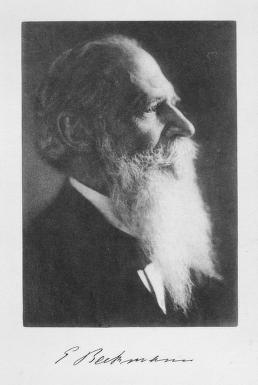
Ernst Beckmann (* 1853)
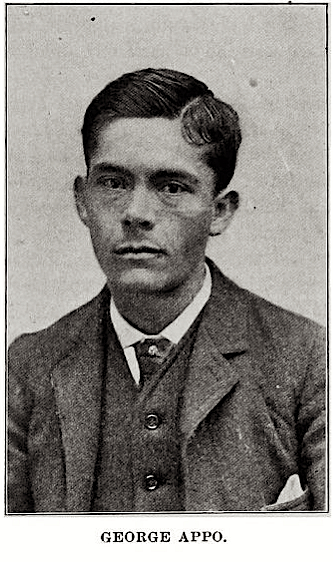
George Appo (* 1856)
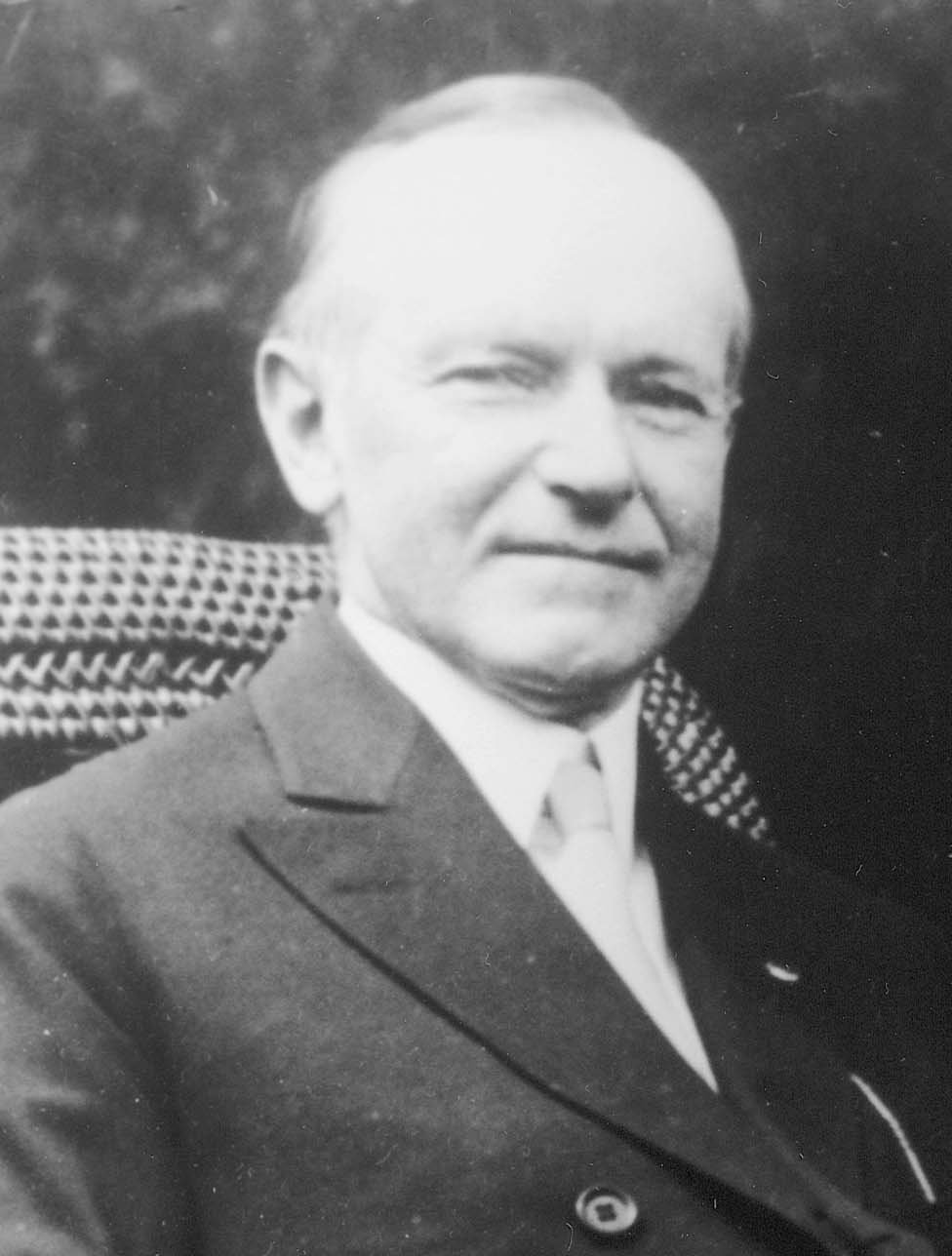
Calvin Coolidge (* 1872)
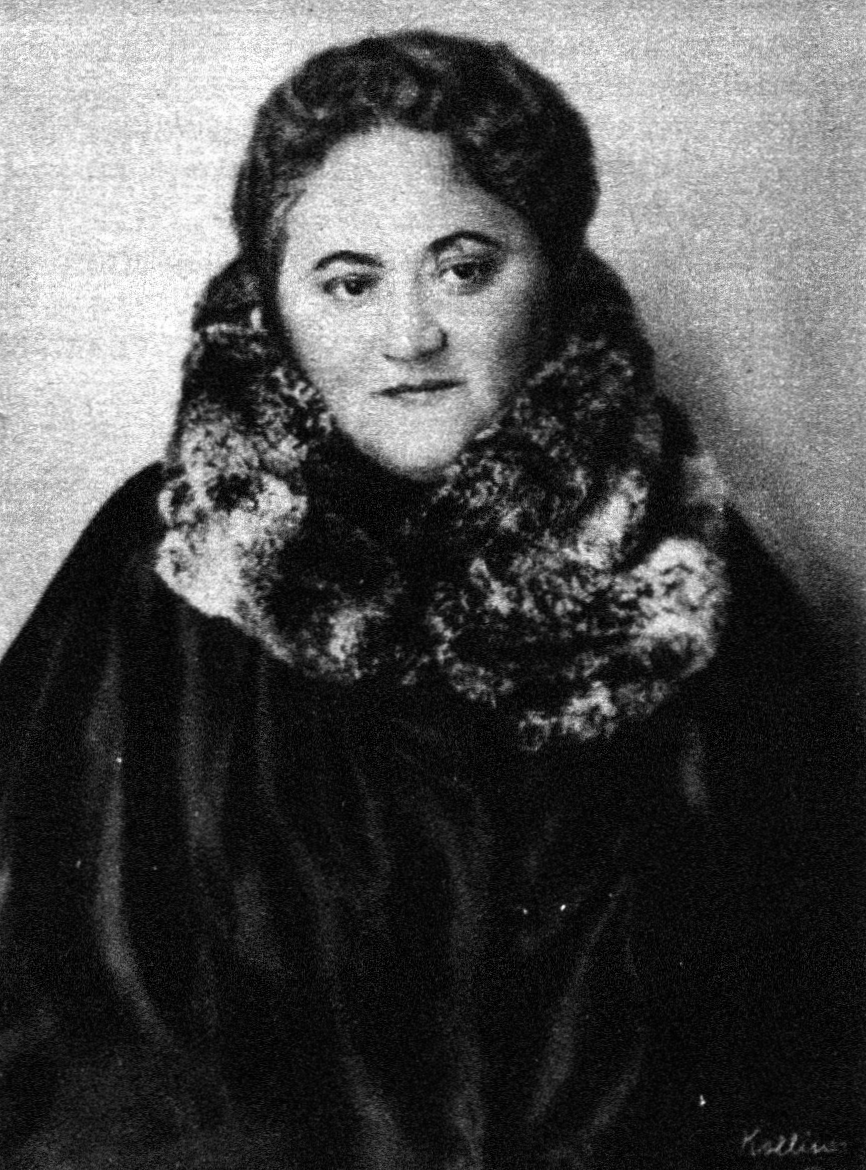
Eugenie Schwarzwald (* 1872)
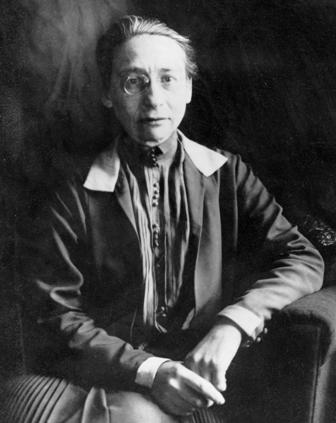
Agathe Lasch (* 1879)
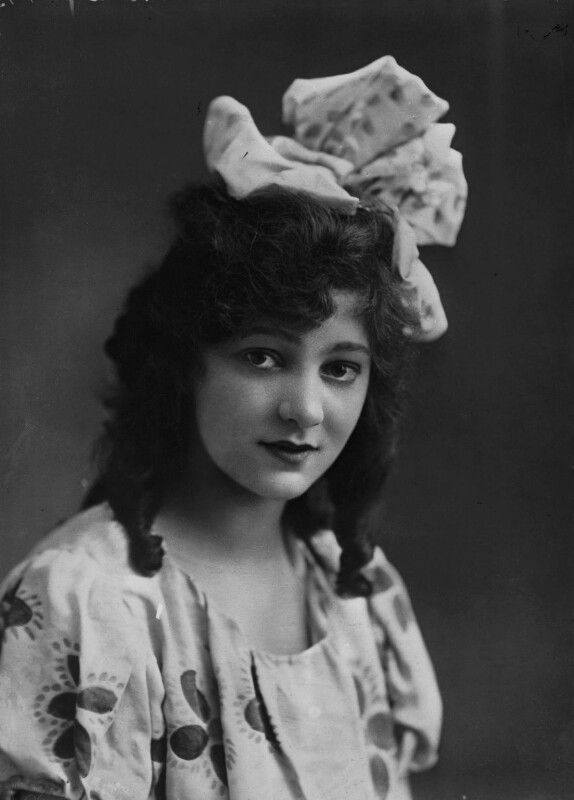
Gertrude Lawrence (* 1898)

- 1853: Ernst Beckmann, deutscher Chemiker
- 1855: Vlaho Bukovac, kroatischer Maler
- 1856: George Appo, US-amerikanischer Krimineller
- 1862: Walter L. Fisher, US-amerikanischer Rechtsanwalt und Politiker, Innenminister
- 1863: Adolf Spilker, deutscher Chemiker und Techniker
- 1863: Hugo Winckler, deutscher Archäologe und Sprachwissenschaftler
- 1866: Otto Brunck, deutscher Chemiker
- 1866: Emy Rogge, deutsche Malerin
- 1868: Rudolf Presber, deutscher Schriftsteller und Journalist
- 1871: Richard Seebohm, deutscher Verwaltungsjurist
- 1872: Calvin Coolidge, US-amerikanischer Politiker, Gouverneur von Massachusetts, Staatspräsident
- 1872: Adam David, Schweizer Afrikaforscher und Großwildjäger
- 1872ː Eugenie Schwarzwald, österreichische Pädagogin und Frauenrechtlerin
- 1873: Maurice Despatures, französischer Ordensgeistlicher und römisch-katholischer Bischof von Bangalore
- 1875: Richard Genserowski, deutscher Kunstturner
- 1875ː Henriette Amalie Lieser, österreichische Mäzenin, Opfer des Holocaust
- 1877: Bogislav von Selchow, deutscher Schriftsteller und Marineoffizier
- 1879ː Agathe Lasch, deutsche Germanistin und Opfer der Shoah
- 1881: Paul Augé, französischer Verleger, Romanist und Lexikograf
- 1882: Hermann von Wenckstern, deutscher Forst- und Volkswirt
- 1883: Maximilian Steinberg, litauisch-russischer Komponist
- 1884: Heinrich Jenny-Fehr, Schweizer Kaufmann und Bühnenautor
- 1886: Arminio Janner, Schweizer Hochschullehrer und Publizist
- 1886: Heinrich Kaminski, deutscher Komponist
- 1888: Henry Armetta, italienisch-US-amerikanischer Schauspieler
- 1890: Otto Feick, Erfinder des Rhönrads
- 1890ː Gertrud Feiertag, deutsche Reformpädagogin, Holocaustopfer
- 1890: Egon Itta, deutscher Maler
- 1890: Adam Sołtys, polnischer Komponist, Dirigent und Musikpädagoge
- 1894: Louis Dekker, niederländischer Steuermann im Rudern
- 1894: Arthur Laumann, deutscher Offizier und Jagdflieger
- 1895: Massimo Campigli, italienischer Maler
- 1898: Gertrude Lawrence, britische Schauspielerin
- 1899: Beatrice Hagen, US-amerikanische Mathematikerin
- 1899: Roy Henderson, britischer Bariton und Musikpädagoge
- 1899: Benjamin Péret, französischer Dichter und Schriftsteller des Surrealismus
- 1899: Schaggi Streuli, Schweizer Drehbuchautor, Kabarettist und Dialekt-Schauspieler
- 1900: Robert Desnos, französischer Schriftsteller und Journalist
- 1900: Walther Kiaulehn, deutscher Journalist und Schriftsteller
- 1900: Alfred Rust, deutscher Archäologe

### 20. Jahrhundert

#### 1901–1925

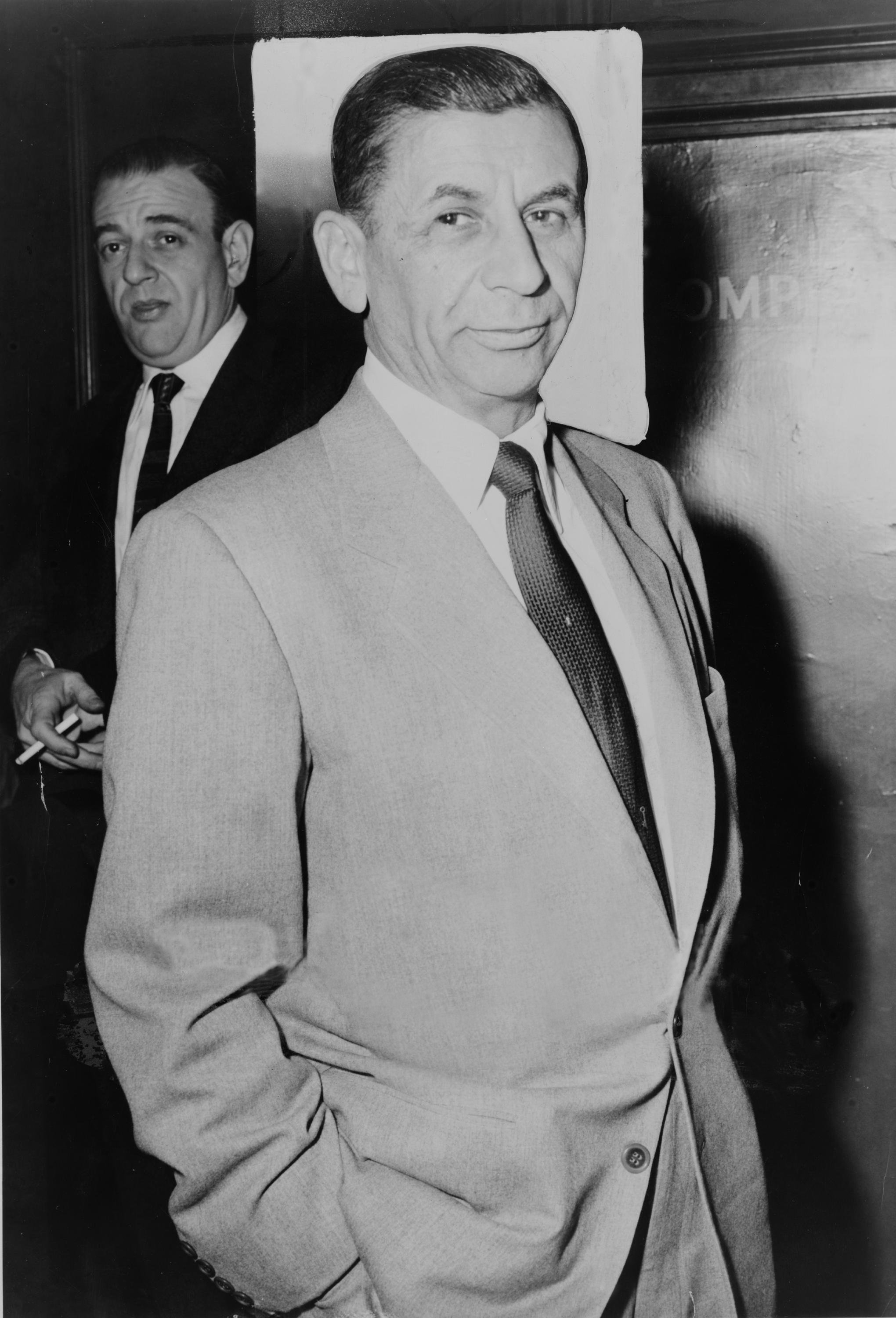
Meyer Lansky (* 1902)
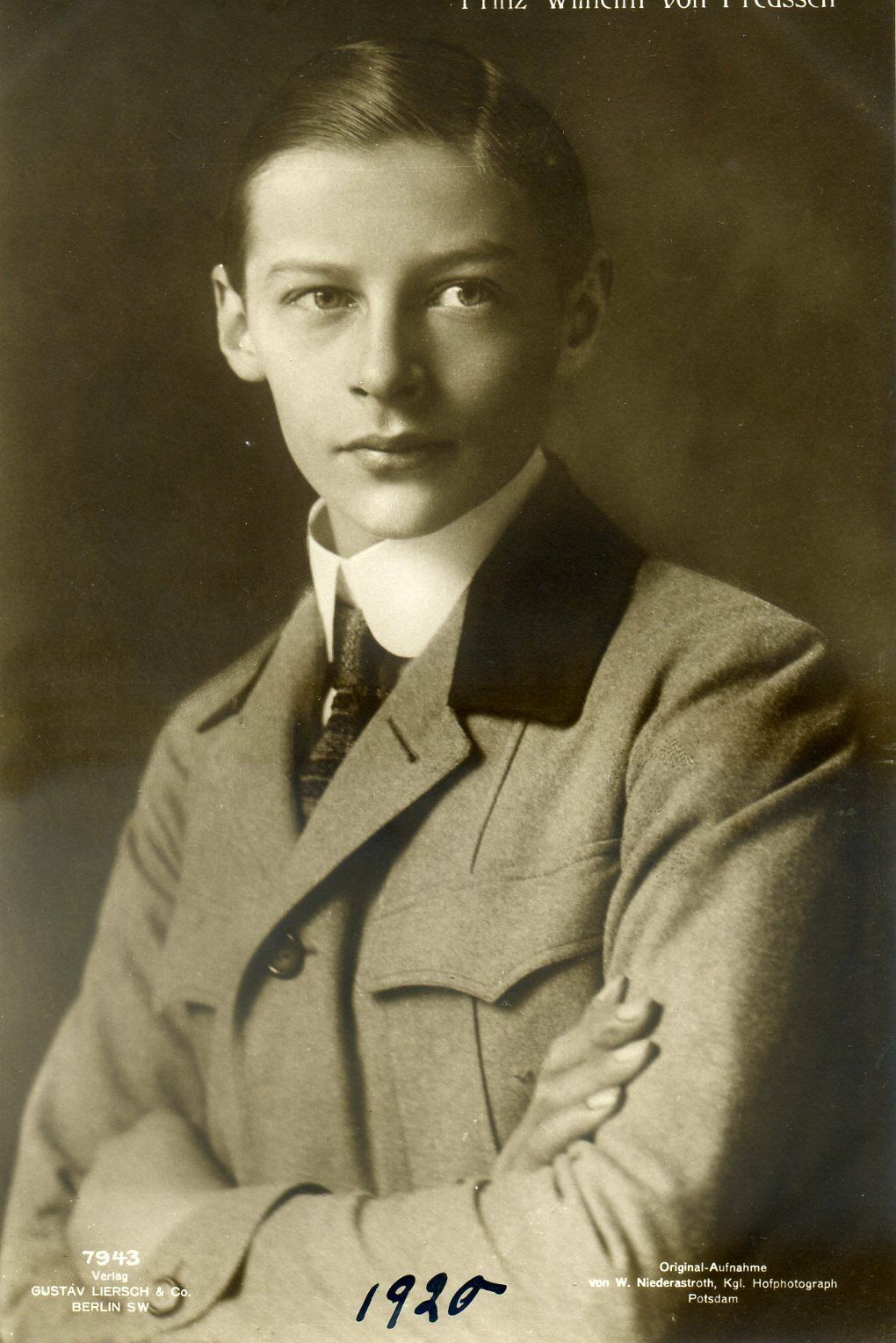
Wilhelm von Preußen (* 1906)
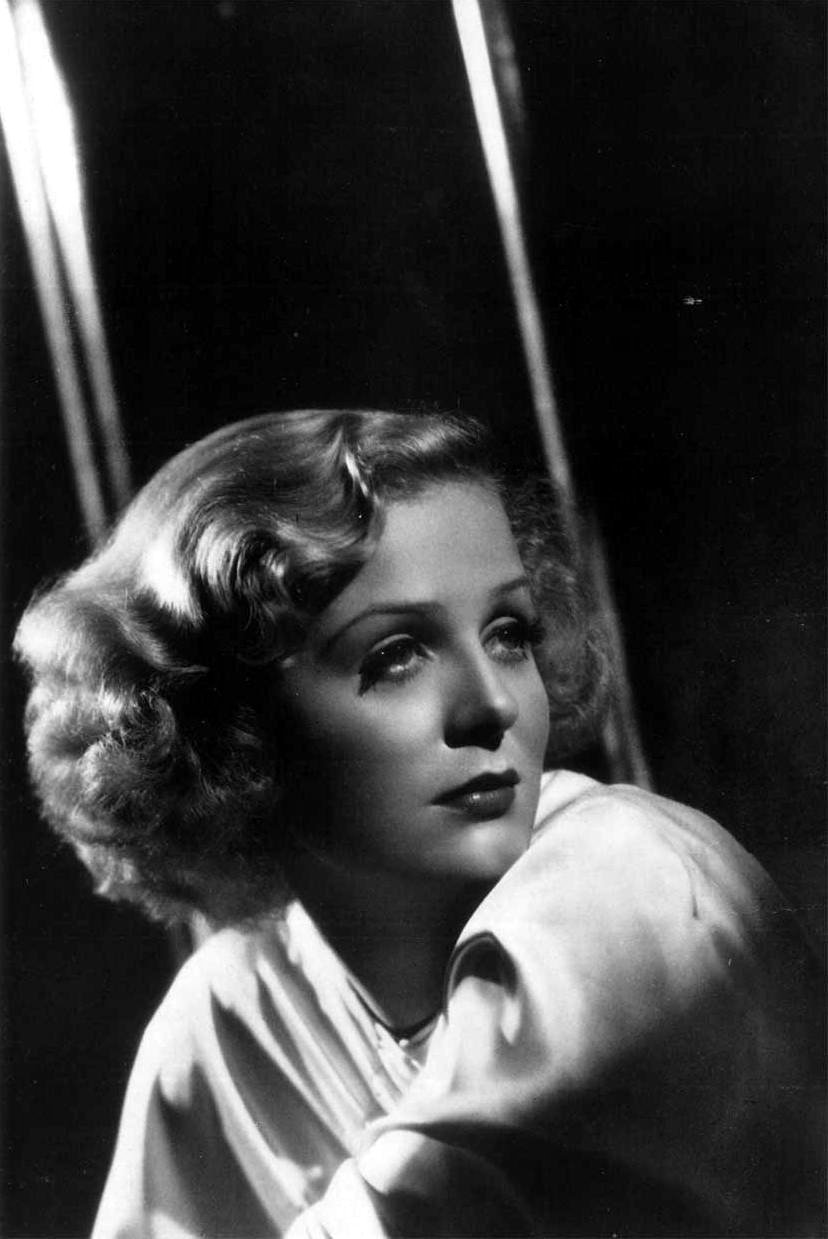
Gloria Stuart (* 1910)
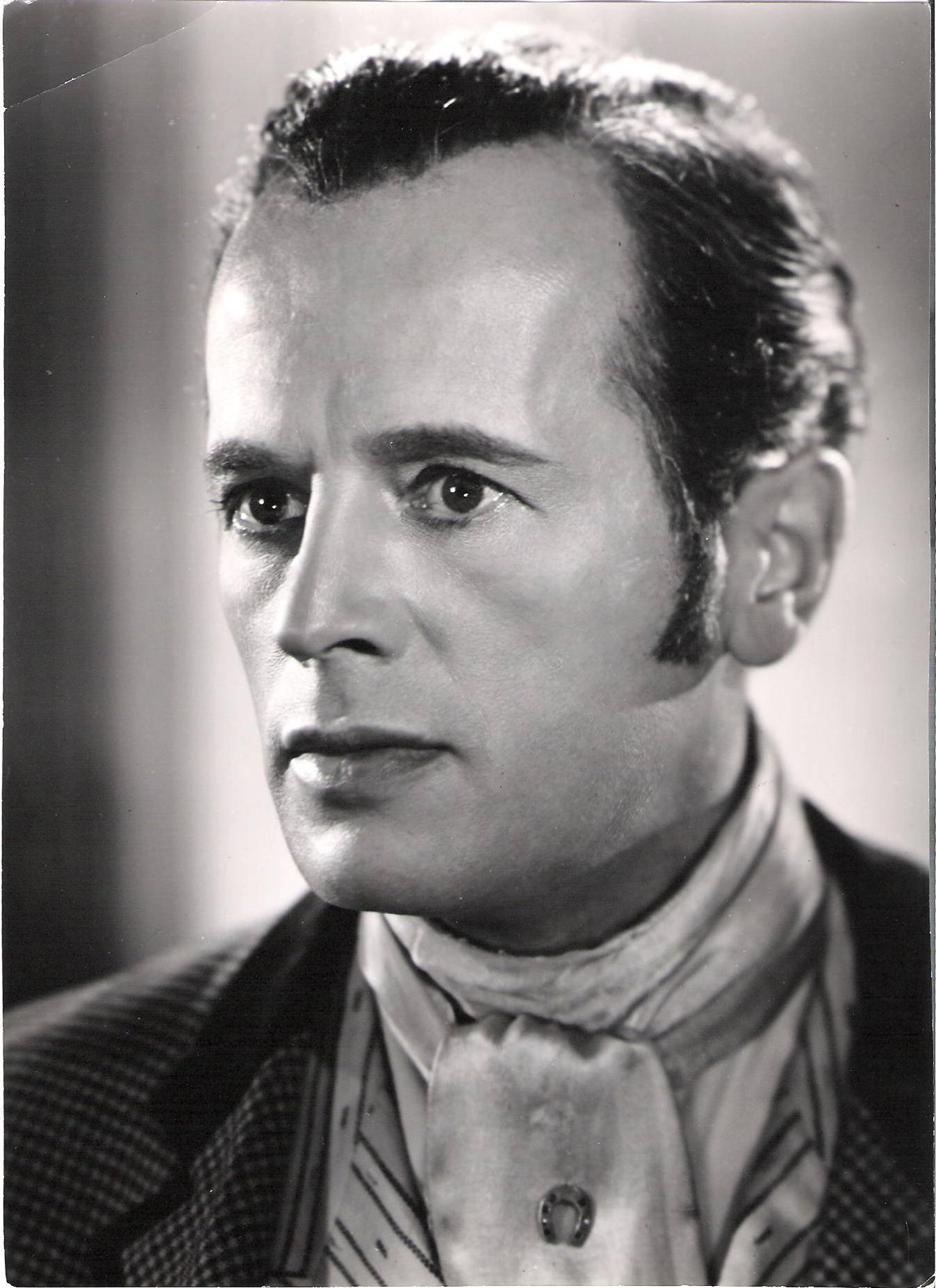
Malte Jaeger (* 1911)

- 1901: Annemarie von Gabain, deutsche Turkologin und Sinologin
- 1902: Meyer Lansky, US-amerikanischer Mobster
- 1903: Corrado Bafile, italienischer Geistlicher, Kurienkardinal und vatikanischer Diplomat
- 1903: Flor Peeters, belgischer Komponist, Organist und Musikpädagoge
- 1903: Erich Jakowlewitsch Sternberg, deutsch-russischer Gerontopsychiater
- 1904: Ortrud Abeking, deutsche Schauspielerin und Malerin
- 1904: Gerhard Just, deutscher Schauspieler
- 1904: Artur Malawski, polnischer Komponist, Pädagoge und Dirigent
- 1905: Miguel Mármol, salvadorianischer Gewerkschaftsaktivist
- 1905: Lionel Trilling, US-amerikanischer Literaturkritiker
- 1906: Wilhelm von Preußen, ältester Sohn des deutschen und preußischen Kronprinzen
- 1906: Daniel Edwin Rutherford, britischer Mathematiker
- 1907: Thomas Carr, US-amerikanischer Regisseur und Schauspieler
- 1907: Willem Roelof Oege Goslings, niederländischer Mediziner
- 1907: Hans Linser, österreichischer Agrikulturchemiker
- 1907: Ernst Loof, deutscher Ingenieur, Motorrad- und Automobilrennfahrer, Rennleiter und Unternehmer
- 1908: Aurelio Peccei, italienischer Industrieller, Mitbegründer des Club of Rome
- 1910: Nicholas Embiricos, griechischer Reeder und Automobilrennfahrer
- 1910: Gloria Stuart, US-amerikanische Schauspielerin
- 1911: Franco Ferrara, italienischer Dirigent
- 1911: Malte Jaeger, deutscher Schauspieler
- 1911: Mitch Miller, US-amerikanischer Bandleader

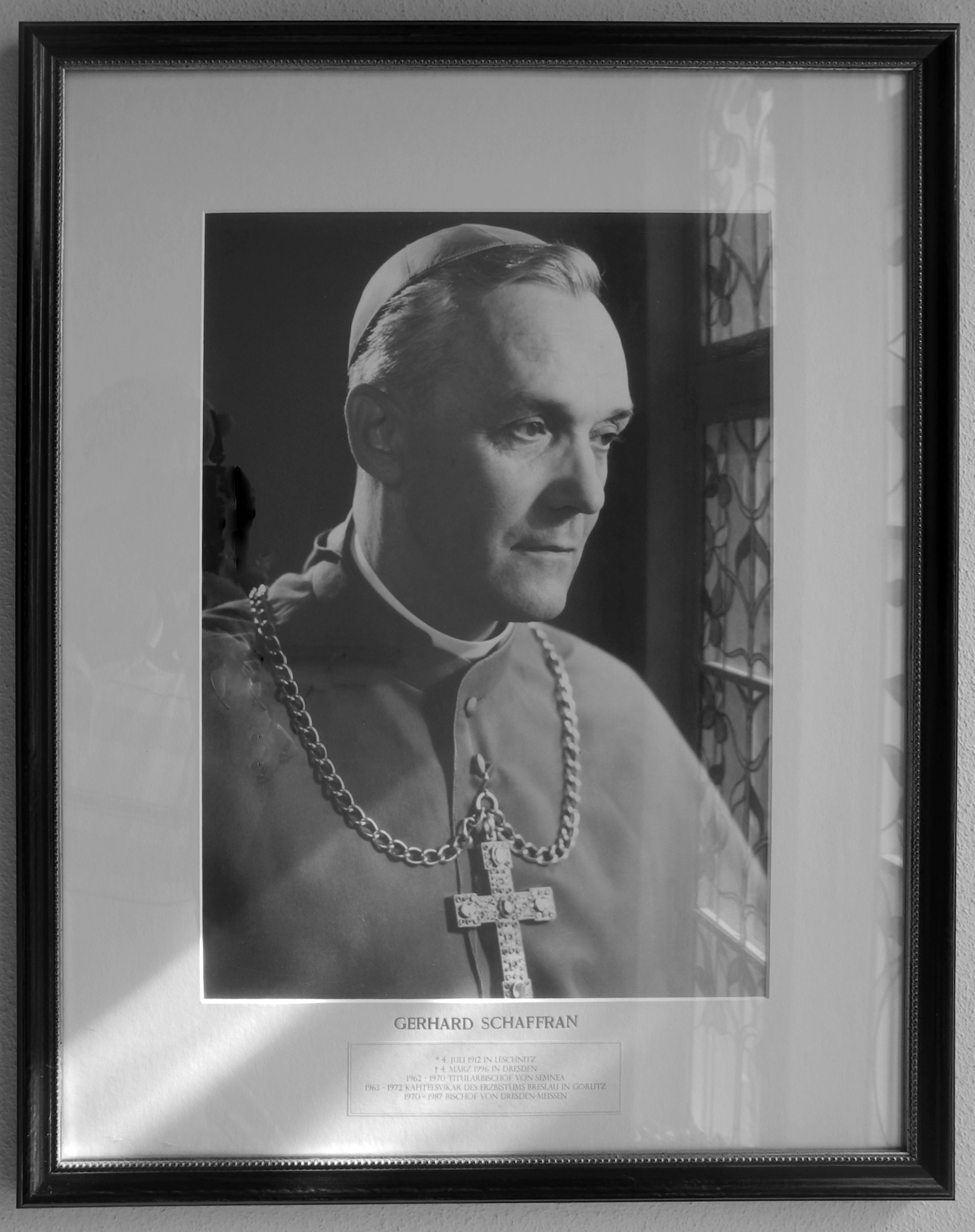
Bischof Gerhard Schaffran (* 1912)
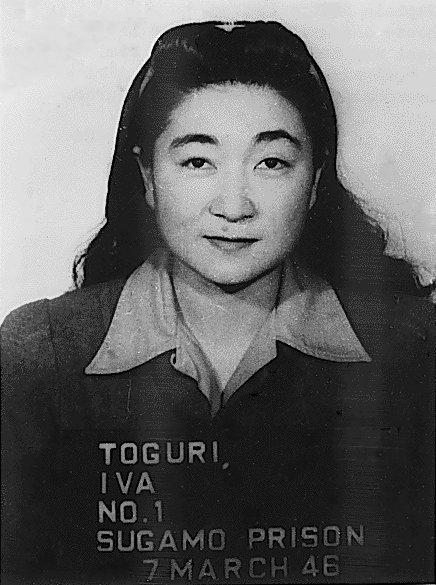
Iva Ikuko Toguri D’Aquino (* 1916)
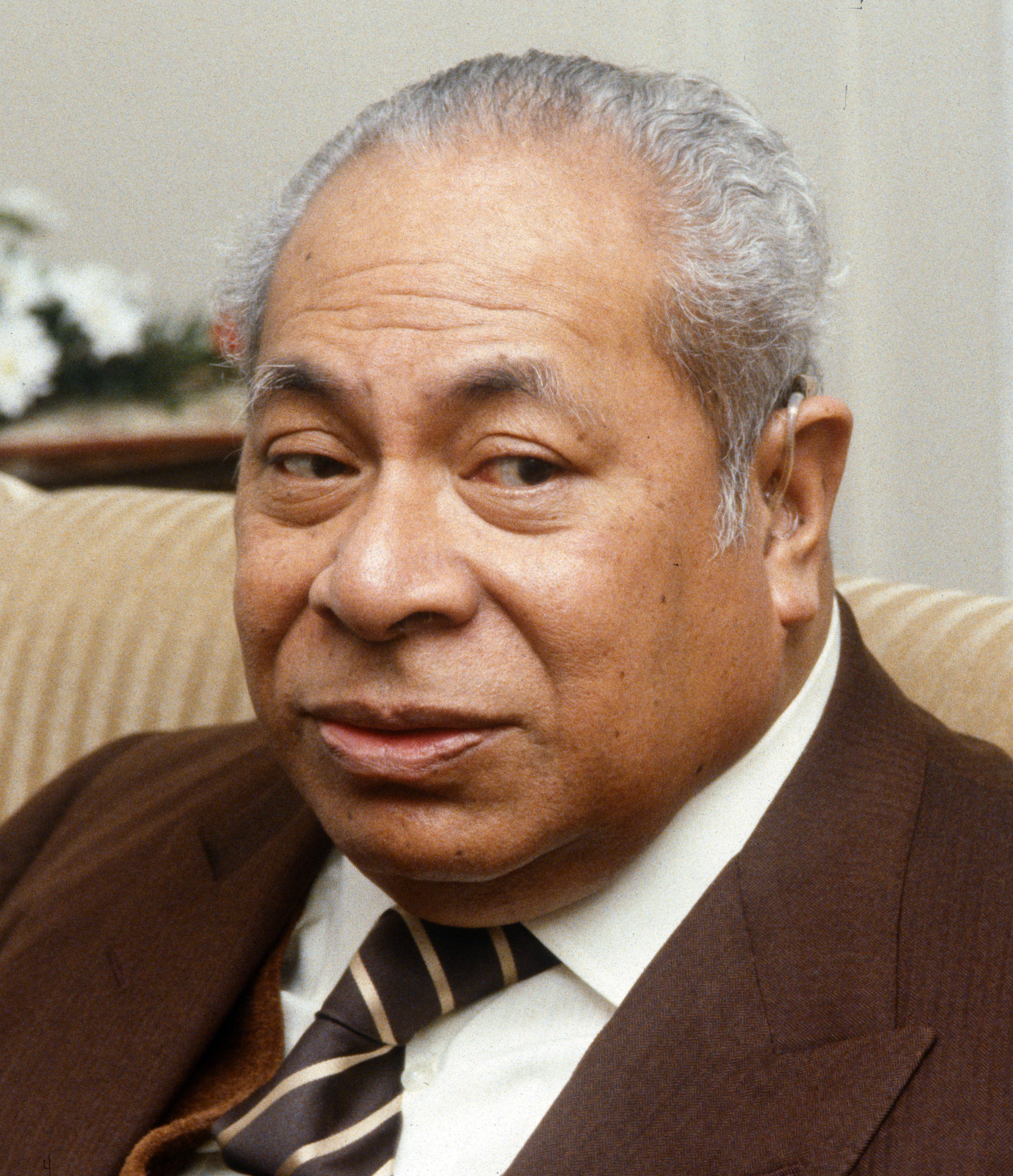
Tāufaʻāhau Tupou IV. (* 1918)
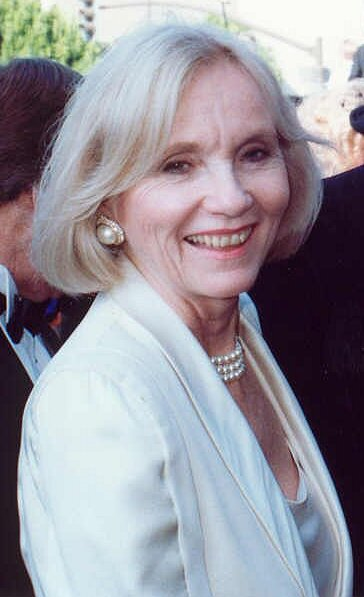
Eva Marie Saint (* 1924)

- 1912: Gerhard Schaffran, katholischer Bischof von Dresden-Meißen
- 1912: Fritz Schulz-Reichel, deutscher Jazz-Pianist und Komponist
- 1914: Giuseppe Bertone, italienischer Automobildesigner und -konstrukteur
- 1915: Christine Lavant, österreichische Künstlerin und Schriftstellerin
- 1915: Klaus Miedel, deutscher Schauspieler und Synchronsprecher
- 1916: Iva Ikuko Toguri D’Aquino, japanisch-US-amerikanische Hörfunkmoderatorin
- 1918: Johnnie Parsons, US-amerikanischer Automobilrennfahrer
- 1918: Taufaʻahau Tupou IV., König von Tonga
- 1920: Johannes Cornelis Anceaux, niederländischer Orientalist und Philologe
- 1921: Gérard Debreu, französischer Wirtschaftswissenschaftler, Nobelpreisträger
- 1921: Tibor Varga, ungarischer Violinist, Dirigent und Pädagoge
- 1923: Rudolf Friedrich, Schweizer Politiker, Bundesrat
- 1924: Jean-Marie Raimbaud MAfr, französischer Ordensgeistlicher und römisch-katholischer Bischof von Laghouat
- 1924: Eva Marie Saint, US-amerikanische Schauspielerin
- 1925ː Cathy Berberian, US-amerikanische Sängerin und avantgardistische Komponistin
- 1925ː Olive Mary Hilliard, südafrikanische Botanikerin
- 1925ː Dorothy Knode, US-amerikanische Tennisspielerin

#### 1926–1950

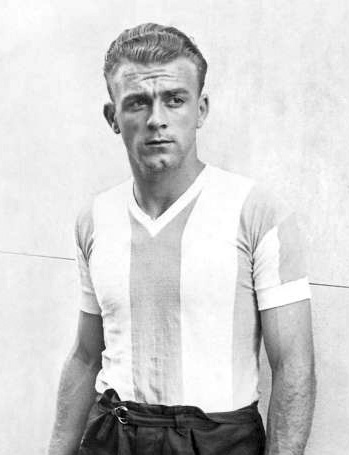
Alfredo Di Stéfano (* 1926)
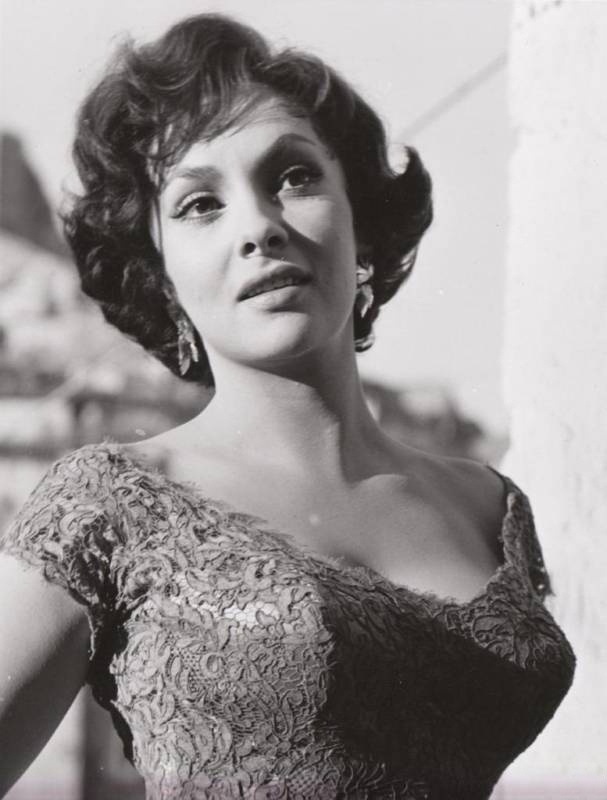
Gina Lollobrigida (* 1927)
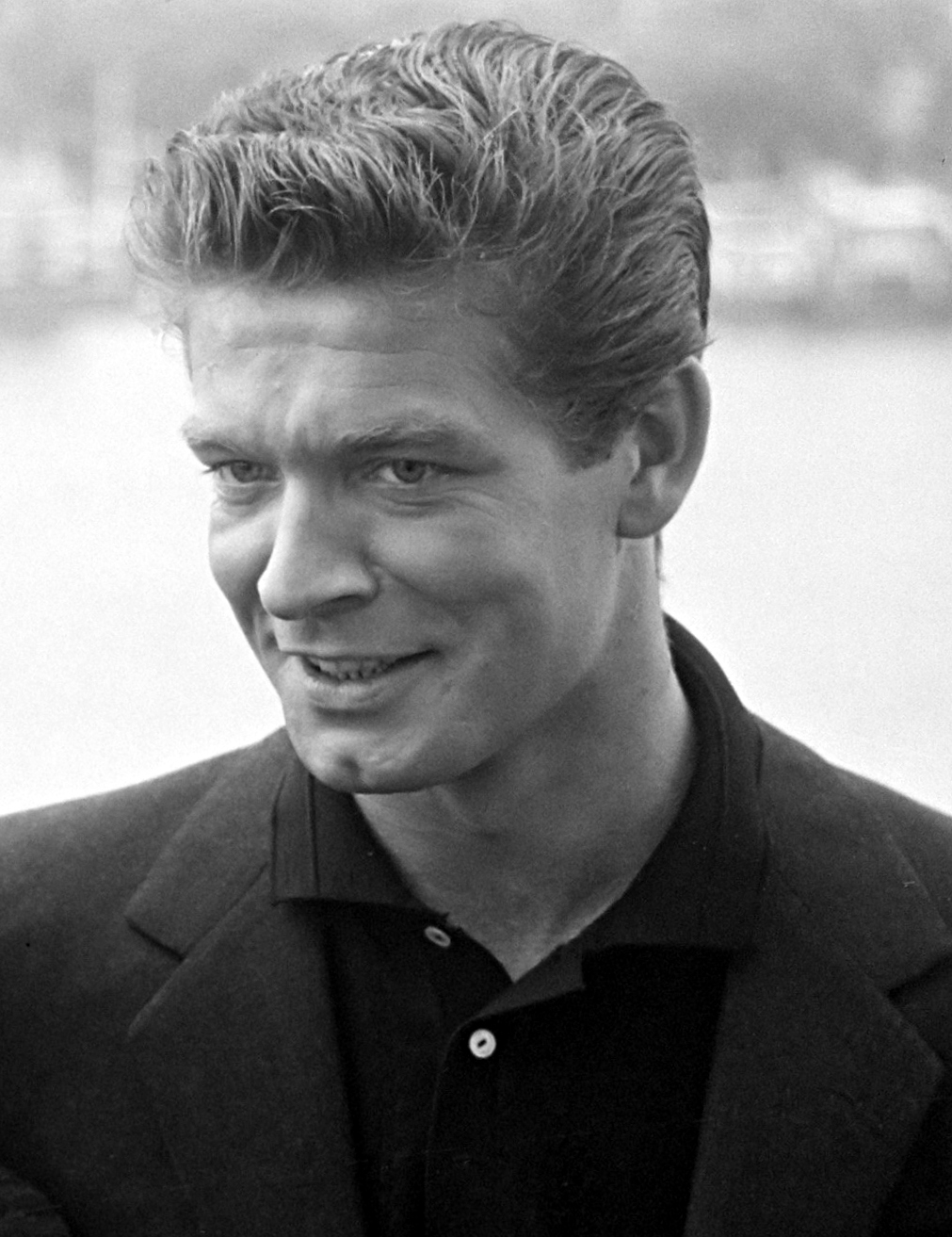
Stephen Boyd (* 1931)
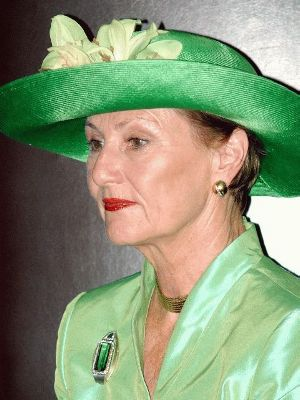
Sonja von Norwegen (* 1937)

- 1926: Alfredo Di Stéfano, argentinischer Fußballspieler und -trainer
- 1926: Günter Mast, deutscher Manager (Mast-Jägermeister SE), gilt als erster Trikotsponsor im deutschen Fußball
- 1926: Alfred Müller, deutscher Schauspieler
- 1927: Gina Lollobrigida, italienische Schauspielerin
- 1927: Neil Simon, US-amerikanischer Schriftsteller
- 1928: Giampiero Boniperti, italienischer Fußballspieler
- 1929: Darío Castrillón Hoyos, kolumbianischer Geistlicher, Bischof von Pereira, Erzbischof von Bucaramanga, Kurienkardinal
- 1929: Konrad Swinarski, polnischer Theaterregisseur
- 1930: Fernando García, chilenischer Komponist
- 1930: Mher Mkrttschjan, sowjetischer Theater- und Filmschauspieler
- 1930: George Steinbrenner, US-amerikanischer Baseball-Unternehmer
- 1931: Stephen Boyd, US-amerikanischer Schauspieler
- 1933: Józef Stompel, polnischer Pianist und Musikpädagoge
- 1934: Mal Sondock, US-amerikanischer Diskjockey, Hörfunkmoderator, Musikproduzent und Sänger
- 1934: Helmut Teitzel, deutscher Gewerkschaftsfunktionär
- 1936: Herbi Lips, Schweizer Zirkusdirektor
- 1937: Wolf von Lojewski, deutscher Fernseh-Journalist
- 1937: Thomas Nagel, US-amerikanischer Philosoph
- 1937: Sonja von Norwegen, Königin von Norwegen
- 1937: Max Klauser, deutscher Fußballschiedsrichter
- 1938: Ernest Pieterse, südafrikanischer Automobilrennfahrer
- 1938: Bill Withers, US-amerikanischer Sänger und Songschreiber
- 1940: Wolfgang Schwabenicky, deutscher Archäologe und Bauhistoriker
- 1940: Walentyn Kostjantynowytsch Symonenko, ukrainischer Bauingenieur und Politiker, Ministerpräsident

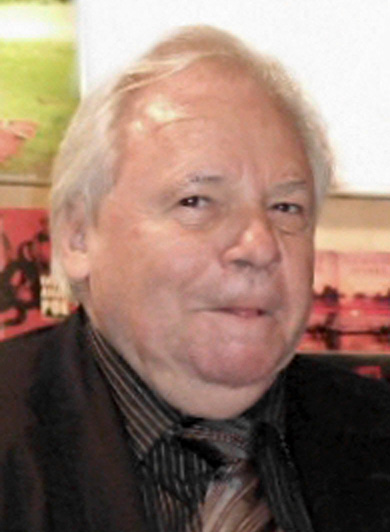
Eckart Witzigmann (* 1941)
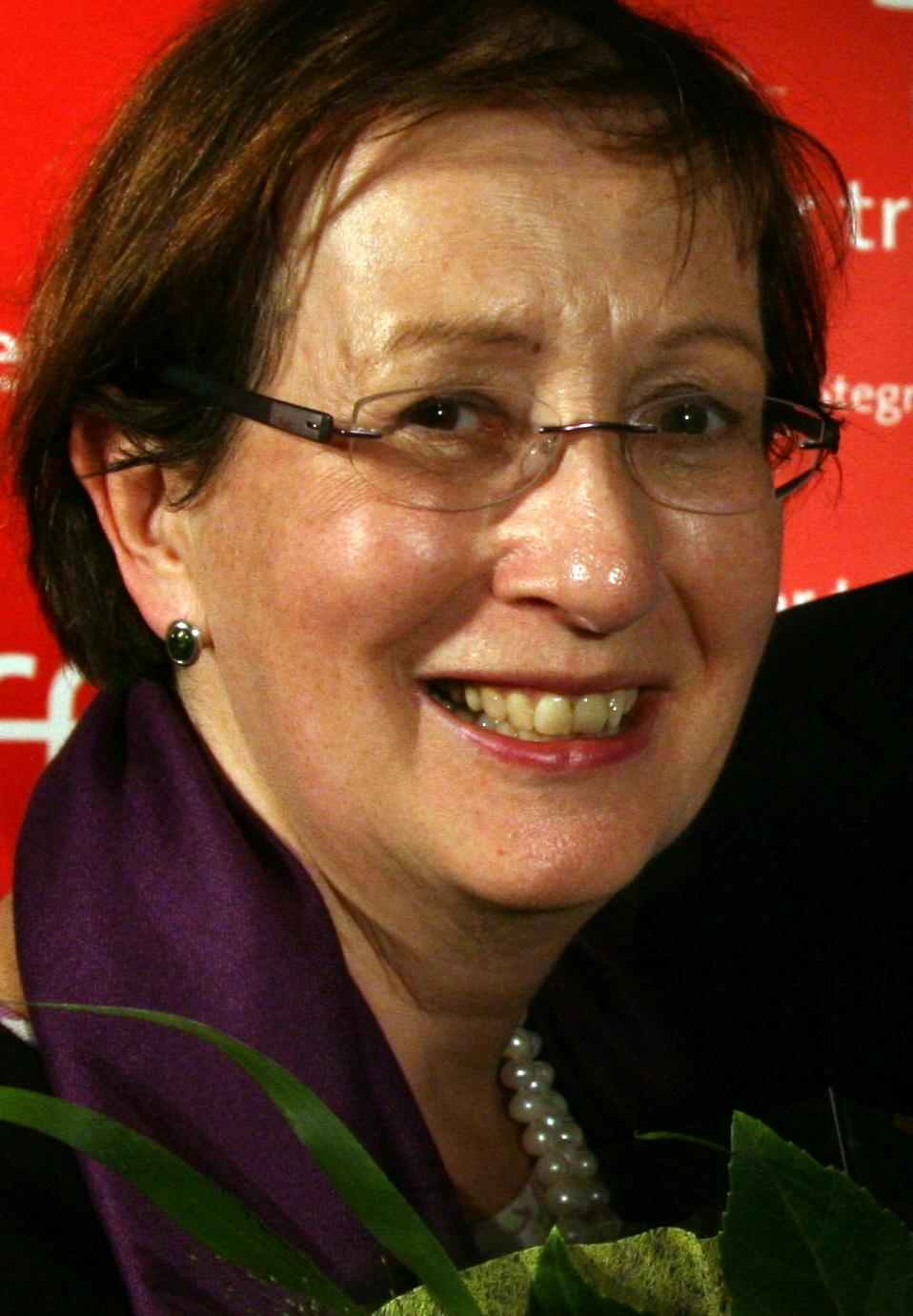
Heide Simonis (* 1943)
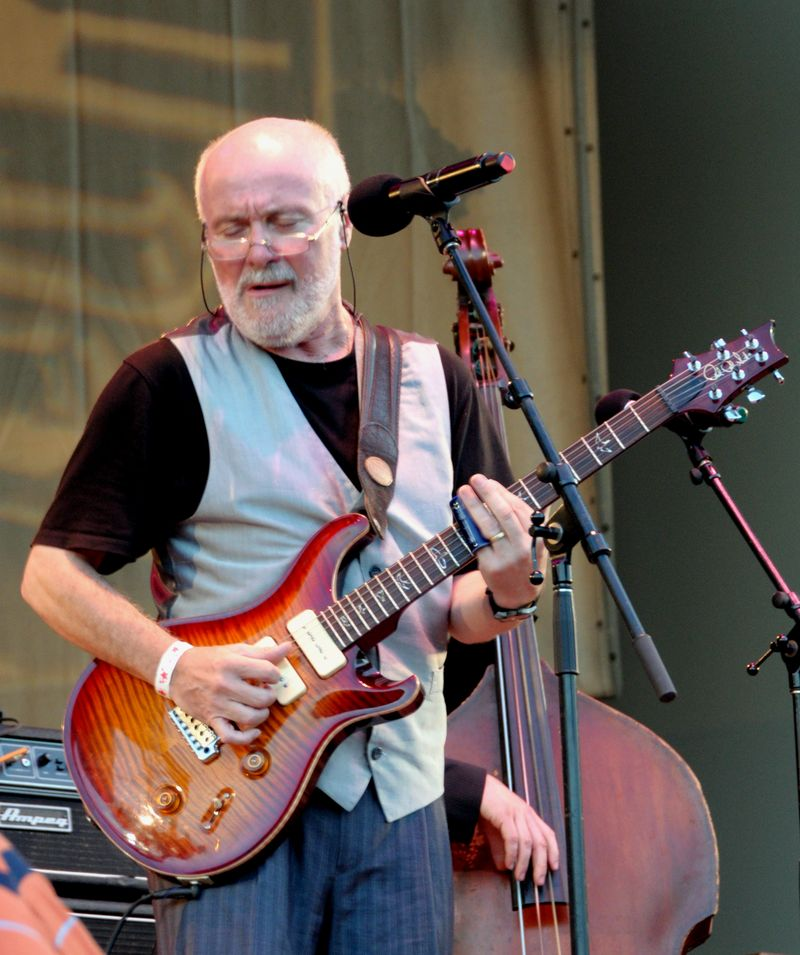
Jeremy Spencer (* 1948)
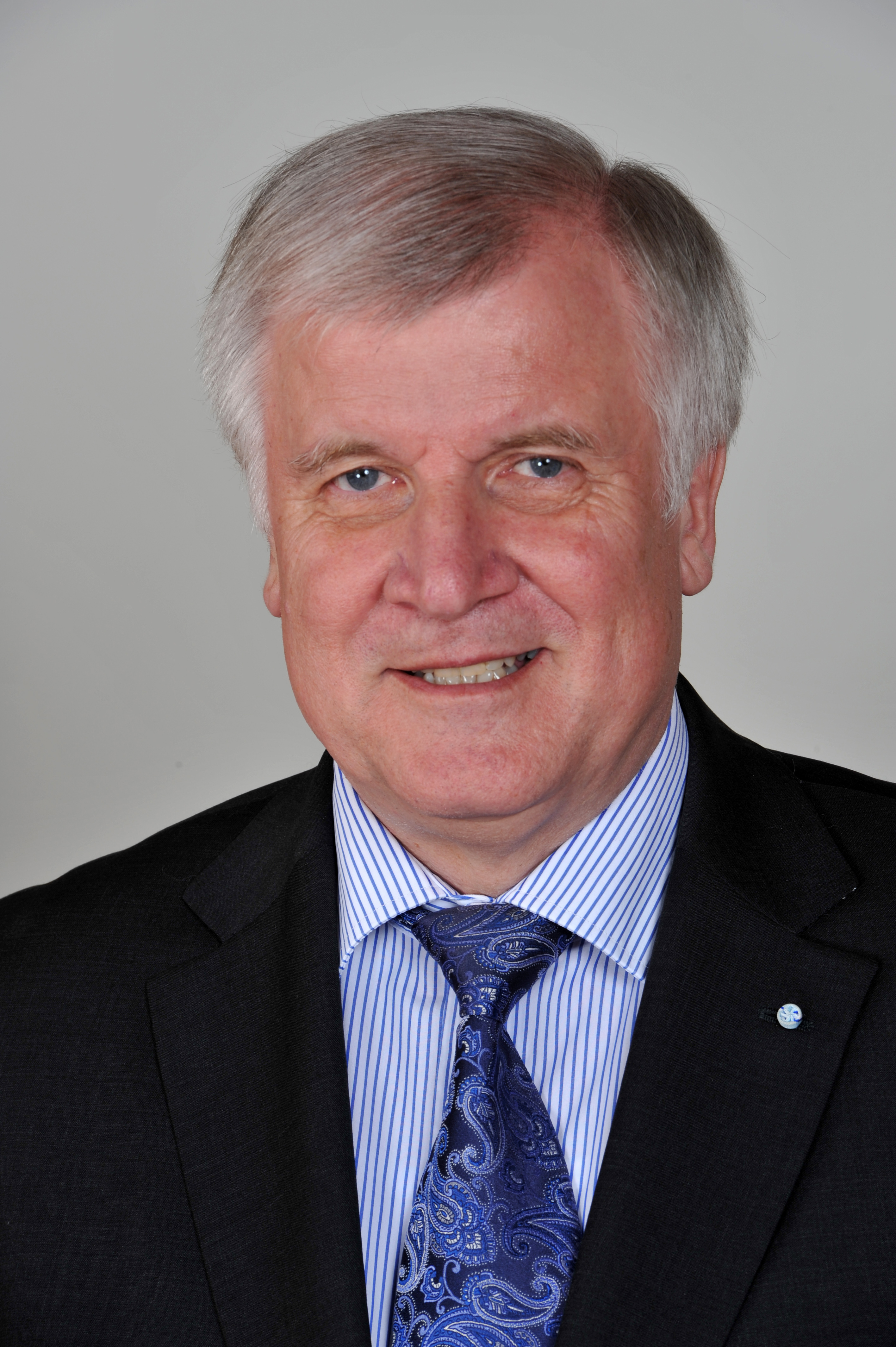
Horst Seehofer (* 1949)

- 1941: Helmut Castritius, deutscher Althistoriker
- 1941: German Frers, argentinischer Yachtkonstrukteur
- 1941: Eckart Witzigmann, deutscher Starkoch
- 1942: Floyd Little, US-amerikanischer American-Football-Spieler
- 1942: Peter Rowan, US-amerikanischer Bluegrass-Musiker
- 1943: Conny Bauer, deutscher Jazz-Musiker, Posaunist
- 1943: Roger Maes, belgischer Volleyballspieler
- 1943: Orestes Rodríguez Vargas, peruanisch-spanischer Schachgroßmeister
- 1943: Heide Simonis, deutsche Politikerin, MdB, MdL, Landesministerin, Ministerpräsidentin von Schleswig-Holstein, Vorsitzende von UNICEF Deutschland
- 1943: Alan Wilson, US-amerikanischer Musiker (Canned Heat)
- 1943: Christoph Zöpel, deutscher Politiker, MdL, Landesminister, MdB
- 1944: Harvey Brooks, US-amerikanischer Musiker
- 1944: Michael Steinke, deutscher Regisseur und Kameramann
- 1945: Steinar Amundsen, norwegischer Kanute
- 1945: Stanisław Ryłko, polnischer Kurienkardinal
- 1945: Walter Wippersberg, österreichischer Schriftsteller und Drehbuchautor
- 1946: Mark Sumner Harvey, US-amerikanischer Jazz-Trompeter und -Komponist
- 1946: Skeeter McKitterick, US-amerikanischer Automobilrennfahrer
- 1946: Hellmuth Müller, deutscher Jurist
- 1946: Birgit Schnieber-Jastram, deutsche Politikerin, MdHB, MdB, Senatorin, MdEP
- 1948: René Arnoux, französischer Automobilrennfahrer
- 1948: Walter Bockmayer, deutscher Regisseur
- 1948: Andreas von Schoeler, deutscher Politiker, MdB, Parlamentarischer Staatssekretär, Oberbürgermeister von Frankfurt am Main
- 1948: Jeremy Spencer, britischer Sänger und Liedtexter (Fleetwood Mac)
- 1948: Louis Raphaël I. Sako, irakischer Geistlicher
- 1949: Horst Seehofer, deutscher Politiker, MdB, Bundesminister, Ministerpräsident von Bayern
- 1949: Werner Seifert, Schweizer Manager
- 1950: Steven J. Sasson, US-amerikanischer Ingenieur

#### 1951–1975

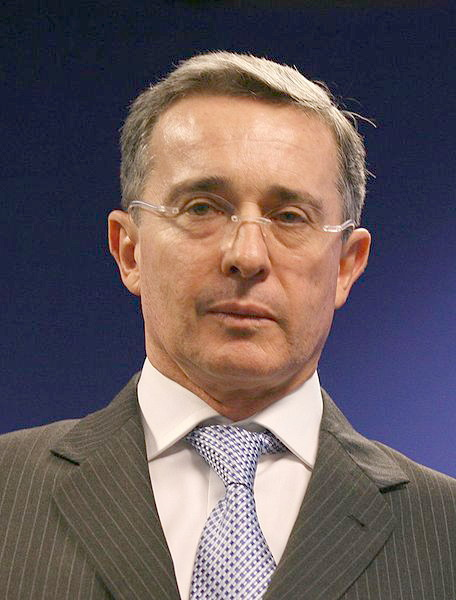
Álvaro Uribe Vélez (* 1952)
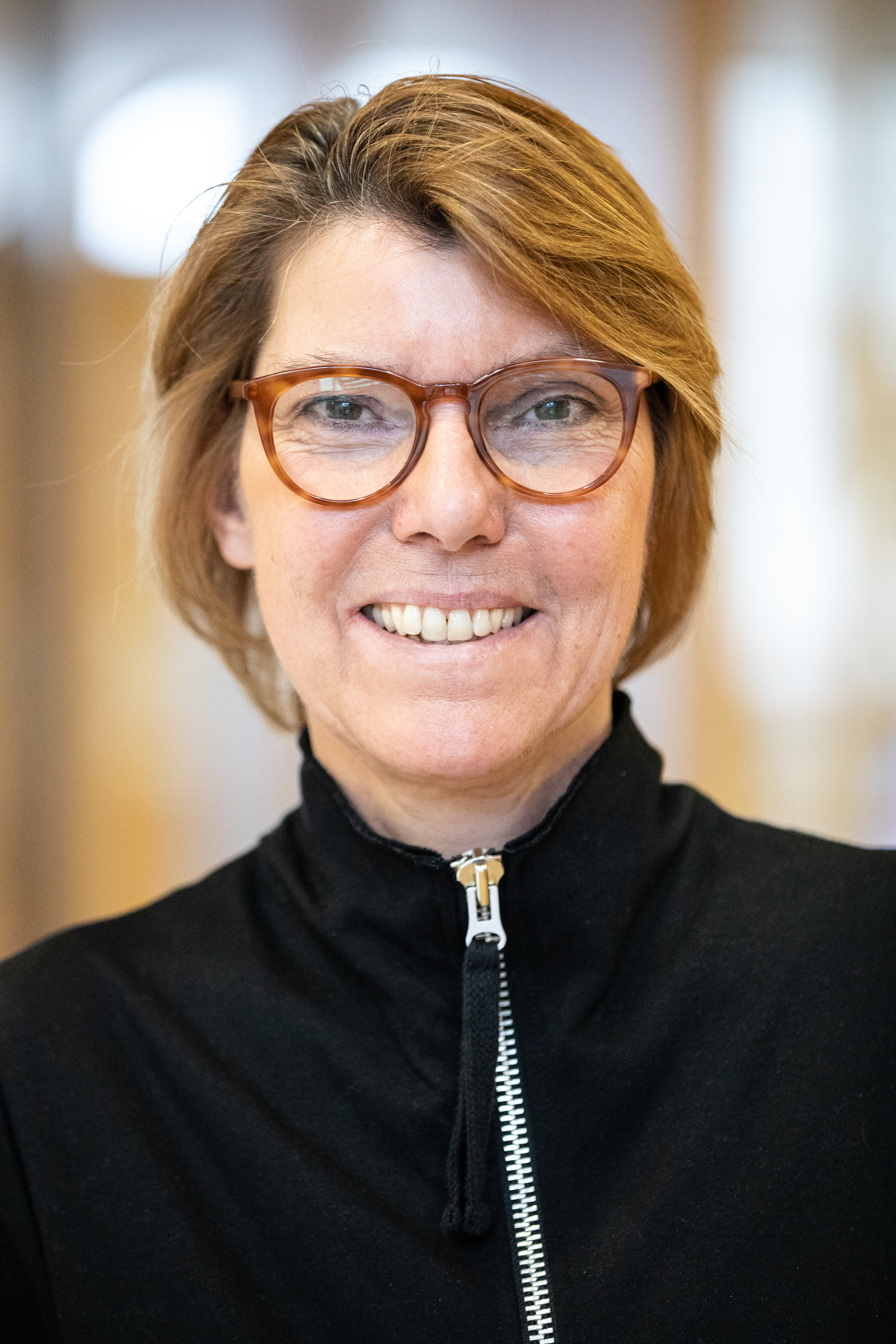
Bettina Böttinger (* 1956)
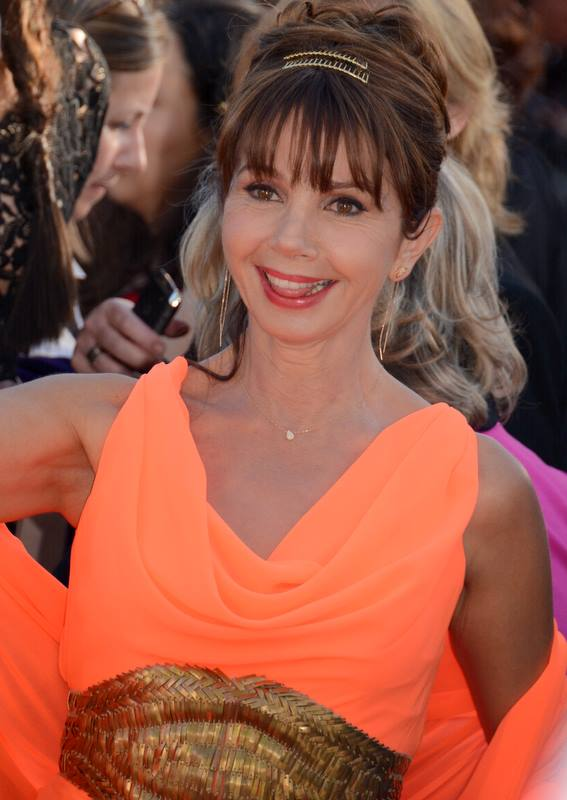
Victoria Abril (* 1959)
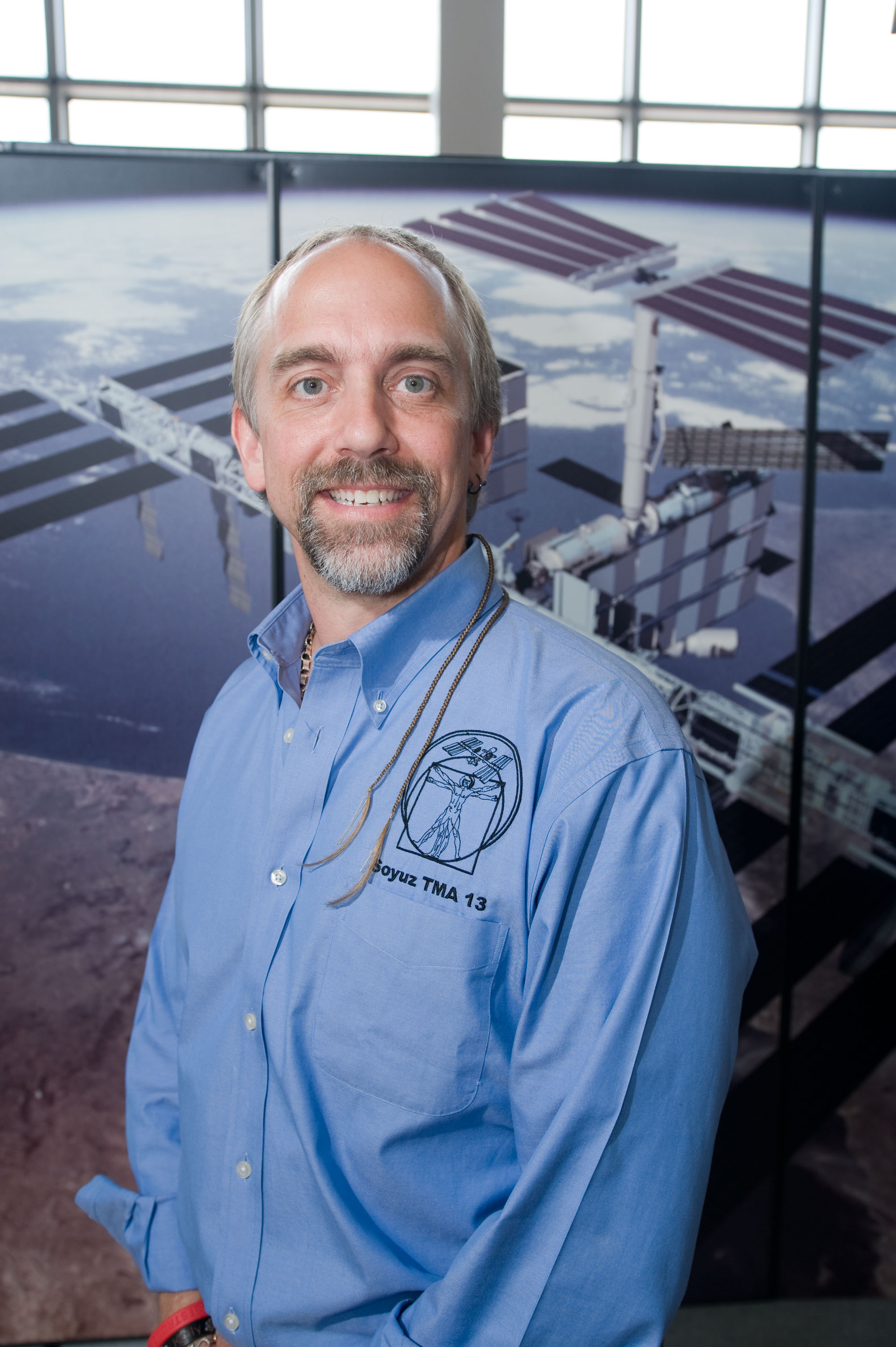
Richard Garriott (* 1961)

- 1951: Slavica Đukić Dejanović, serbische Psychiaterin, Politikerin, Staatsoberhaupt
- 1952: Álvaro Uribe Vélez, kolumbianischer Politiker, Staatspräsident
- 1952: John Waite, britischer Musiker, Sänger und Songschreiber
- 1953: Bob Breunig, US-amerikanischer American-Football-Spieler
- 1953: Gerda Haßler, deutsche Sprachwissenschaftlerin und Romanistin
- 1953: Christa Rockstroh, deutsche Schauspielerin
- 1953: Cornelia Schleime, deutsche Malerin und Autorin
- 1954: Stephan Adam, deutscher Komponist
- 1954: Alessandra Belloni, italienische Sängerin, Tamburinspielerin, Tänzerin, Schauspielerin und Komponistin, Musikethnologin und -therapeutin
- 1954: Julian Dawson, britischer Musiker
- 1954: Christa Gierke-Wedel, deutsche Sportmoderatorin
- 1954: Max Hürzeler, Schweizer Radsportler
- 1954: Hans Pum, österreichischer Skisportfunktionär
- 1955: Graeme Crosby, neuseeländischer Motorradrennfahrer
- 1956: Bettina Böttinger, deutsche Fernsehmoderatorin
- 1956: Werner Follmann, deutscher Jurist
- 1959: Victoria Abril, spanische Schauspielerin
- 1959: Uwe Klett, deutscher Lokalpolitiker
- 1960: Caroline Attia, französische Skirennläuferin
- 1960: Roland Ratzenberger, österreichischer Automobilrennfahrer
- 1961: Christoph Augsten, deutscher Eishockeyspieler
- 1961: Wolf Bachofner, österreichischer Schauspieler
- 1961: Rudolf Keplinger, österreichischer Jurist, Polizeibeamter, Autor und Universitätslektor
- 1961: Richard Garriott, britischer Computerspiel-Entwickler
- 1962: Pam Shriver, US-amerikanische Tennisspielerin
- 1962: Claudia Zaczkiewicz, deutsche Leichtathletin, Olympiamedaillengewinnerin

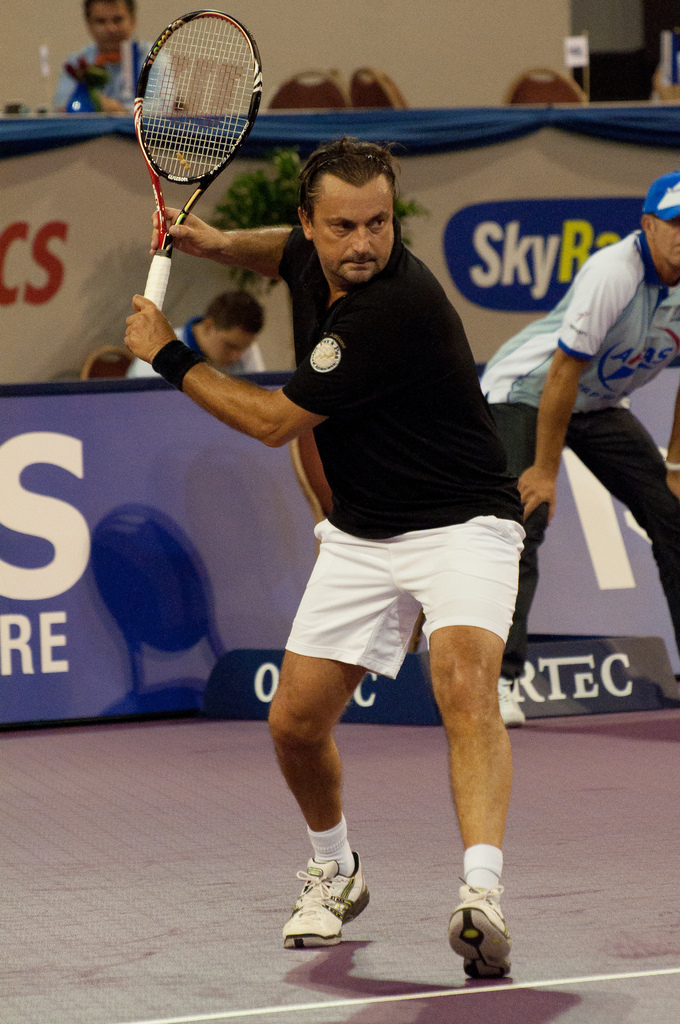
Henri Leconte (* 1963)
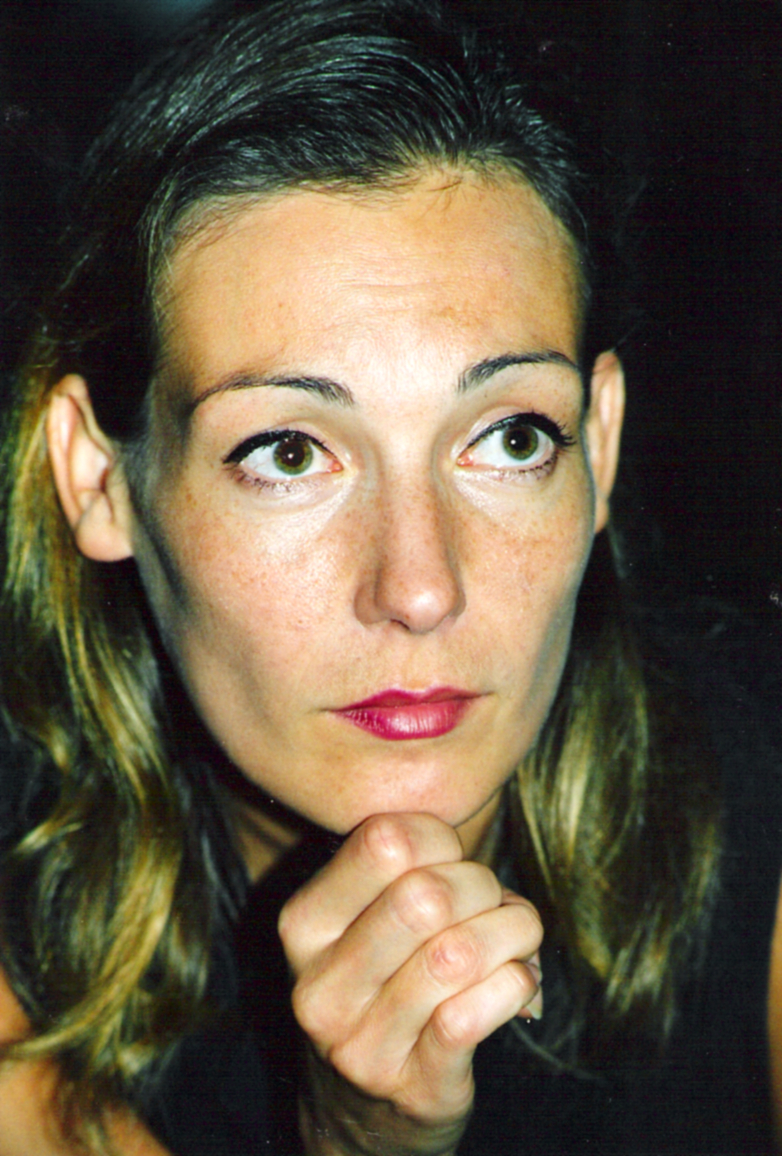
Ute Lemper (* 1963)
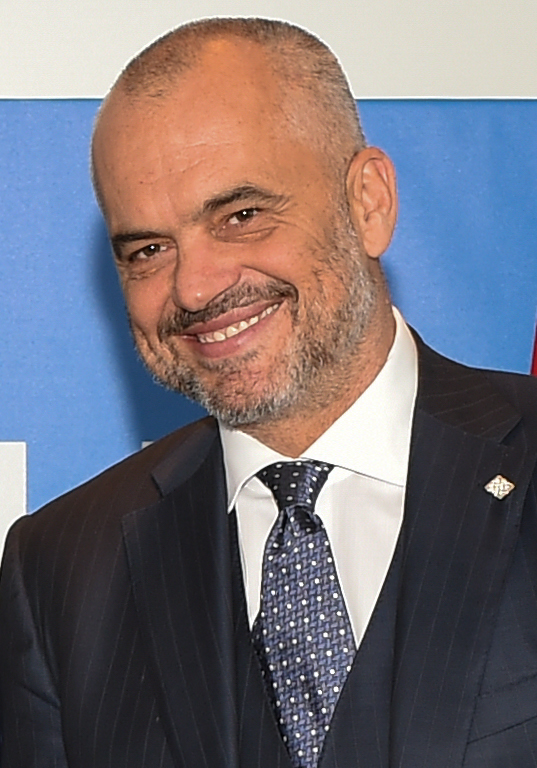
Edi Rama (* 1964)
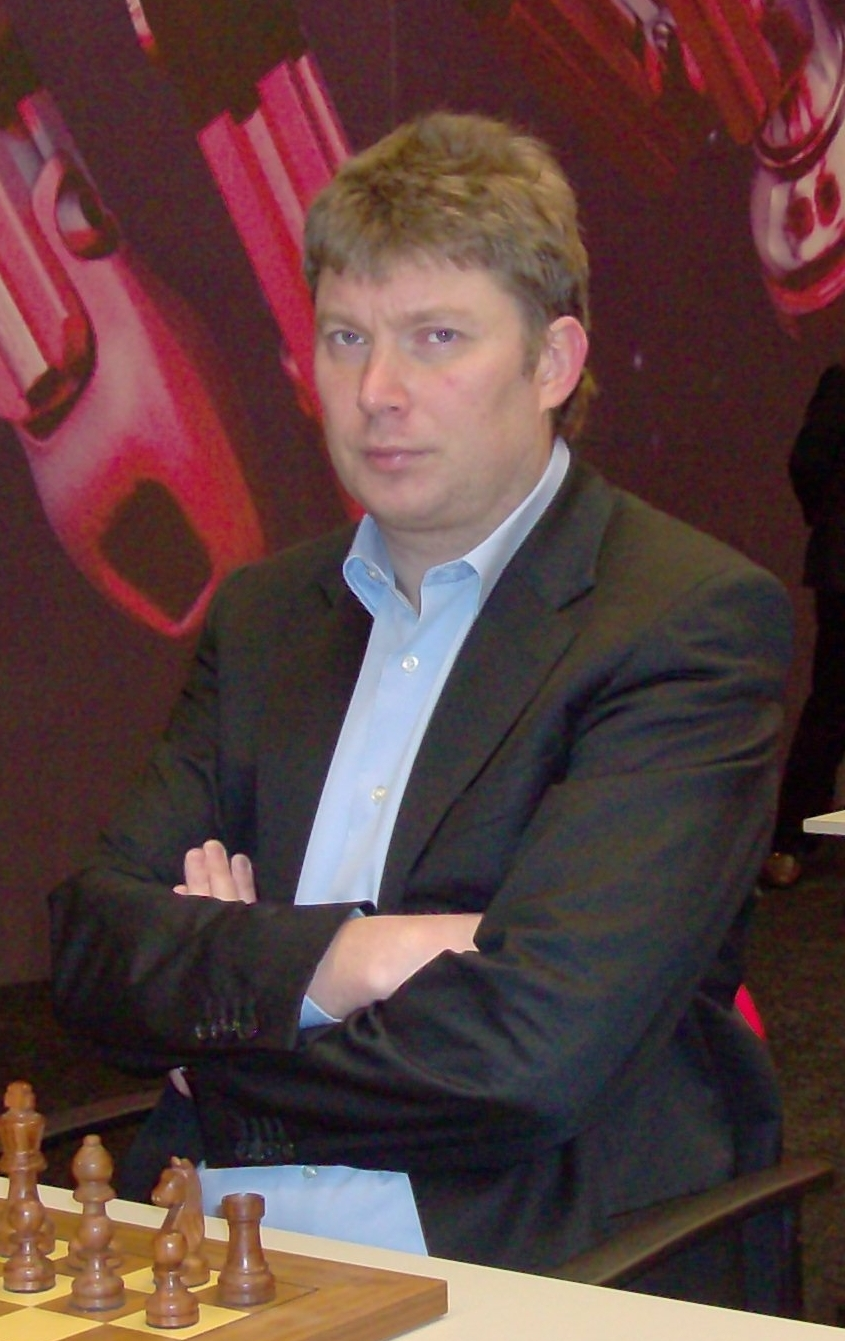
Alexei Schirow (* 1972)

- 1963: Henri Leconte, französischer Tennisspieler
- 1963: Ute Lemper, deutsche Sängerin und Tänzerin
- 1963: Alex Younger, britischer Nachrichtendienstler, Leiter des MI6
- 1964: Rachel Ashley, US-amerikanische Pornodarstellerin
- 1964: Evelyn Dörr, deutsche Autorin, Regisseurin und Theaterwissenschaftlerin
- 1964: Elke Günthner, deutsche Fußballschiedsrichterin
- 1964: Birgit Meineke, deutsche Schwimmerin
- 1964: Edi Rama, albanischer Politiker, Minister, Ministerpräsident
- 1964: Elie Saab, libanesischer Modedesigner
- 1964: Mark Slaughter, US-amerikanischer Sänger und Musiker
- 1965: Michael Apitz, deutscher Maler und Comiczeichner
- 1965: Giancarlo Marocchi, italienischer Fußballspieler
- 1967: Matthias Konradt, deutscher Theologe und Hochschullehrer
- 1967: Mohamed Sifaoui, algerischer Journalist und Buchautor
- 1968: Dan Maffei, US-amerikanischer Politiker, Mitglied des Repräsentantenhauses
- 1970: Tami Bradley, kanadische Freestyle-Skierin
- 1970: Nik Breidenbach, deutscher Schauspieler
- 1970: Tony Vidmar, australischer Fußballspieler
- 1971: Ned Zelic, australischer Fußballspieler
- 1972: Angelika Richter, deutsche Schauspielerin
- 1972: Alexei Schirow, lettisch-spanischer Schachspieler, Großmeister
- 1972: Karin Thürig, Schweizer Radfahrerin
- 1973: Keiko Ihara, japanische Automobilrennfahrerin
- 1973: Tony Popovic, australischer Fußballspieler
- 1974: Jakob Larsen, grönländischer Handballspieler und -trainer
- 1974: Denis Wladimirowitsch Pankratow, russischer Schwimmer, Olympiasieger
- 1975: Reinhard Divis, österreichischer Eishockeyspieler

#### 1976–2000

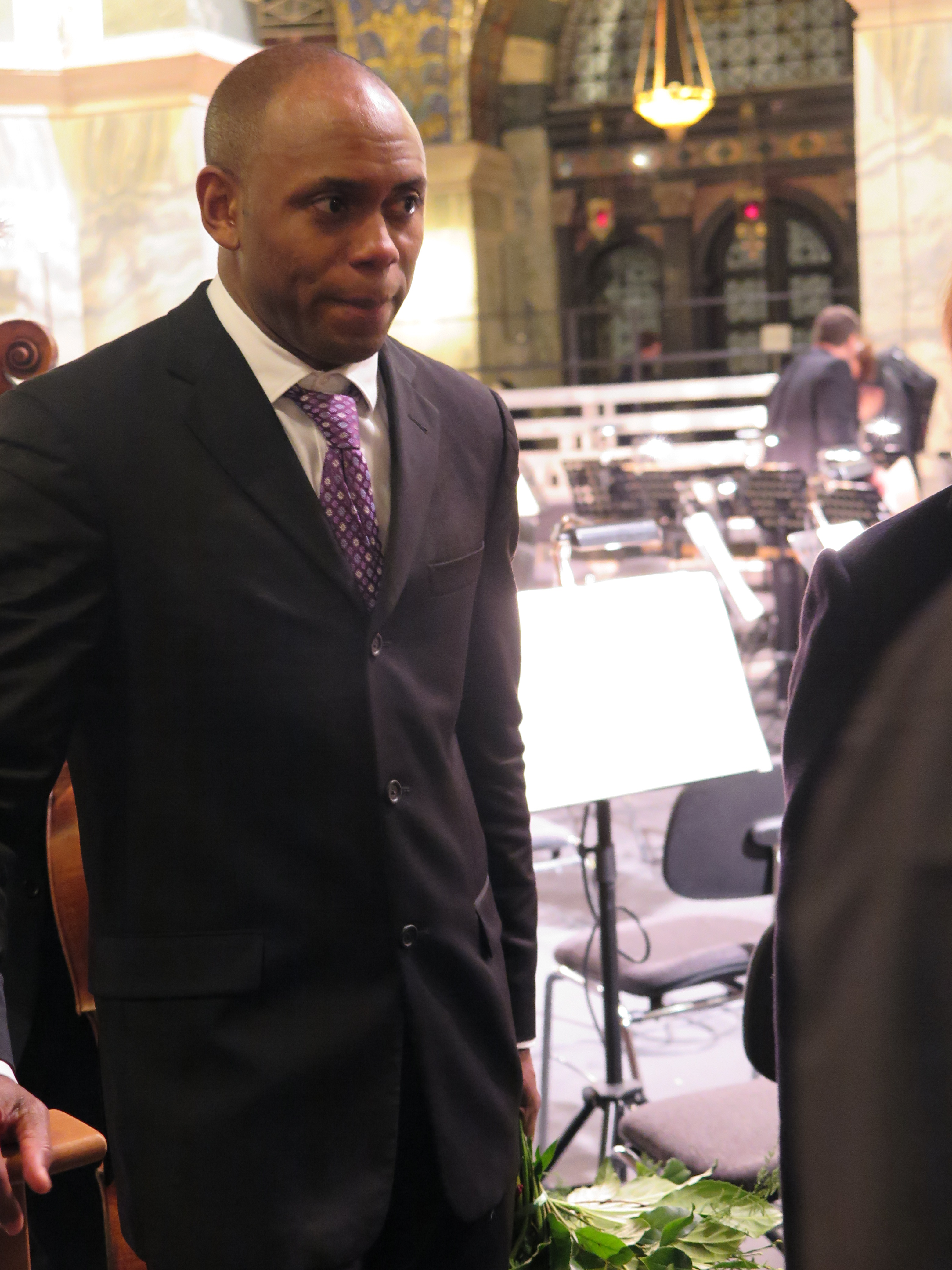
Kazem Abdullah (* 1979)
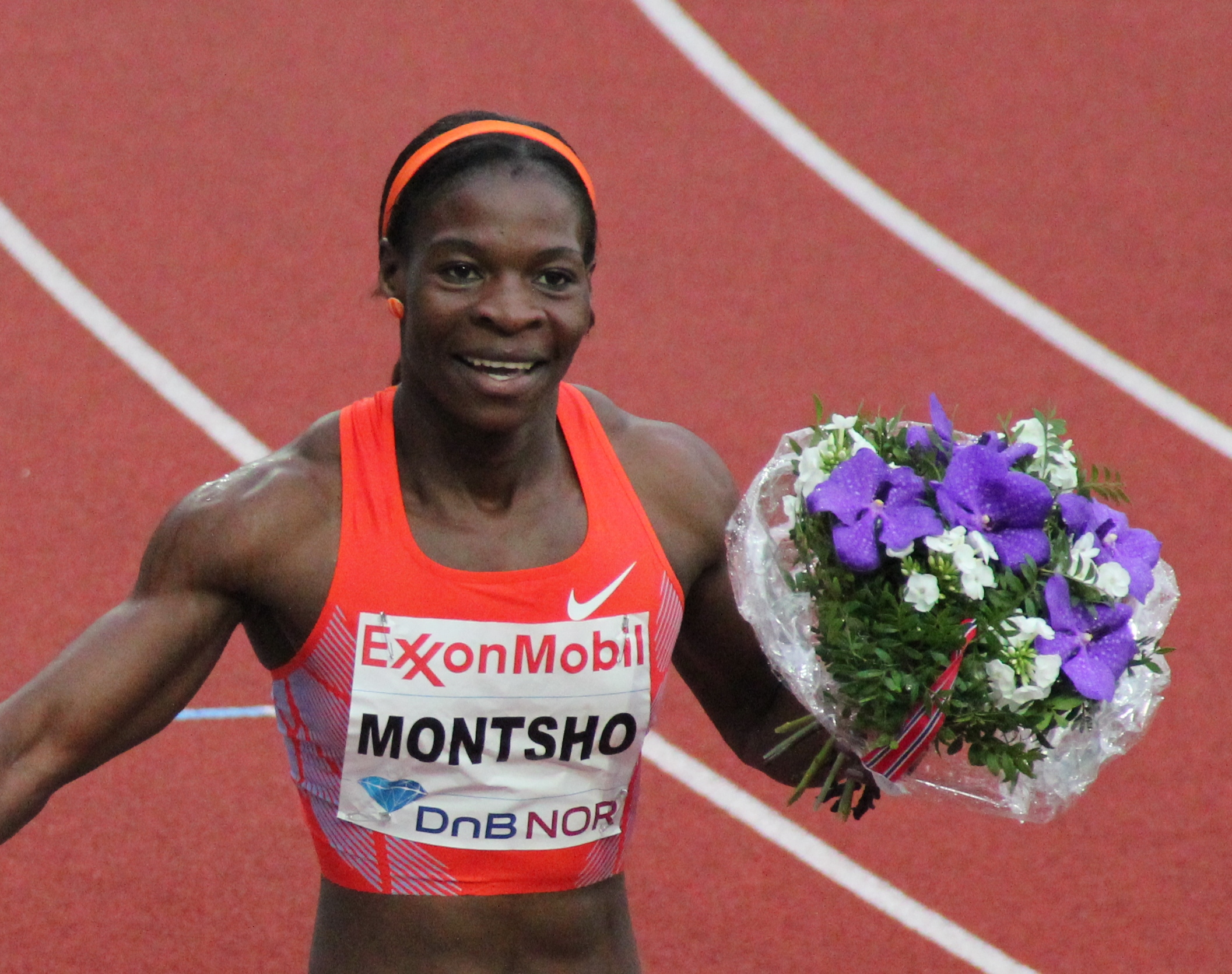
Amantle Montsho (* 1983)
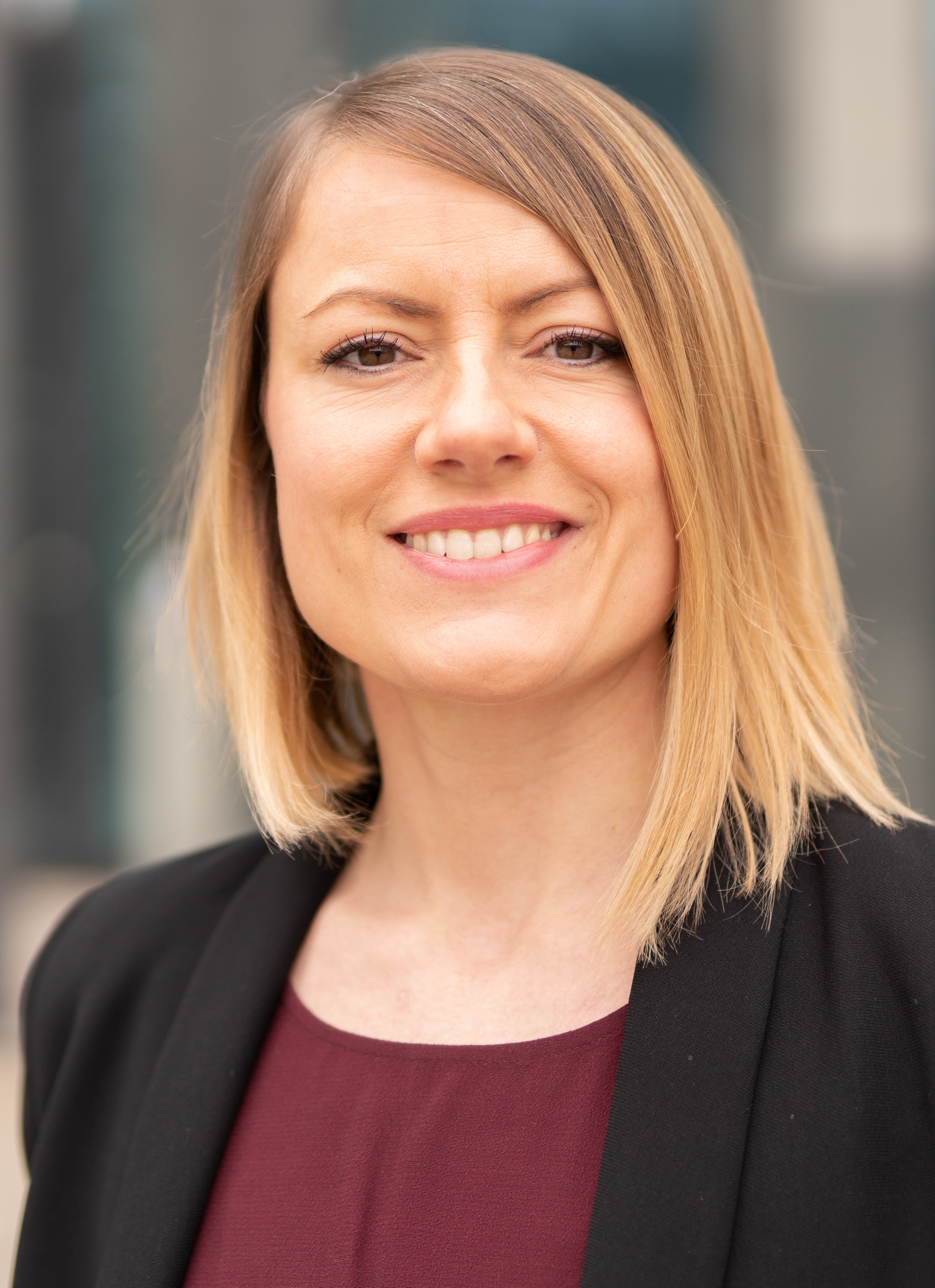
Clara Bünger (* 1986)
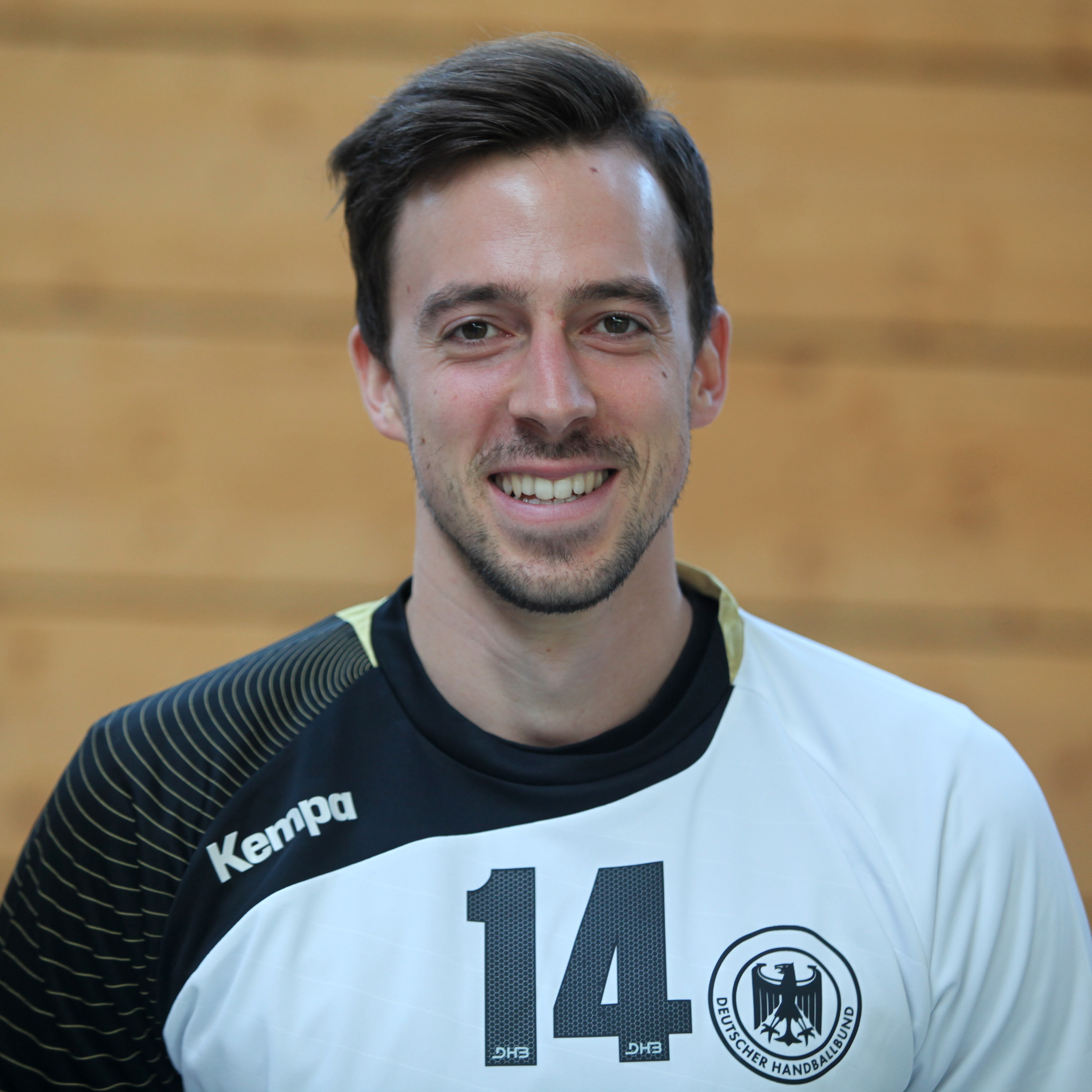
Patrick Groetzki (* 1989)

- 1976: Daijirō Katō, japanischer Motorradrennfahrer
- 1976: Eva Zeglovits, österreichische Politikwissenschafterin
- 1977: Zoe Naylor, australische Schauspielerin
- 1978: Marcos Daniel, brasilianischer Tennisspieler
- 1978: Emile Mpenza, belgischer Fußballspieler
- 1979: Kazem Abdullah, US-amerikanischer Dirigent und Musiker
- 1979: Germán Anchieri, uruguayischer Ruderer
- 1979: Witali Georgijewitsch Atjuschow, russischer Eishockeyspieler
- 1979: Josh McCown, US-amerikanischer American-Football-Spieler
- 1980: Alpa Gun, deutscher Rapper
- 1981: Christoph Preuß, deutscher Fußballspieler
- 1981: Tahar Rahim, französischer Schauspieler
- 1982: Nicole da Silva, deutsche Popsängerin, Moderatorin, Schauspielerin und Model
- 1983: Katharina Hentschel, deutsche Feldhockeyspielerin
- 1983: Amantle Montsho, botswanische Sprinterin, Weltmeisterin
- 1984: Jin Akanishi, japanischer Schauspieler und Musiker (KAT-TUN)
- 1984: Lee Je-hoon, südkoreanischer Schauspieler
- 1985: Goran Antic, Schweizer Fußballspieler
- 1986: Rafael Arévalo, salvadorianischer Tennisspieler
- 1986: Ömer Aşık, türkischer Basketballspieler
- 1986: Clara Bünger, deutsche Juristin und Politikerin
- 1986: Willem Janssen, niederländischer Fußballspieler
- 1987: Svenja Görger, deutsche Schauspielerin
- 1988: Sandrino Braun-Schumacher, deutscher Fußballspieler
- 1988: Uwe Kalski, deutscher Handballspieler und -trainer
- 1988: Luke Thompson, britischer Schauspieler
- 1989: Patrick Groetzki, deutscher Handballspieler
- 1989: Benjamin Hübner, deutscher Fußballspieler
- 1989: Maike Johanna Reuter, deutsche Schauspielerin
- 1990: Jake Gardiner, US-amerikanischer Eishockeyspieler

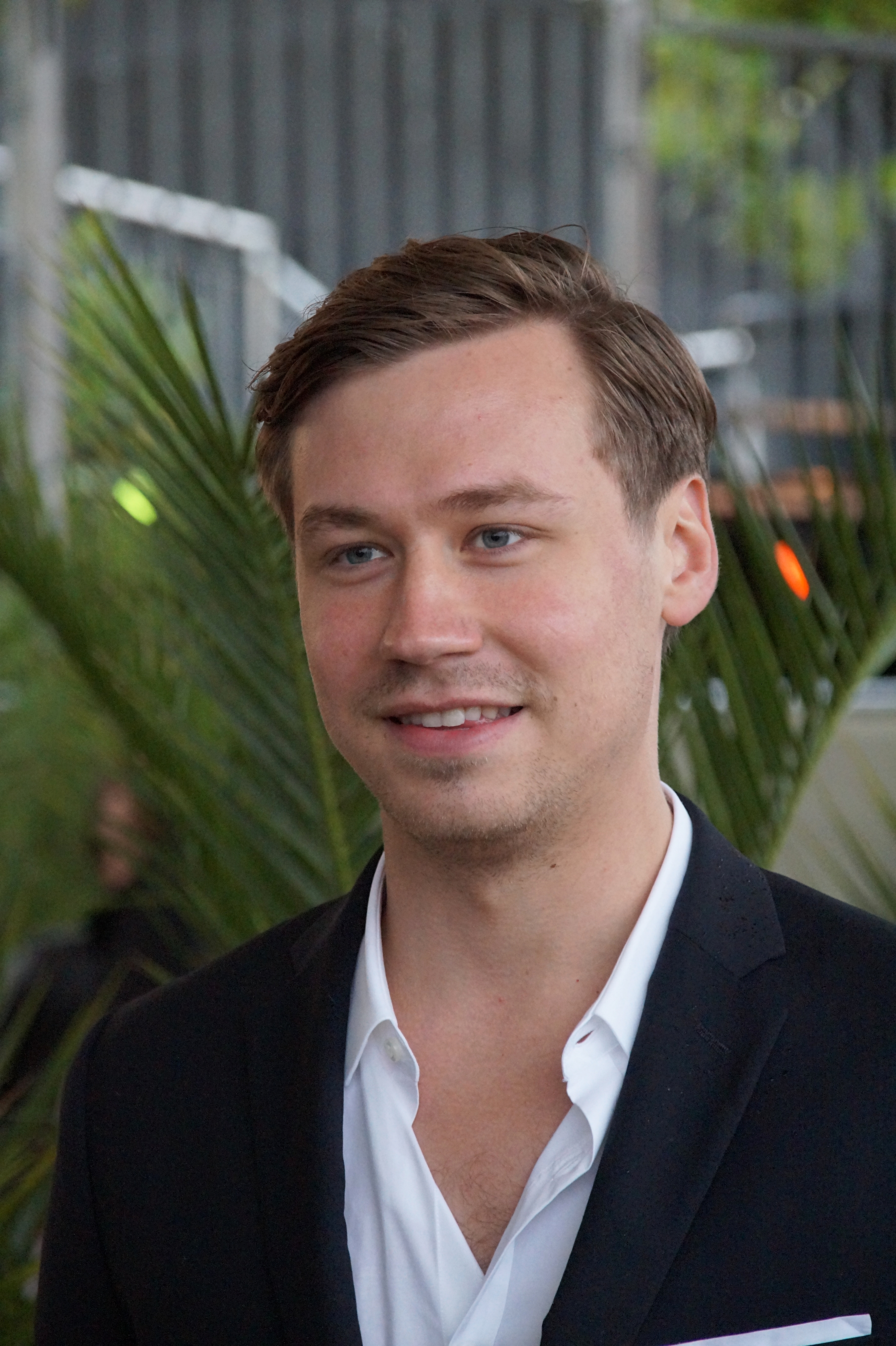
David Kross (* 1990)
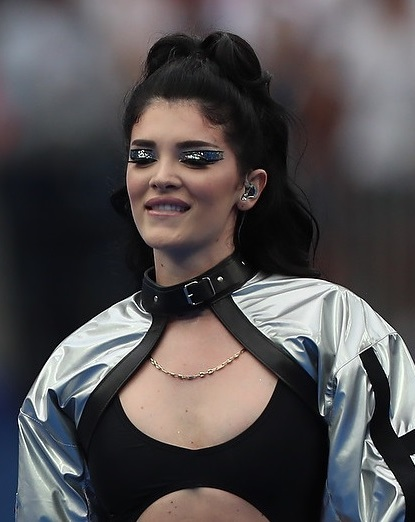
Era Istrefi (* 1994)
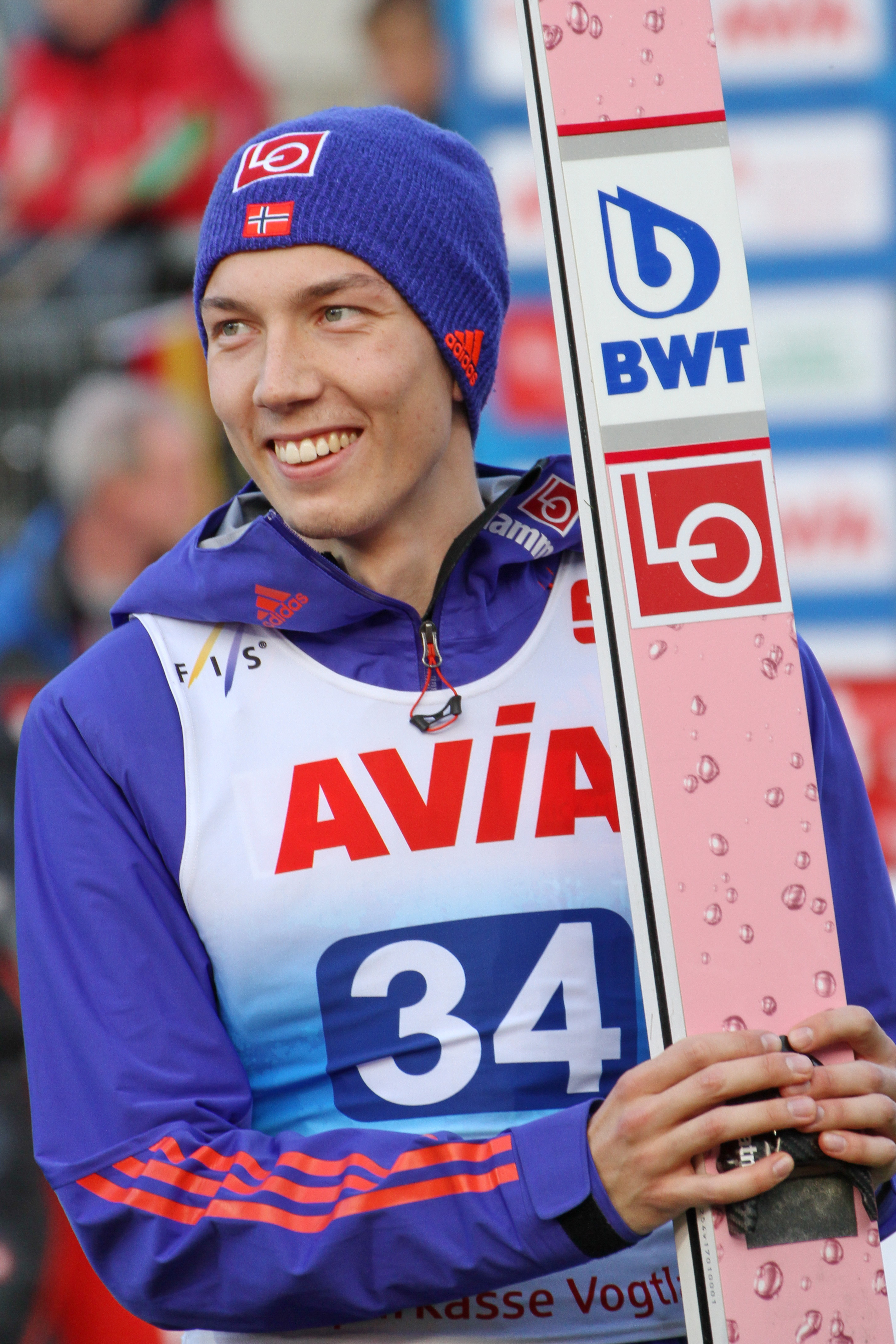
Johann André Forfang (* 1995)
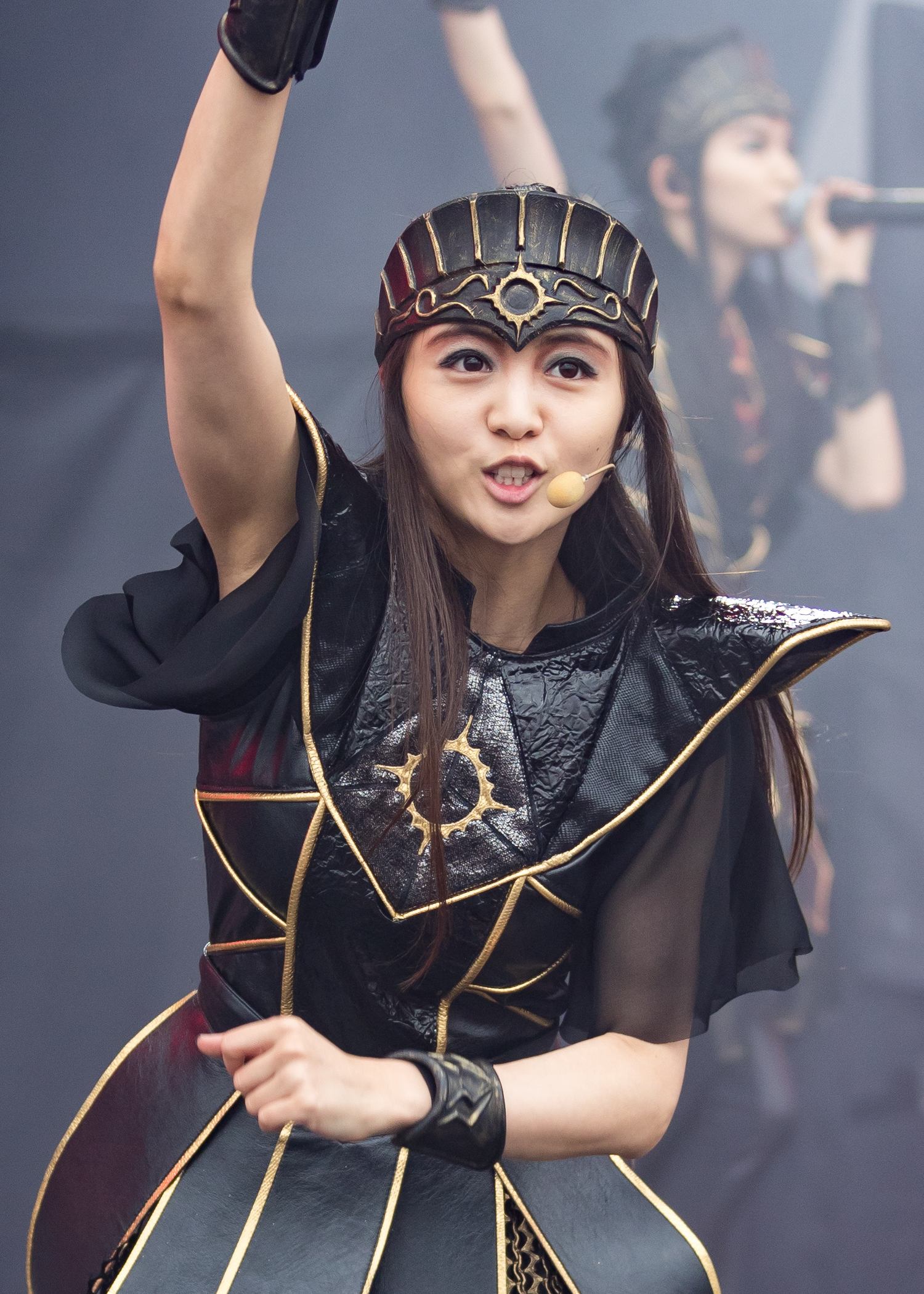
Moa Kikuchi (* 1999)

- 1990: David Kross, deutscher Schauspieler
- 1991: Dries De Bondt, belgischer Radrennfahrer
- 1993: Akın Açık, türkischer Fußballspieler
- 1993: Haziq Kamaruddin, malaysischer Bogenschütze
- 1994: Era Istrefi, kosovarische Popsängerin
- 1994: Hanna Oftedal Sagosen, norwegische Handballspielerin
- 1995: Johann André Forfang, norwegischer Skispringer
- 1995: Post Malone, US-amerikanischer Rapper
- 1996: James Allen, australischer Automobilrennfahrer
- 1997: Federico Tomasoni, italienischer Freestyle-Skier
- 1998: Céline Bethmann, deutsches Model
- 1999: Filip Fjeld Andersen, norwegischer Biathlet
- 1999: Riccardo Pera, italienischer Automobilrennfahrer
- 1999: Moa Kikuchi, japanische Sängerin
- 1999: Tuta, brasilianischer Fußballspieler
- 2000: Jack MacKenzie, schottischer Fußballspieler
- 2000: Osaze Urhoghide, englischer Fußballspieler

### 21. Jahrhundert
- 2002: Dirk Geiger, deutscher Motorradrennfahrer
- 2003: Oliver Szerkus, deutscher Schauspieler und Synchronsprecher

## Gestorben

### Vor dem 18. Jahrhundert
- 0518: Elias von Jerusalem, orthodoxer Bischof und Patriarch von Jerusalem
- 0673: Ecgberht I., König von Kent
- 0760: Sidonius von Konstanz, Bischof von Konstanz, Abt des Klosters Reichenau
- 0907: Luitpold von Bayern, Markgraf in Karantanien und Oberpannonien
- 0907: Theotmar, Erzbischof von Salzburg
- 0943: Taejo, Begründer des koreanischen Königreiches Goryeo und der gleichnamigen Dynastie
- 0973: Ulrich von Augsburg, katholischer Bischof und Heiliger
- 0975: Gwangjong, 4. König des koreanischen Königreiches Goryeo
- 1014: Hathui, Äbtissin des Klosters Gernrode
- 1200: Tekisch, Choresm-Schah

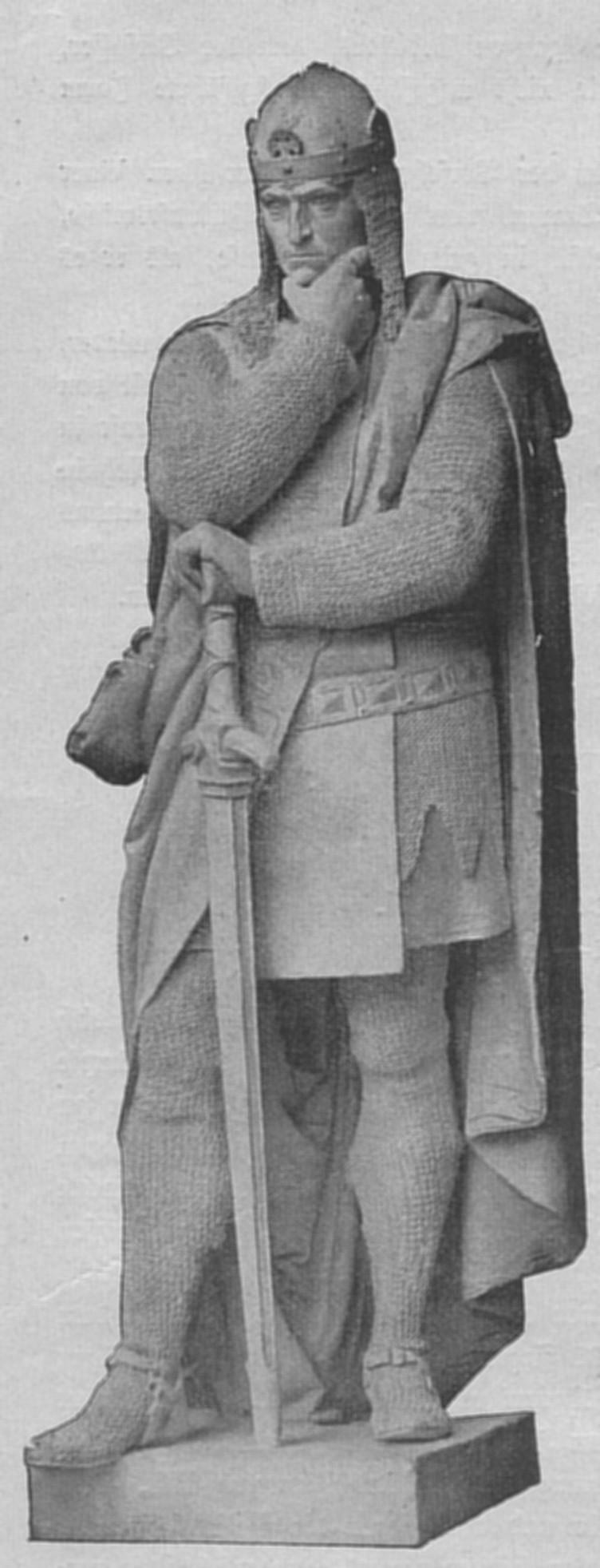
Otto II. von Brandenburg († 1205)

- 1205: Otto II., Markgraf von Brandenburg

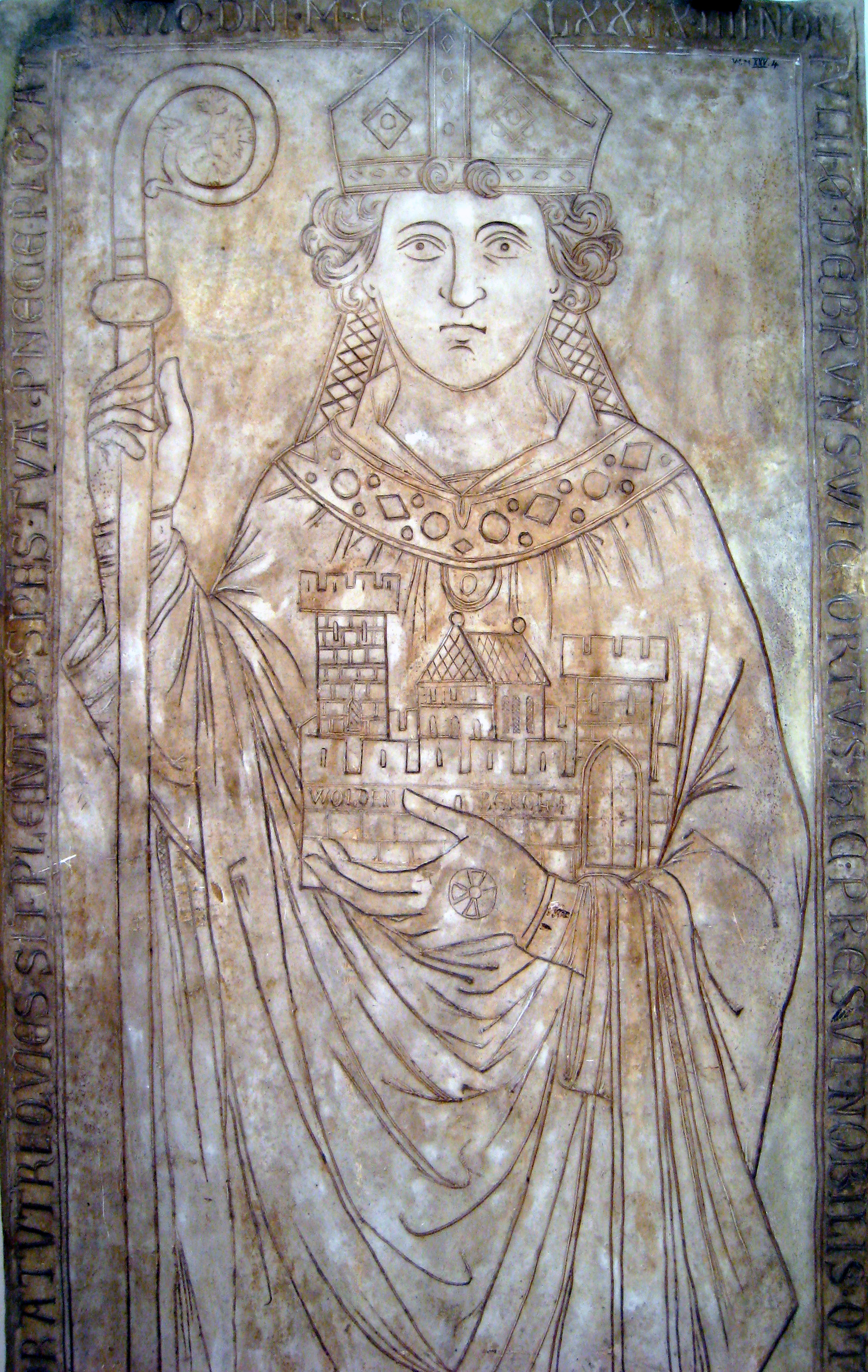
Otto I. von Braunschweig-Lüneburg († 1279)

- 1279: Otto I. von Braunschweig-Lüneburg, Bischof von Hildesheim
- 1296: Konrad von Feuchtwangen, Hochmeister des Deutschen Ordens
- 1299: Gottfried Hagen, Stadtschreiber von Köln
- 1301: Wilhelm von Berthout, Bischof von Utrecht

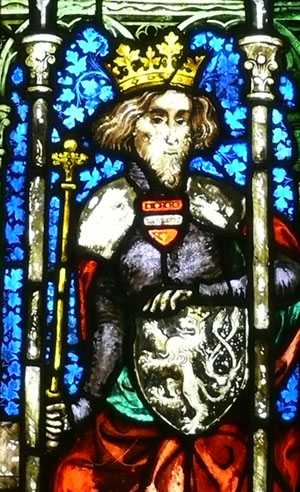
Rudolf I. von Böhmen († 1307)

- 1307: Rudolf, Herzog von Österreich und Steiermark, König von Böhmen
- 1308: Eberhard I. von der Mark, Vogt zu Essen, Graf von Mark und Altena
- 1310: Heinrich I. von Rosenberg, Oberstkämmerer des Königreichs Böhmen
- 1327: Stefano Visconti, Sohn von Matteo I. Visconti

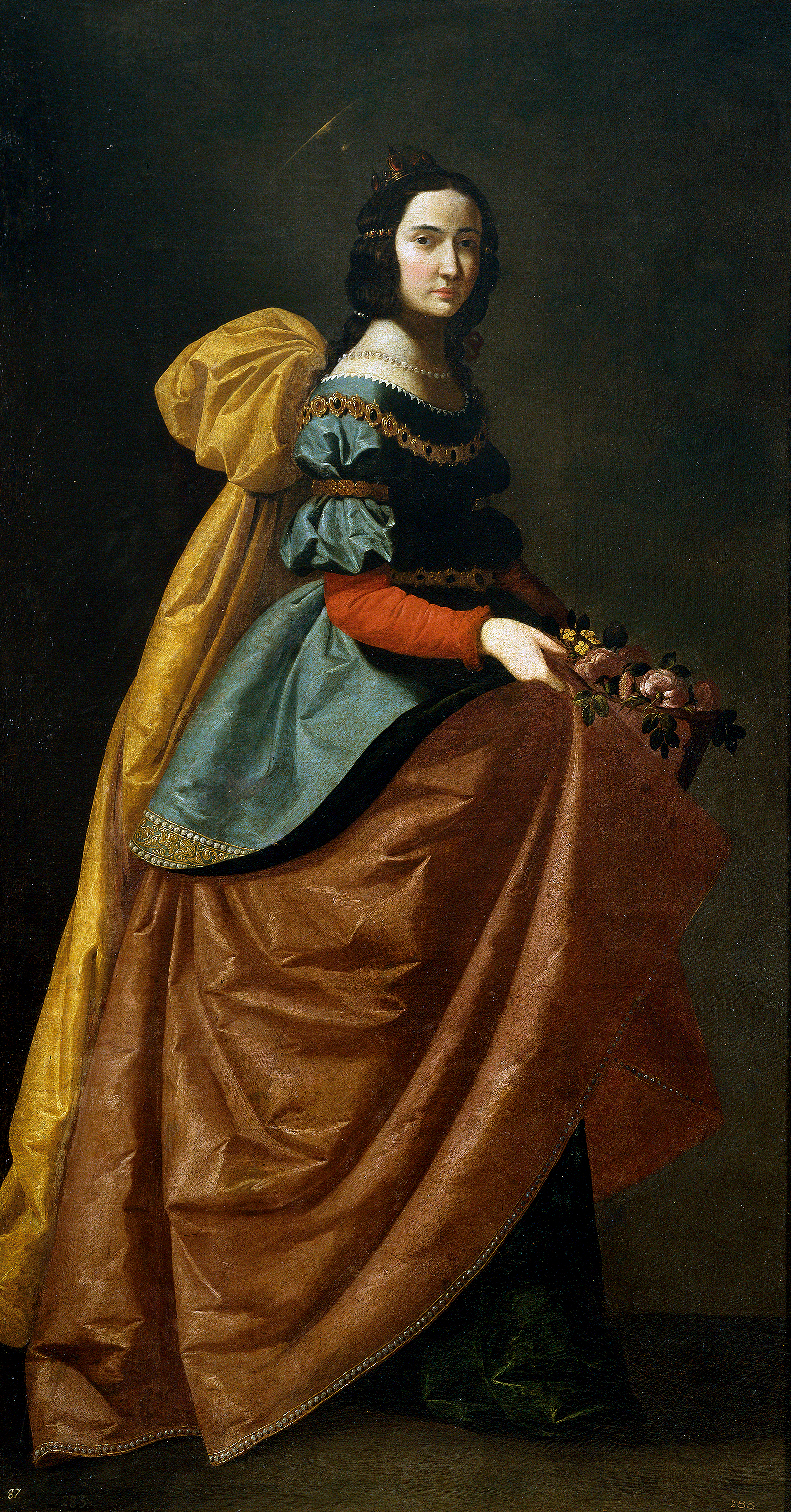
Elisabeth von Portugal († 1336)

- 1336: Elisabeth von Portugal, Prinzessin von Aragonien, Königin von Portugal
- 1349: Jehuda ben Ascher, Kölner Talmudist, Rabbiner in Toledo
- 1407: Heinrich von Solms, Dompropst im Bistum Münster
- 1429: Carlo I. Tocco, Pfalzgraf von Kefalonia und Zakynthos, Despot von Epirus
- 1450: Enrico Rampini, Erzbischof von Mailand
- 1499: Urs Werder, Schweizer Glasmaler
- 1534: Anastasia von Brandenburg, Gräfin von Henneberg

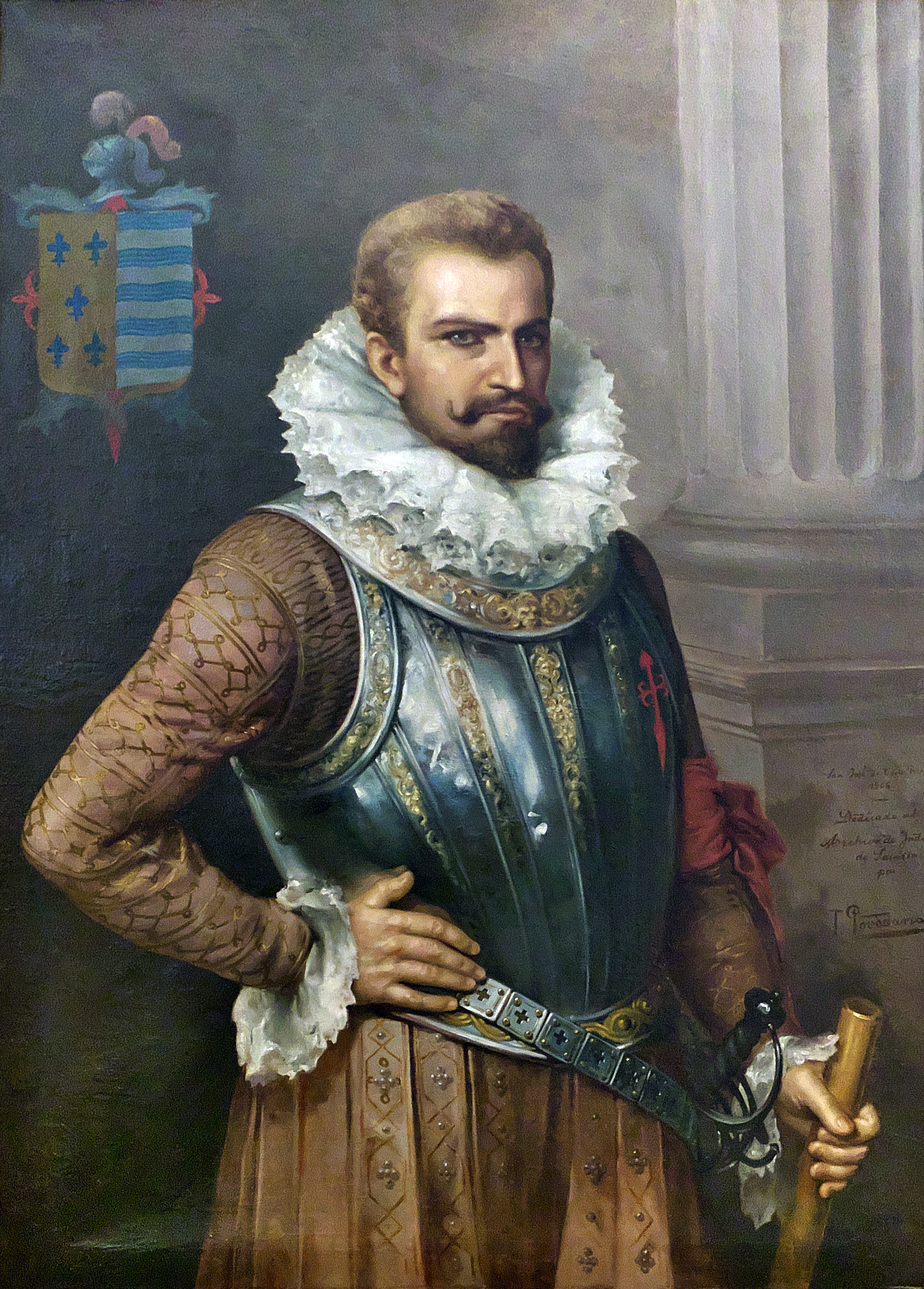
Pedro de Alvarado († 1541)

- 1541: Pedro de Alvarado, spanischer Konquistador

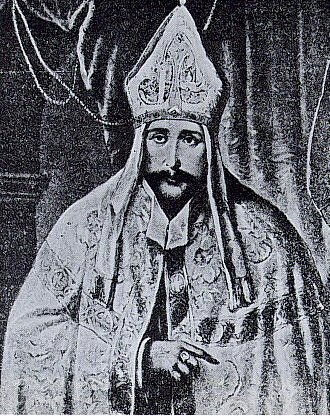
Pietro Bonomo († 1546)

- 1546: Pietro Bonomo, Humanist, Politiker und Bischof von Triest und Wien

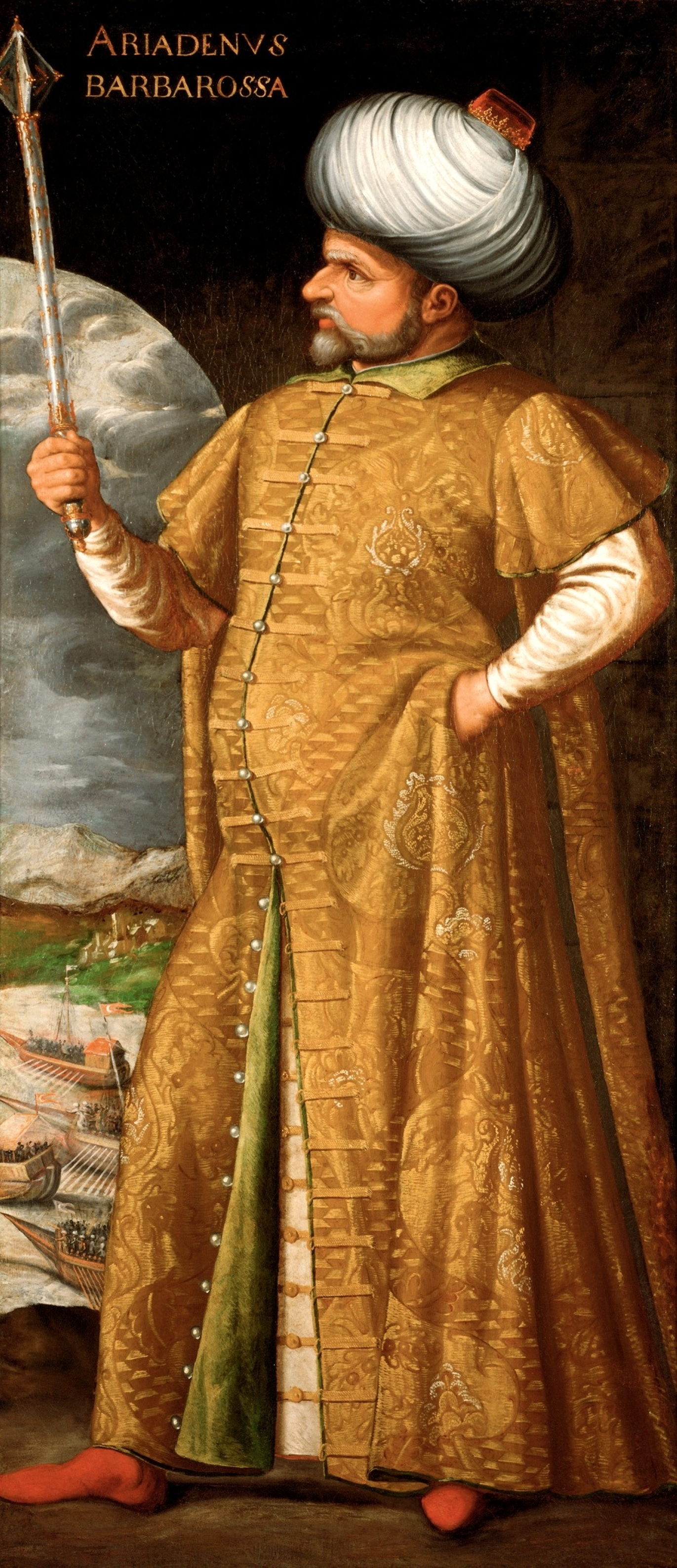
Khair ad-Din Barbarossa († 1546)

- 1546: Khair ad-Din Barbarossa, osmanischer Herrscher von Algier, Kapudan Pascha

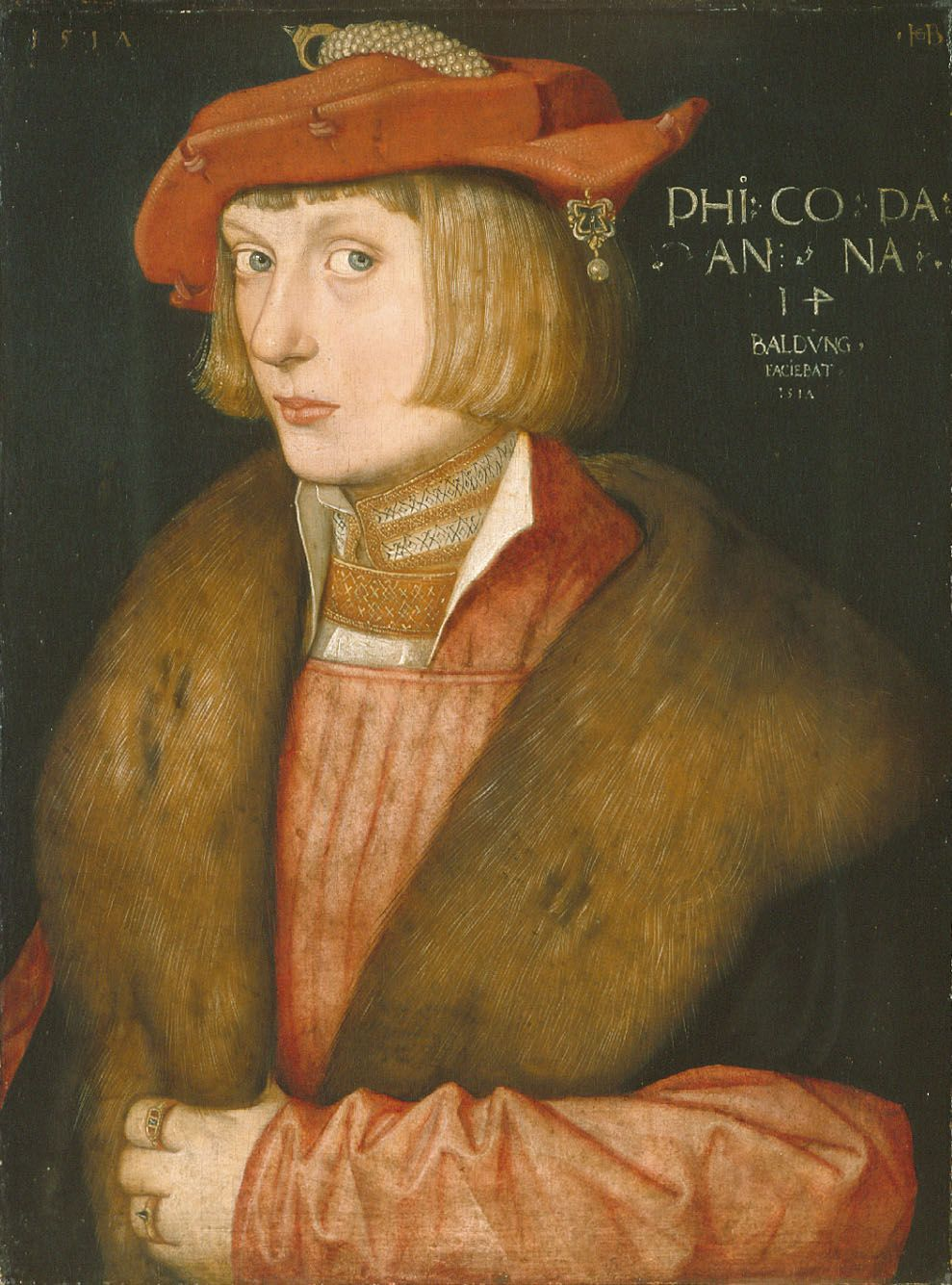
Philipp von Pfalz-Neuburg († 1548)

- 1548: Philipp, Pfalzgraf und Herzog von Pfalz-Neuburg
- 1590: Adrian Albinus, deutscher Rechtswissenschaftler
- 1603: Philippe de Monte, flämischer Komponist
- 1621: Simon Rudnicki, Fürstbischof von Ermland
- 1630: Alessandro Vitali, italienischer Maler
- 1664: Georg III., Herzog von Brieg
- 1667: Johann VI., Fürst von Anhalt-Zerbst
- 1693: Valentin Johann Beselin, deutscher Jurist und Erster Bürgermeister von Rostock

### 18. Jahrhundert
- 1706: Gianbettino Cignaroli, italienischer Maler

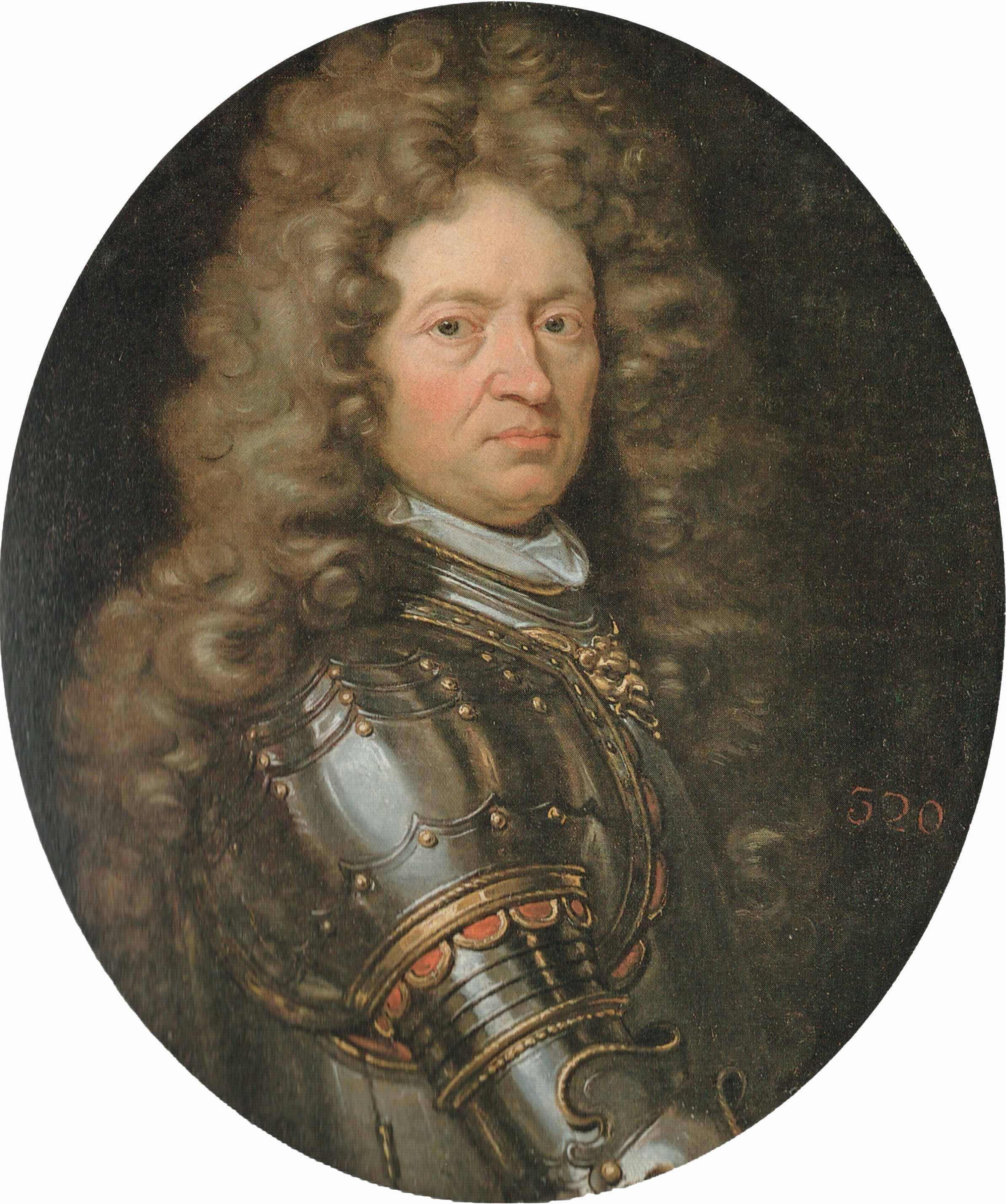
Johann Kasimir Kolb von Wartenberg († 1712)

- 1712: Johann Kasimir Kolb von Wartenberg, preußischer Minister
- 1714: Antonio Magliabechi, Florentiner Gelehrter, Bibliophiler und Bibliothekar
- 1717: Joachim Luhn, deutscher Maler
- 1720: Johann Diecmann, deutscher Pädagoge und lutherischer Theologe
- 1723: Johann Christoph Männling, deutscher Dichter und Schriftsteller
- 1751: Jürgen Matthias von der Hude, deutscher Maler

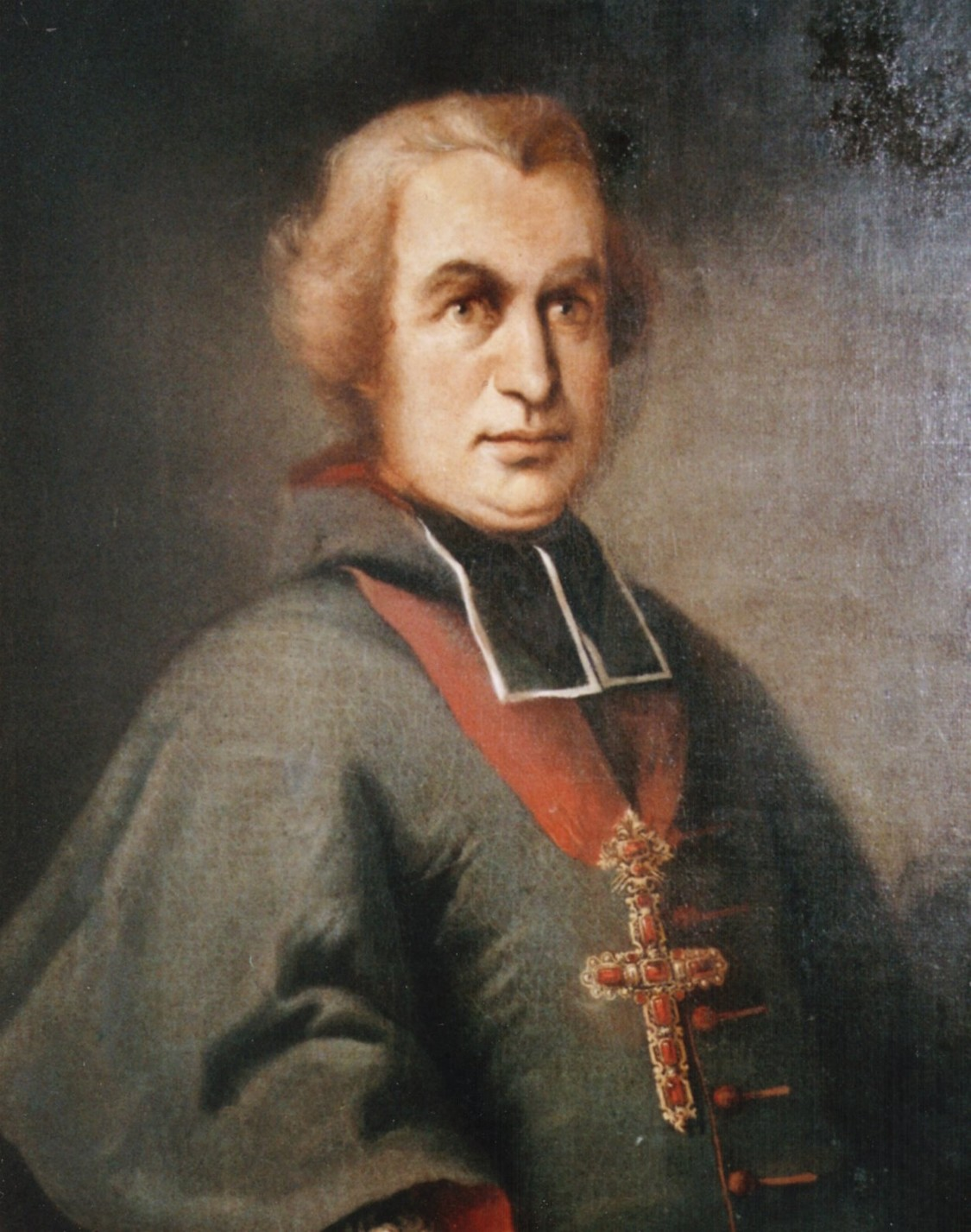
Cajetan Anton Notthafft von Weißenstein († 1752)

- 1752: Cajetan Anton Notthafft von Weißenstein, Fürstpropst von Berchtesgaden
- 1754: Philippe Néricault Destouches, französischer Lustspieldichter
- 1761: Johann Philipp Fresenius, deutscher lutherischer Theologe

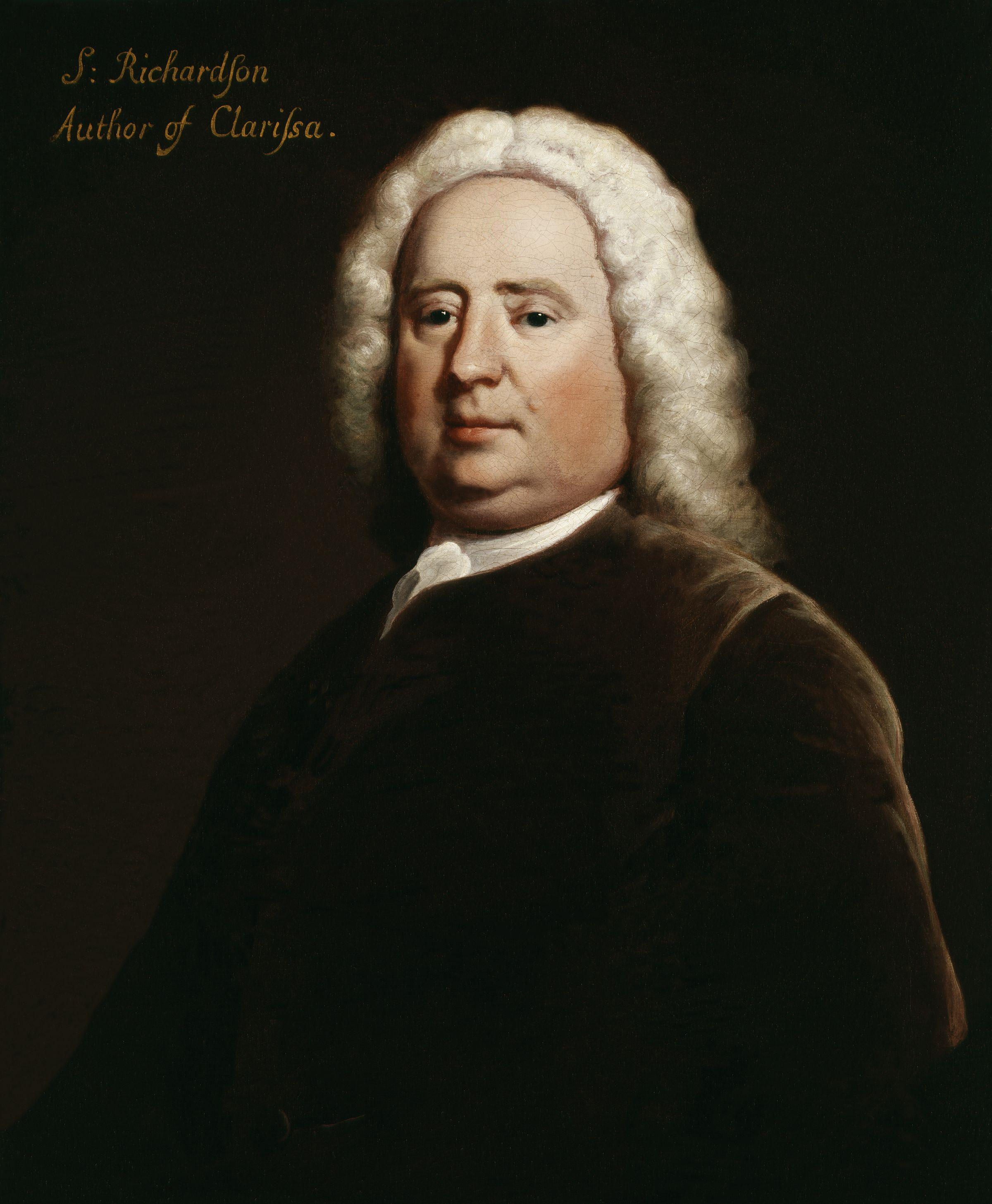
Samuel Richardson († 1761)

- 1761: Samuel Richardson, britischer Schriftsteller
- 1767: Balthasar Geyder, deutscher Theologe und Autor
- 1768: Johann Gottfried Borlach, deutscher Bergwerksgründer

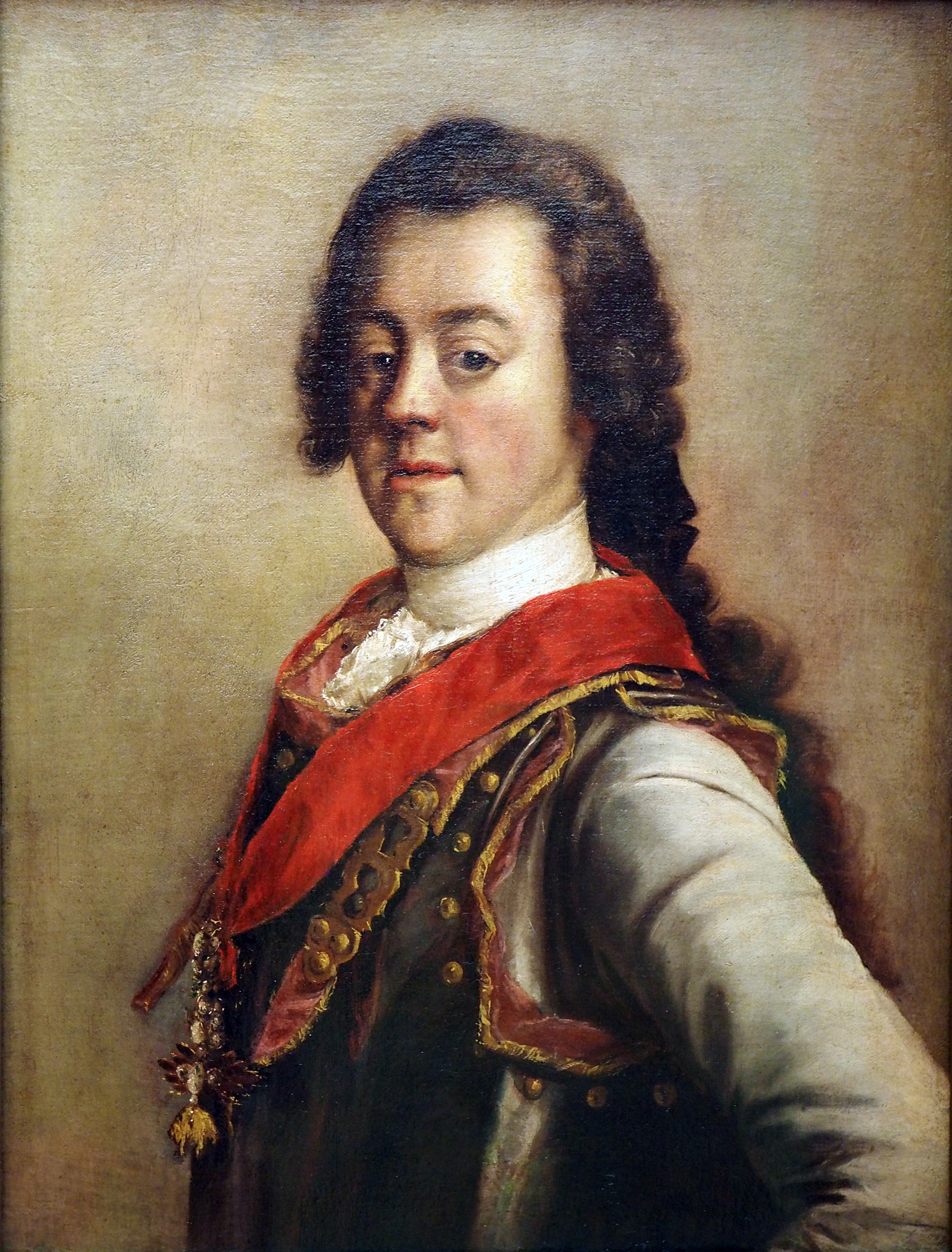
Karl Alexander von Lothringen († 1780)

- 1780: Karl Alexander von Lothringen, Hochmeister des Deutschen Ordens
- 1787: Charles de Rohan, prince de Soubise, französischer General und Staatsmann, Pair und Marschall von Frankreich
- 1791: William Bull, britischer Gouverneur der Province of South Carolina
- 1799: Simon Grynaeus, Schweizer evangelischer Geistlicher und Übersetzer

### 19. Jahrhundert
- 1801: Johannes Hotze, Schweizer Landarzt
- 1803: Peter Ascanius, norwegischer Zoologe und Mineraloge
- 1808: Fisher Ames, US-amerikanischer Politiker, Mitglied des Repräsentantenhauses
- 1814: Konrad Gottlob Anton, deutscher Sprachwissenschaftler und Orientalist
- 1814: Dirk Lohmann, deutscher Orgelbauer
- 1815: Eberhard August Wilhelm von Zimmermann, deutscher Geograf und Biologe
- 1824: Johannes Petrus Minckeleers, niederländischer Wissenschaftler und Erfinder

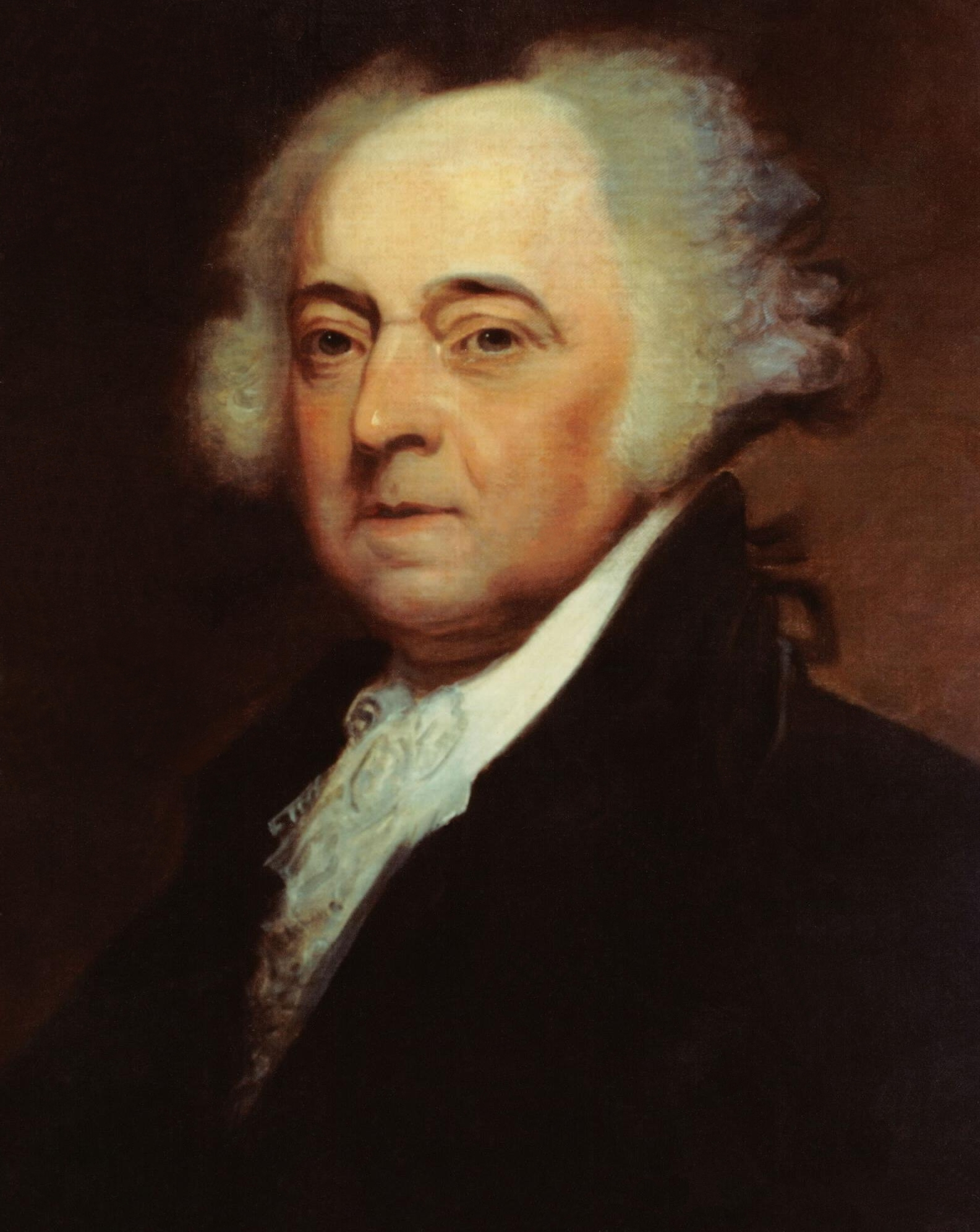
John Adams († 1826)

- 1826: John Adams, US-amerikanischer Politiker, einer der Gründerväter der Vereinigten Staaten, Vizepräsident, Staatspräsident

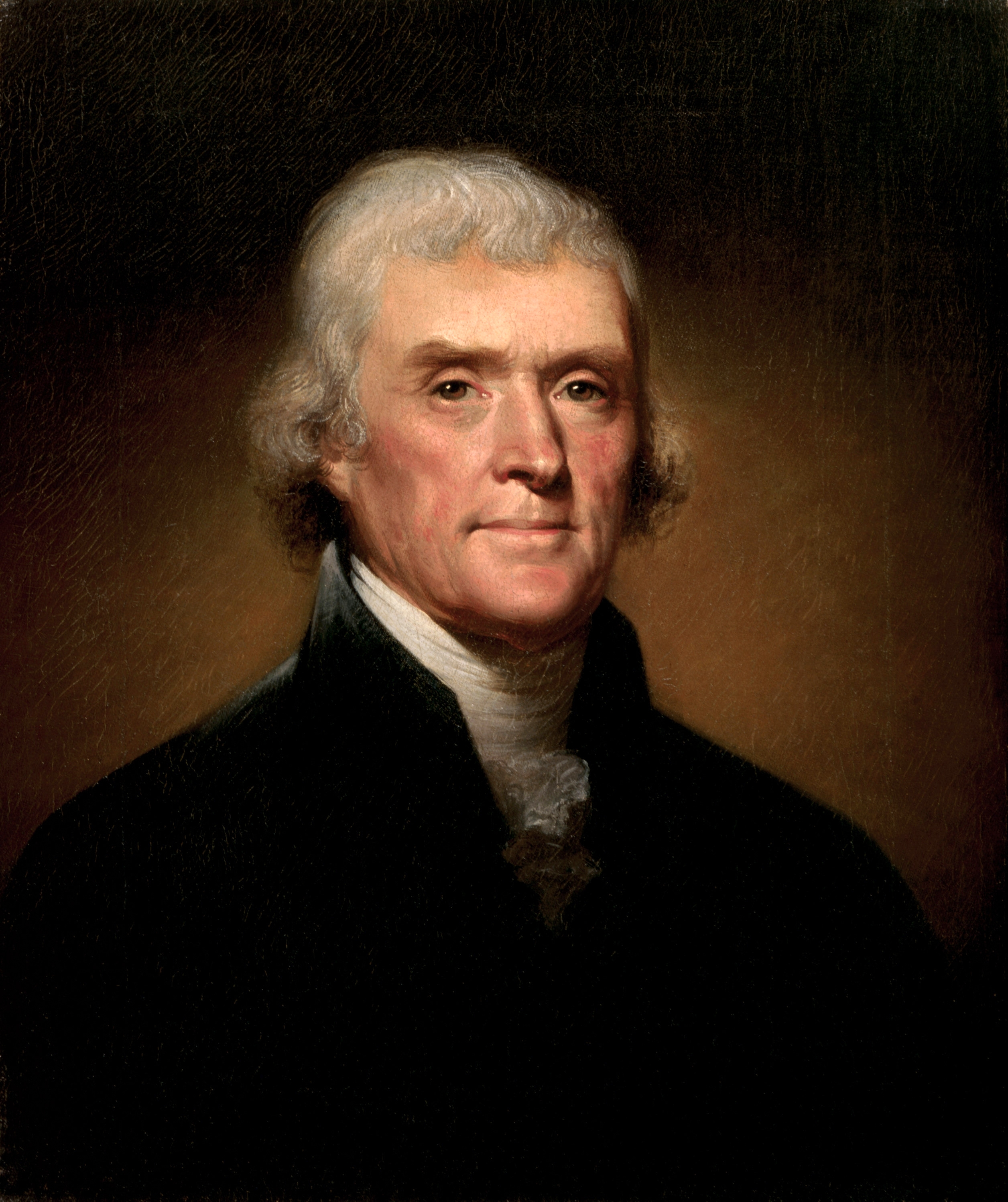
Thomas Jefferson († 1826)

- 1826: Thomas Jefferson, US-amerikanischer Politiker und Staatstheoretiker, einer der Gründerväter der Vereinigten Staaten, Hauptverfasser der Unabhängigkeitserklärung, Staatspräsident
- 1830: Friedrich Delbrück, preußischer Theologe und Erzieher

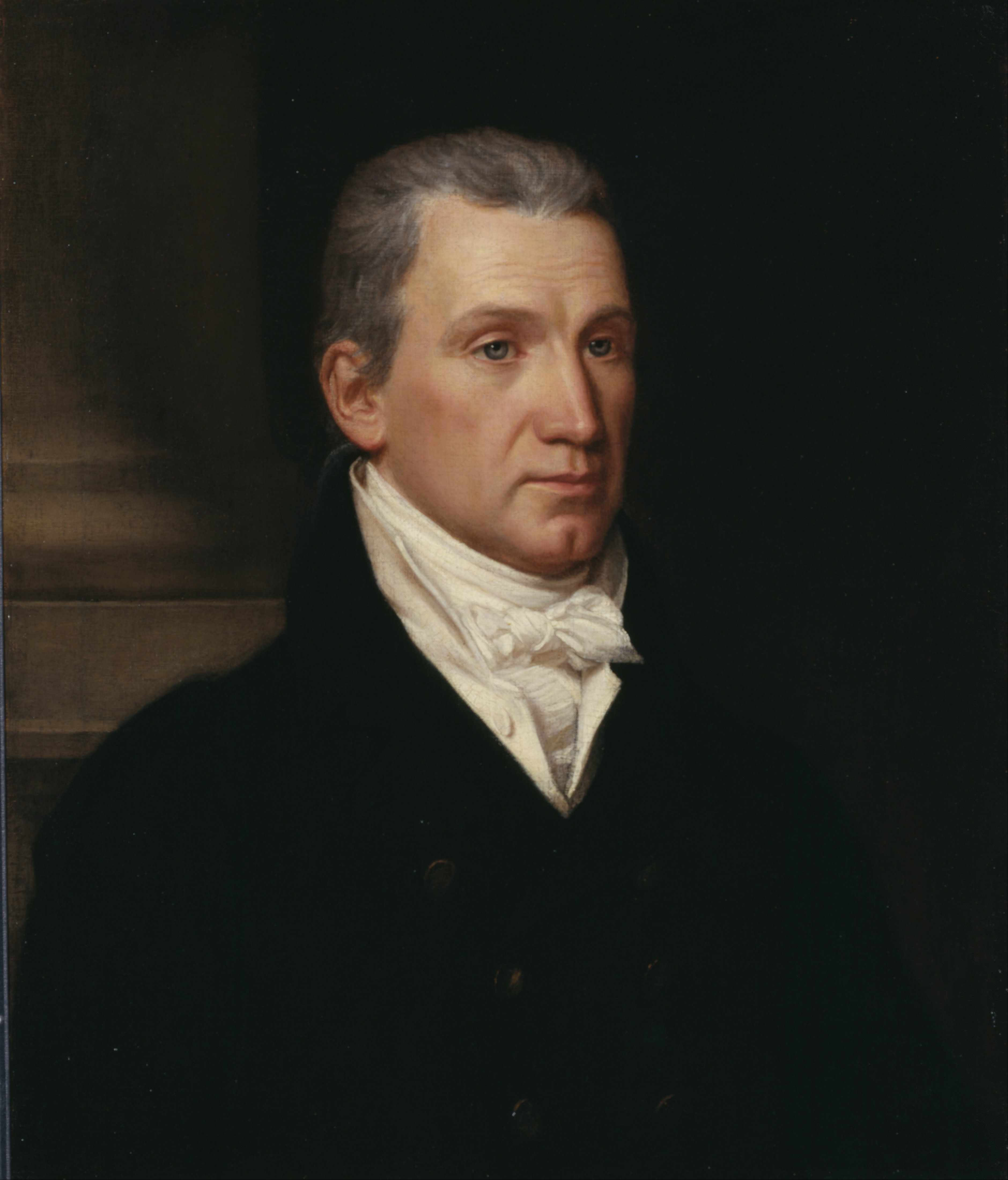
James Monroe († 1831)

- 1831: James Monroe, US-amerikanischer Politiker, Botschafter, Gouverneur von Virginia, Außenminister, Staatspräsident
- 1831: Caspar Josef Carl von Mylius, deutscher Soldat in der österreichischen Armee

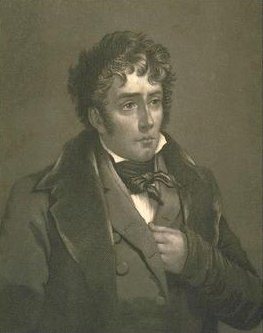
François-René de Chateaubriand († 1848)

- 1848: François-René de Chateaubriand, französischer Schriftsteller und Diplomat
- 1850: William Kirby, britischer Entomologe und Priester
- 1854: Karl Friedrich Eichhorn, deutscher Jurist und Professor für Jura
- 1857: William L. Marcy, US-amerikanischer Politiker, Senator, Gouverneur von New York, Kriegs- und Außenminister

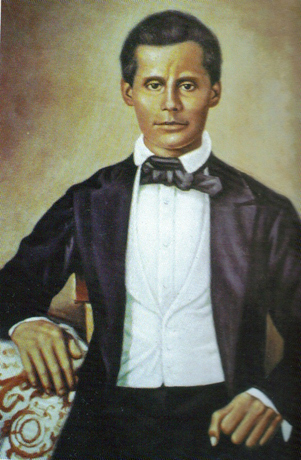
Francisco del Rosario Sánchez († 1861)

- 1861: Francisco del Rosario Sánchez, dominikanischer Politiker, einer der Gründungsväter der Dominikanischen Republik
- 1864: August Peters, deutscher Erzähler
- 1868: August Howaldt, deutscher Bildhauer und Modelleur
- 1871: Vital Maria Conçalves de Oliveira, brasilianischer Bischof
- 1873: Józef Michał Poniatowski, polnischer Komponist, Sänger und Diplomat

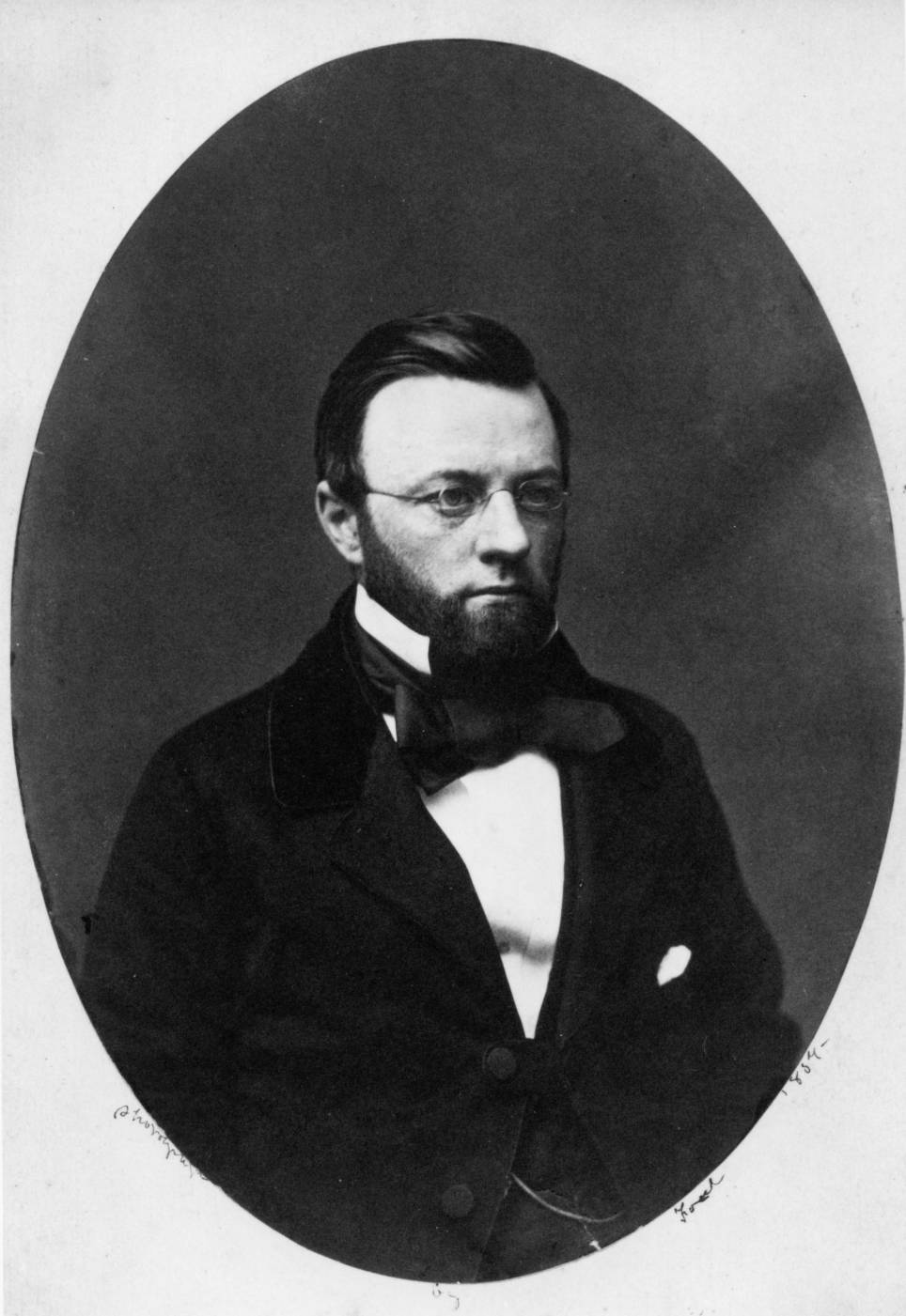
Robert H. Vance († 1876)

- 1876: Robert H. Vance, US-amerikanischer Fotopionier
- 1883: John Baptist Purcell, irischstämmiger US-amerikanischer römisch-katholischer Geistlicher; Erzbischof von Cincinnati
- 1887: Friedrich Hundt, deutscher Fotograf
- 1887: Félix Le Couppey, französischer Musikpädagoge, Pianist und Komponist
- 1888: Friedrich Albert Mehmel, deutscher Orgelbauer
- 1888: Theodor Storm, deutscher Jurist und Schriftsteller (Der kleine Hävelmann, Der Schimmelreiter)
- 1889: Srpuhi Nschan Kalfayan, armenische Ordensgründerin
- 1890: Philipp Friedrich Arnold, deutscher Anatom und Physiologe
- 1891: Hannibal Hamlin, US-amerikanischer Politiker, Mitglied des Repräsentantenhauses, Senator, Gouverneur von Maine, Vizepräsident
- 1891: August Haupt, deutscher Organist, Musikpädagoge und Komponist

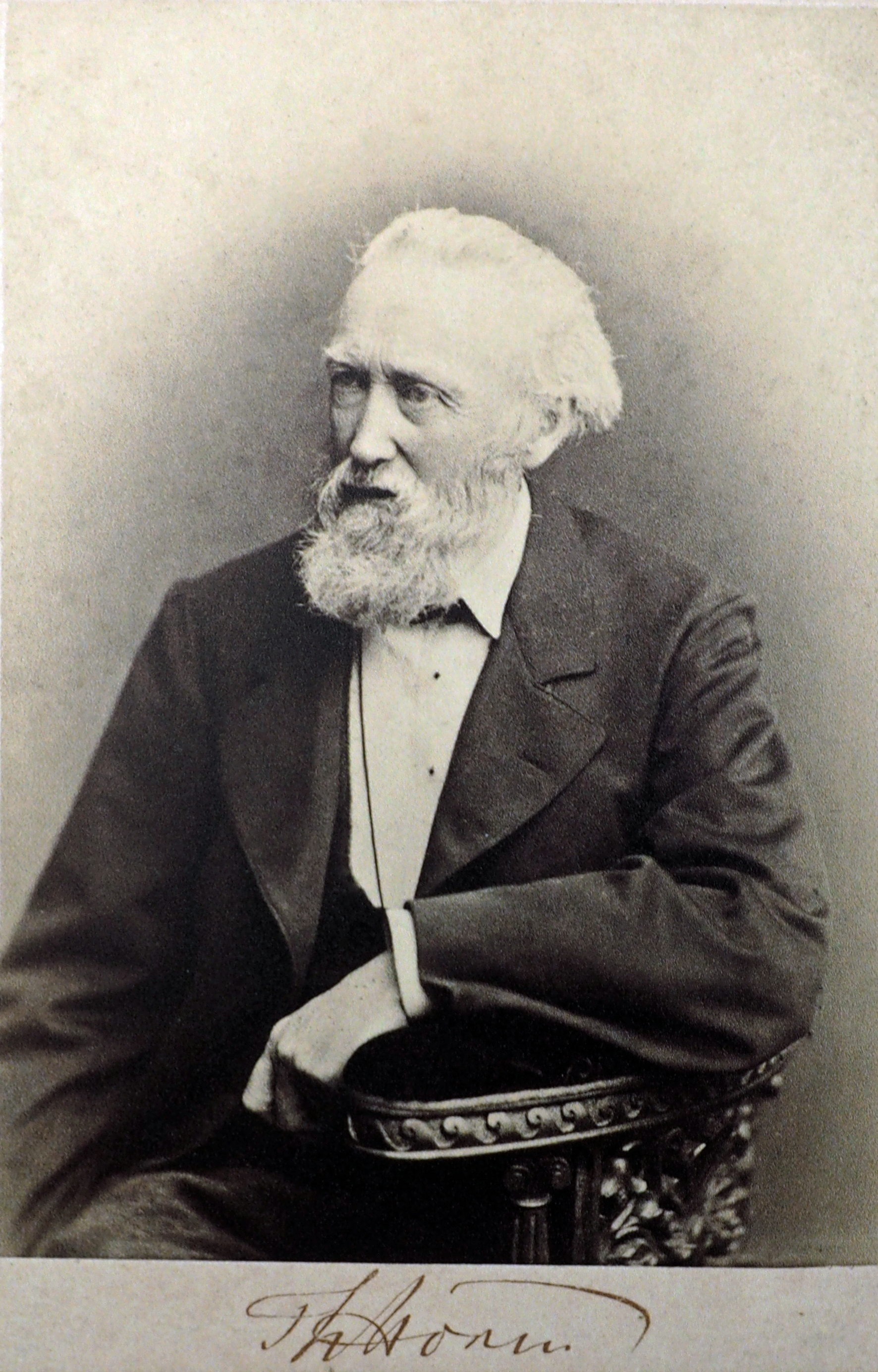
Theodor Storm († 1888)
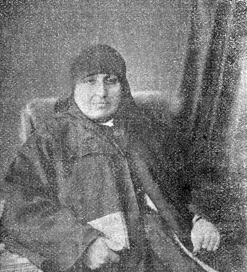
Srpuhi Mayrabed Nschan Kalfayan († 1889)
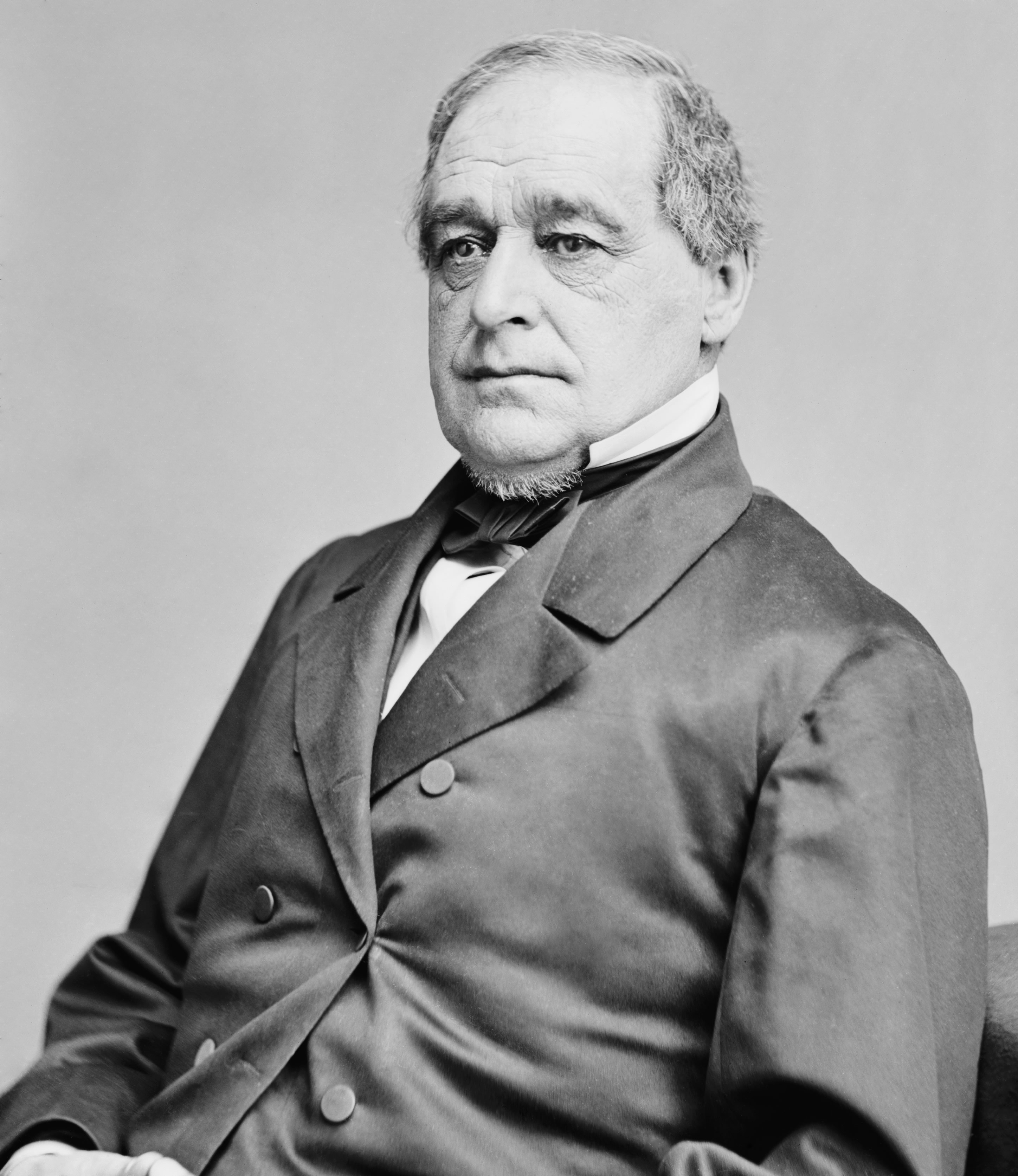
Hannibal Hamlin († 1891)

- 1894: August Dillmann, deutscher Orientalist und Theologe
- 1896: Alfred von Schlabrendorff-Seppau, preußischer Gutsbesitzer und Politiker
- 1897: Amor De Cosmos, kanadischer Politiker und Journalist, Premierminister von British Columbia

### 20. Jahrhundert

#### 1901–1950

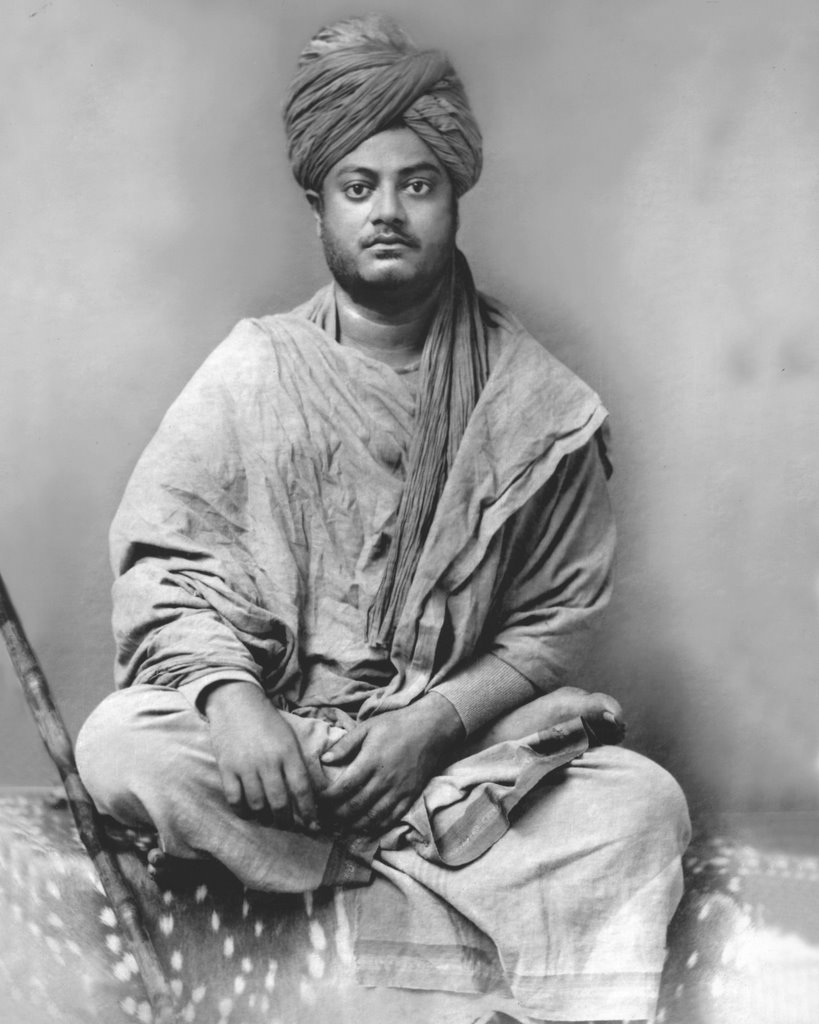
Vivekananda († 1902)
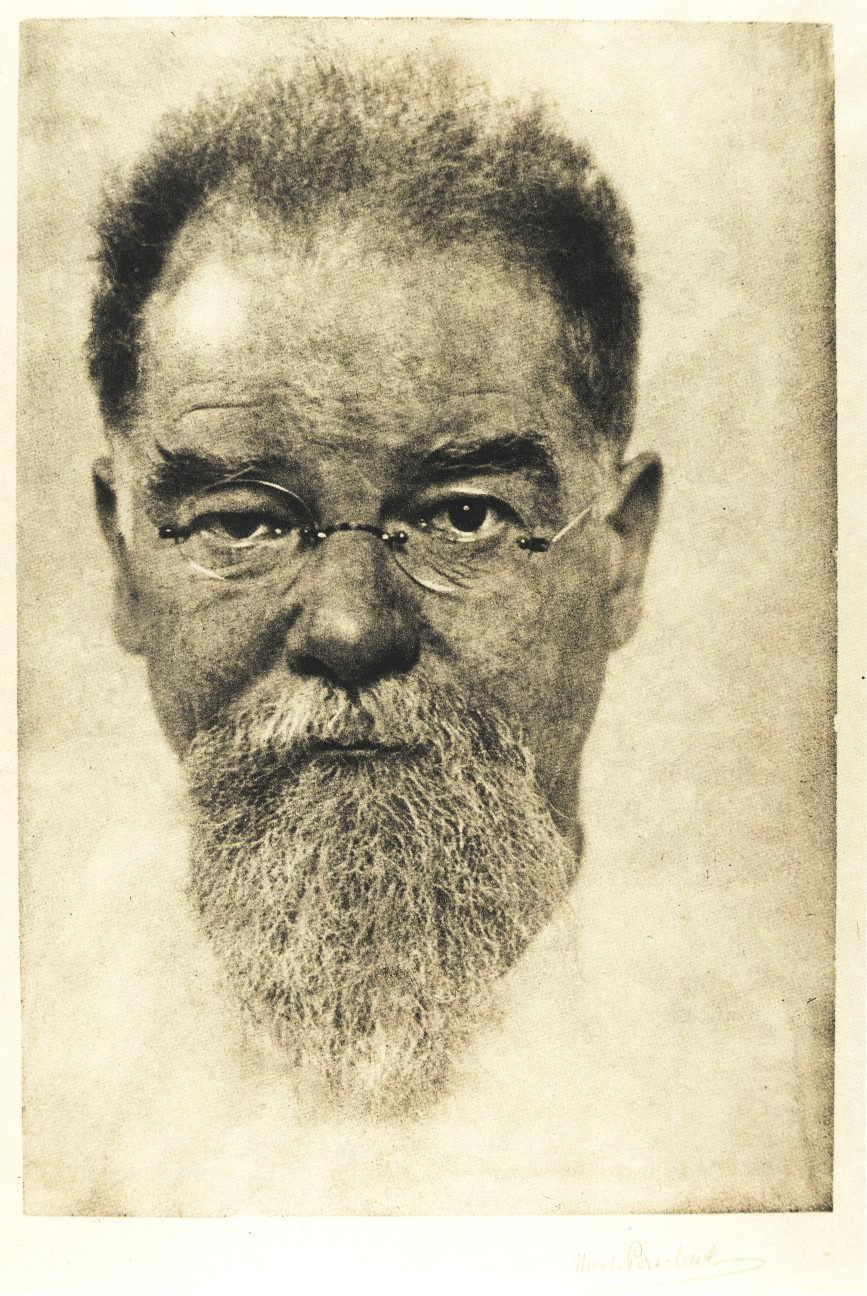
Max Klinger († 1920)
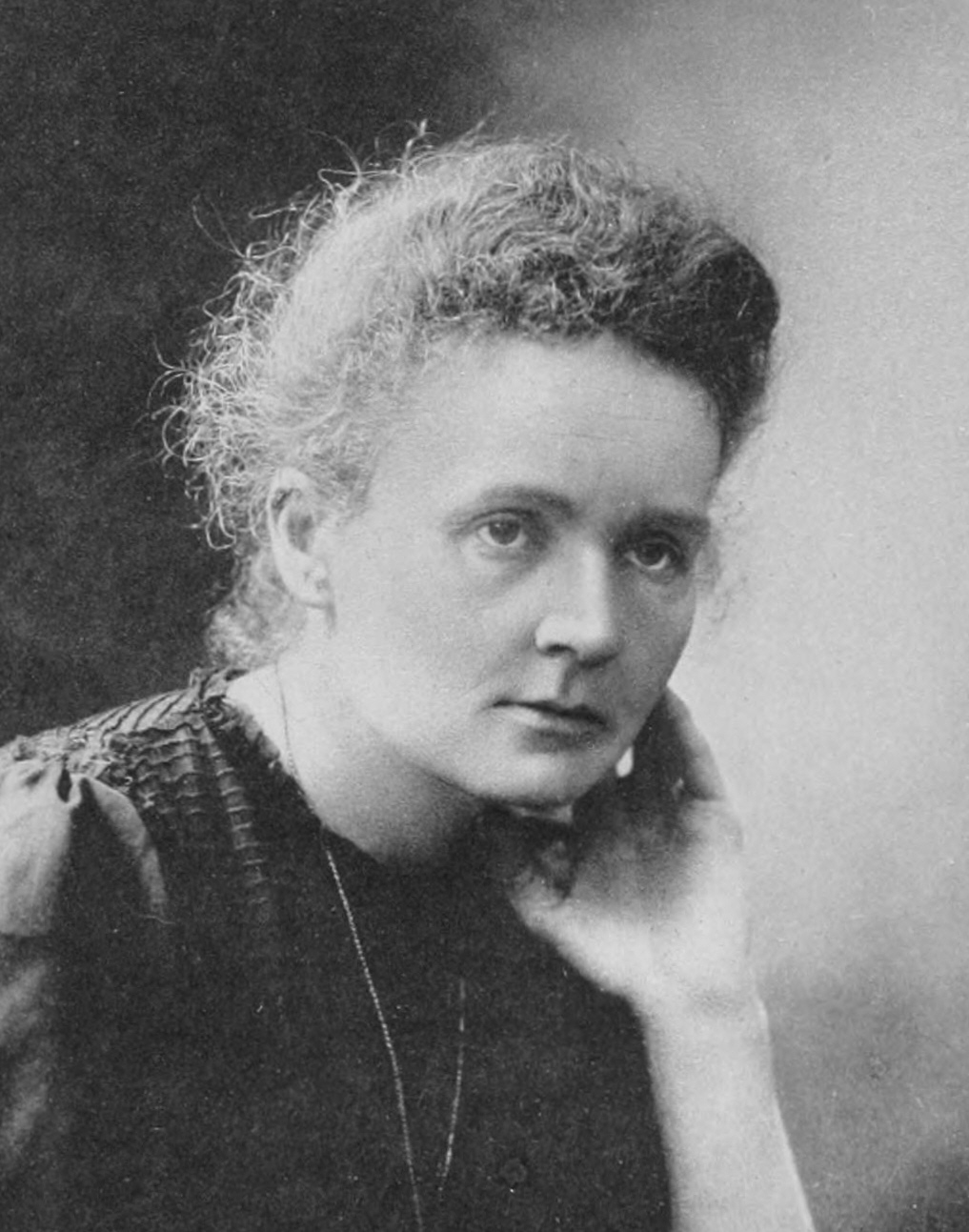
Marie Curie († 1934)
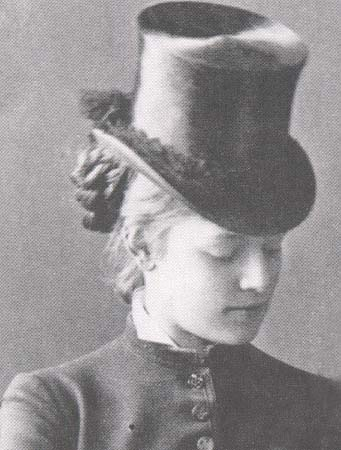
Marie Louise von Larisch-Wallersee († 1940)

- 1901: Johannes Schmidt, deutscher Sprachwissenschaftler
- 1901: Peter Guthrie Tait, schottischer Physiker
- 1902: Vivekananda, hinduistischer Mönch und Gelehrter
- 1904: Anna van Sandick, niederländische Malerin
- 1910: John Wilbur Atwater, US-amerikanischer Politiker, Mitglied des Repräsentantenhauses
- 1910: Louis-Albert Bourgault-Ducoudray, französischer Komponist
- 1910: Giovanni Schiaparelli, italienischer Astronom
- 1912: Hinrich Wrage, deutscher Landschaftsmaler und Grafiker
- 1916: Alan Seeger, US-amerikanischer Poet
- 1920: Max Klinger, deutscher Bildhauer, Maler und Grafiker des Symbolismus
- 1922: Lothar von Richthofen, deutscher Jagdflieger im Ersten Weltkrieg
- 1925: George W. Atkinson, US-amerikanischer Jurist und Politiker, Kongressabgeordneter, Gouverneur von West Virginia
- 1934: Chaim Nachman Bialik, ukrainisch-israelischer Dichter, Autor und Journalist
- 1934: Marie Curie, französisch-polnische Chemikerin und Physikerin, zweifache Nobelpreisträgerin
- 1938: Jean-Baptiste Dubois, kanadischer Cellist, Dirigent und Musikpädagoge
- 1938: Suzanne Lenglen, französische Tennisspielerin
- 1940: Marie Louise von Larisch-Wallersee, deutsche Nichte der Kaiserin Elisabeth von Österreich
- 1941: Tadeusz Boy-Żeleński, polnischer Dichter und literarischer Übersetzer
- 1941: Olga Oppenheimer, deutsche jüdische Malerin und Grafikerin des Expressionismus, Opfer der Shoah
- 1941: Eugen Schilling, deutscher Chemiker
- 1943: Władysław Sikorski, polnischer Offizier, Staatsmann und Politiker, Ministerpräsident, Minister, Oberbefehlshaber
- 1946: Othenio Abel, österreichischer Paläontologe und Evolutionsbiologe
- 1946: Jenny Wanda Barkmann, deutsche KZ-Aufseherin
- 1946: Elisabeth Becker, deutsche KZ-Aufseherin
- 1946: Wanda Klaff, deutsche KZ-Aufseherin
- 1946: Ewa Paradies, deutsche KZ-Aufseherin
- 1946: Gerda Steinhoff, deutsche KZ-Aufseherin
- 1946: John Pauls, deutscher SS-Oberscharführer
- 1947: Bernard Clouet, französischer Automobilrennfahrer
- 1948: Christian Kautz, Schweizer Automobilrennfahrer
- 1948: Richard Teschner, österreichischer Maler
- 1949: François Brandt, niederländischer Ruderer

#### 1951–2000

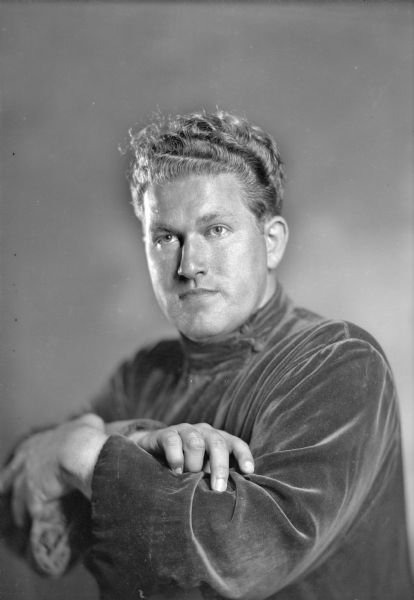
August Derleth († 1971)
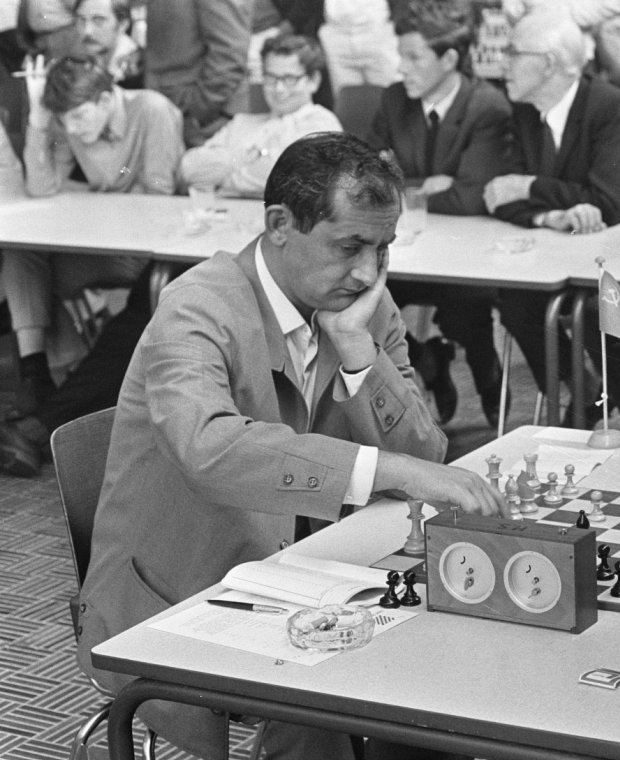
Leonid Stein († 1973)
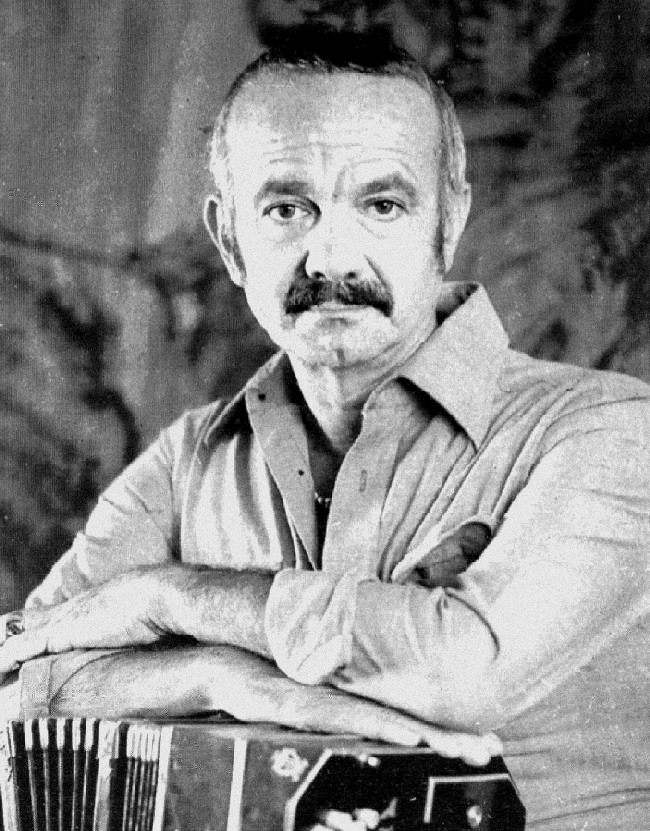
Astor Piazzolla († 1992)
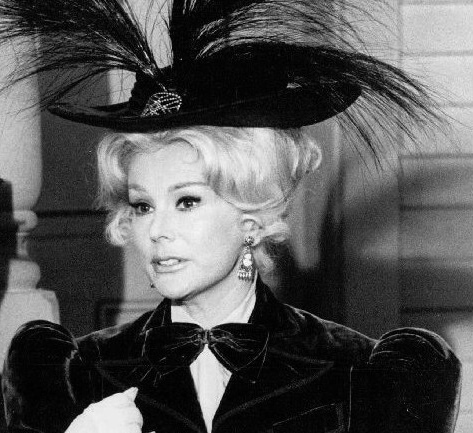
Eva Gabor († 1995)

- 1955: Gertrud Kornfeld, deutsche Chemikerin
- 1957ː Maria Crocifissa Curcio, italienische römisch-katholische Ordensfrau und Ordensgründerin, Selige
- 1957ː Alice Ronner, belgische Malerin
- 1957ː Judy Tyler, US-amerikanische Schauspielerin
- 1958: Birger Forell, schwedischer Pfarrer und Widerstandskämpfer
- 1958: Fernando de Fuentes, mexikanischer Filmregisseur
- 1959ː Pauline Gistl, deutsche Unternehmerin
- 1962: Karl Aloys Schenzinger, deutscher Arzt, Autor von Romanen, Sachbüchern und NS-Propaganda
- 1962: Thomas Jefferson Jackson See, US-amerikanischer Astronom
- 1963: Adolf Meschendörfer, deutscher Schriftsteller
- 1963: Fritz Reuter, deutscher Musikwissenschaftler, Musikerzieher, Komponist und Kapellmeister
- 1964: Samuil Jakowlewitsch Marschak, russischer Schriftsteller
- 1967: Mayme Logsdon, US-amerikanische Mathematikerin
- 1968: Aline Bußmann, deutsche Schauspielerin, Hörspielsprecherin und Publizistin
- 1968: Karl Wolfien, deutscher General
- 1969: Erwin Blumenfeld, deutscher Fotograf
- 1970: Barnett Newman, US-amerikanischer Maler
- 1970: Walter Strzygowski, österreichischer Wirtschaftsgeograph
- 1971: August Derleth, US-amerikanischer Autor
- 1973: Erwin Leuchter, argentinischer Musikwissenschaftler und Dirigent
- 1973: Leonid Stein, sowjetischer Großmeister im Schach
- 1974: Georgette Heyer, britische Schriftstellerin
- 1975: Otto Dowidat, deutscher Politiker, MdB
- 1976: Wilfried Böse, deutscher Terrorist
- 1976: Yonatan Netanyahu, israelischer Oberstleutnant
- 1978: Carola Braunbock, deutsche Schauspielerin
- 1978: Arne Gunnar Walter Hülphers, schwedischer Jazzmusiker, Pianist und Kapellmeister
- 1978: Leonhard Lorscheider, deutscher Verwaltungsjurist, Landrat und Ministerialbeamter
- 1979: Theodora Kroeber, US-amerikanische Ethnologin und Autorin
- 1980: Erich Dethleffsen, deutscher Generalmajor der Wehrmacht und Abteilungsleiter des Bundesnachrichtendienstes
- 1980: Gregory Bateson, angloamerikanischer Anthropologe
- 1981: Klaus Thormaehlen, Winzer und Erfinder der Mulchmähsichel
- 1983: John Bodkin Adams, britischer Mediziner und Betrüger
- 1985: Lotte Strauss, deutsche Pathologin
- 1986: Flor Peeters, belgischer Komponist, Organist und Musikpädagoge
- 1987: Bernard U. Taylor, US-amerikanischer Musikpädagoge
- 1989ː Eleanor Raymond, US-amerikanische Architektin
- 1992: Guy Gale, britischer Automobilrennfahrer
- 1992: Astor Piazzolla, argentinischer Komponist
- 1993: Yvette Amice, französische Mathematikerin
- 1993: Monika von Boch, deutsche Fotografin
- 1994: Frank Seiboth, deutscher Politiker, MdB
- 1995: Eva Gabor, US-amerikanisch-ungarische Schauspielerin
- 1995: Bob Ross, US-amerikanischer Maler und Schauspieler
- 1996: Arlie Duff, US-amerikanischer Country-Musiker
- 1997: Amado Carrillo Fuentes, mexikanischer Mafioso
- 1998: Herbert Haufrecht, US-amerikanischer Komponist und Folkloreforscher
- 1998: Henrik Stangerup, dänischer Autor und Filmregisseur
- 2000: Antonia Magdalena Arté, dominikanische Musikerin und Musikpädagogin
- 2000: Mausberg, US-amerikanischer Rapper

### 21. Jahrhundert

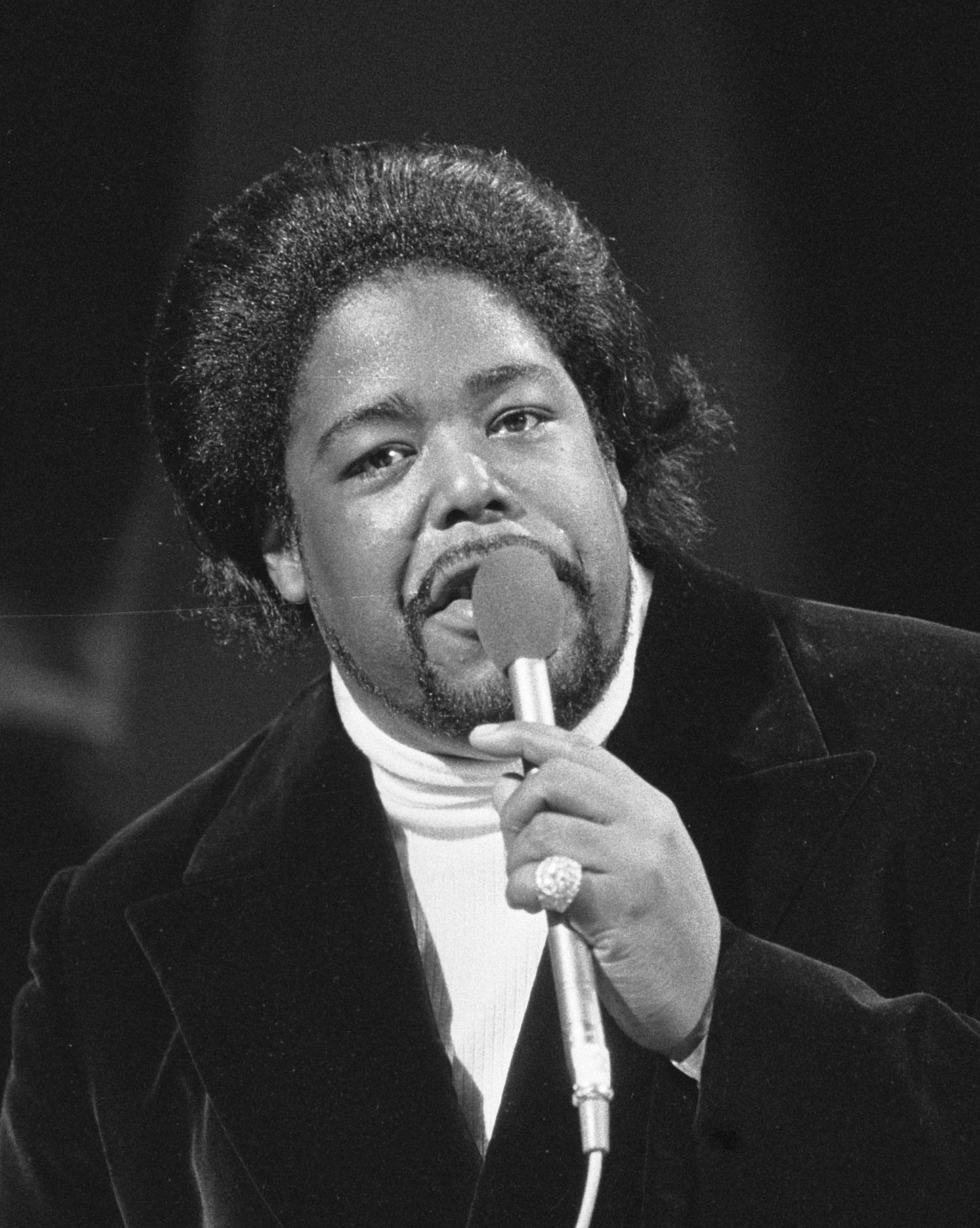
Barry White († 2003)
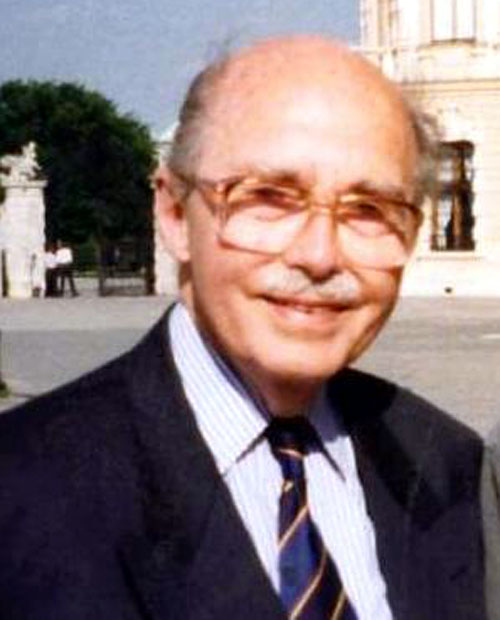
Otto von Habsburg († 2011)
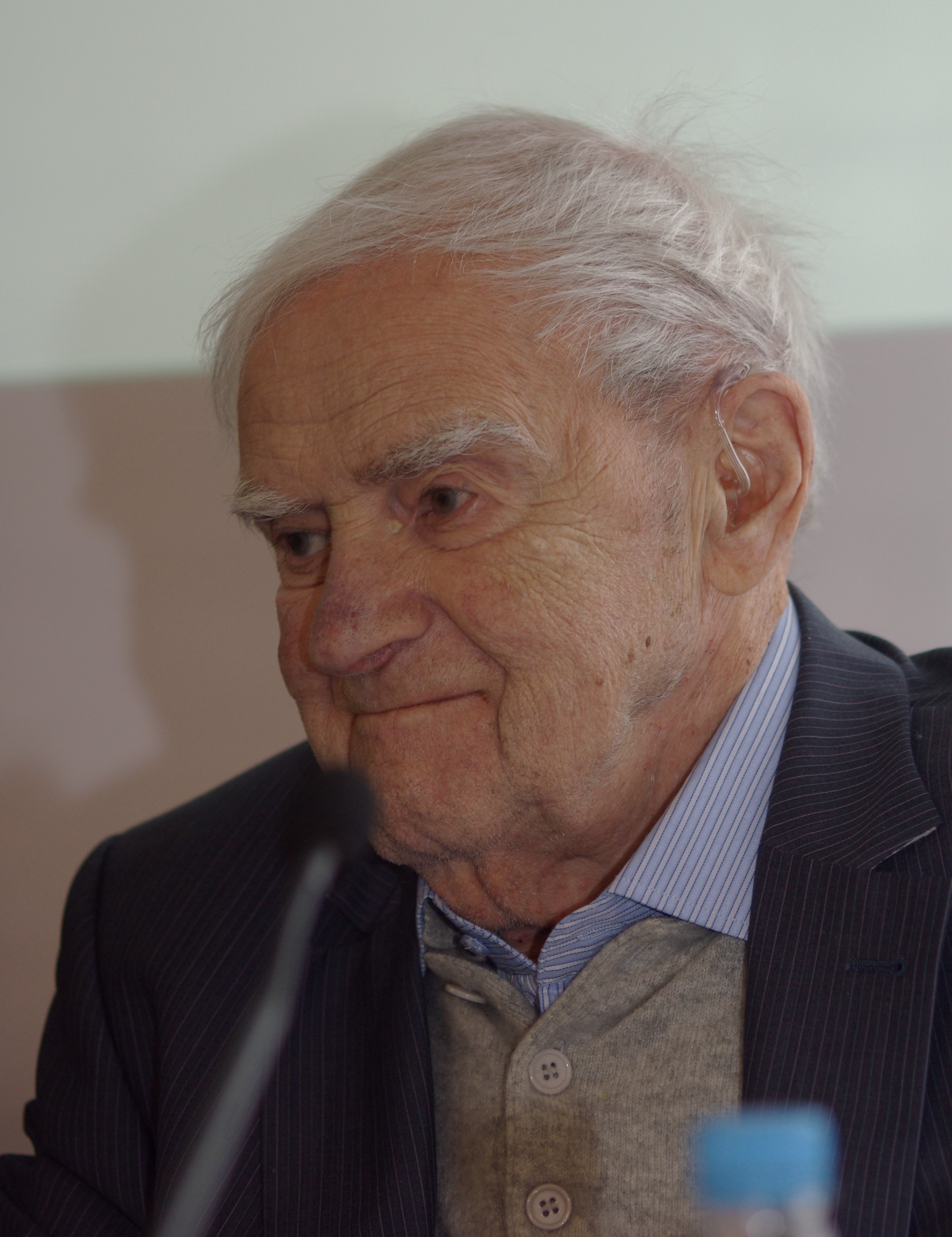
Daniil Granin († 2017)
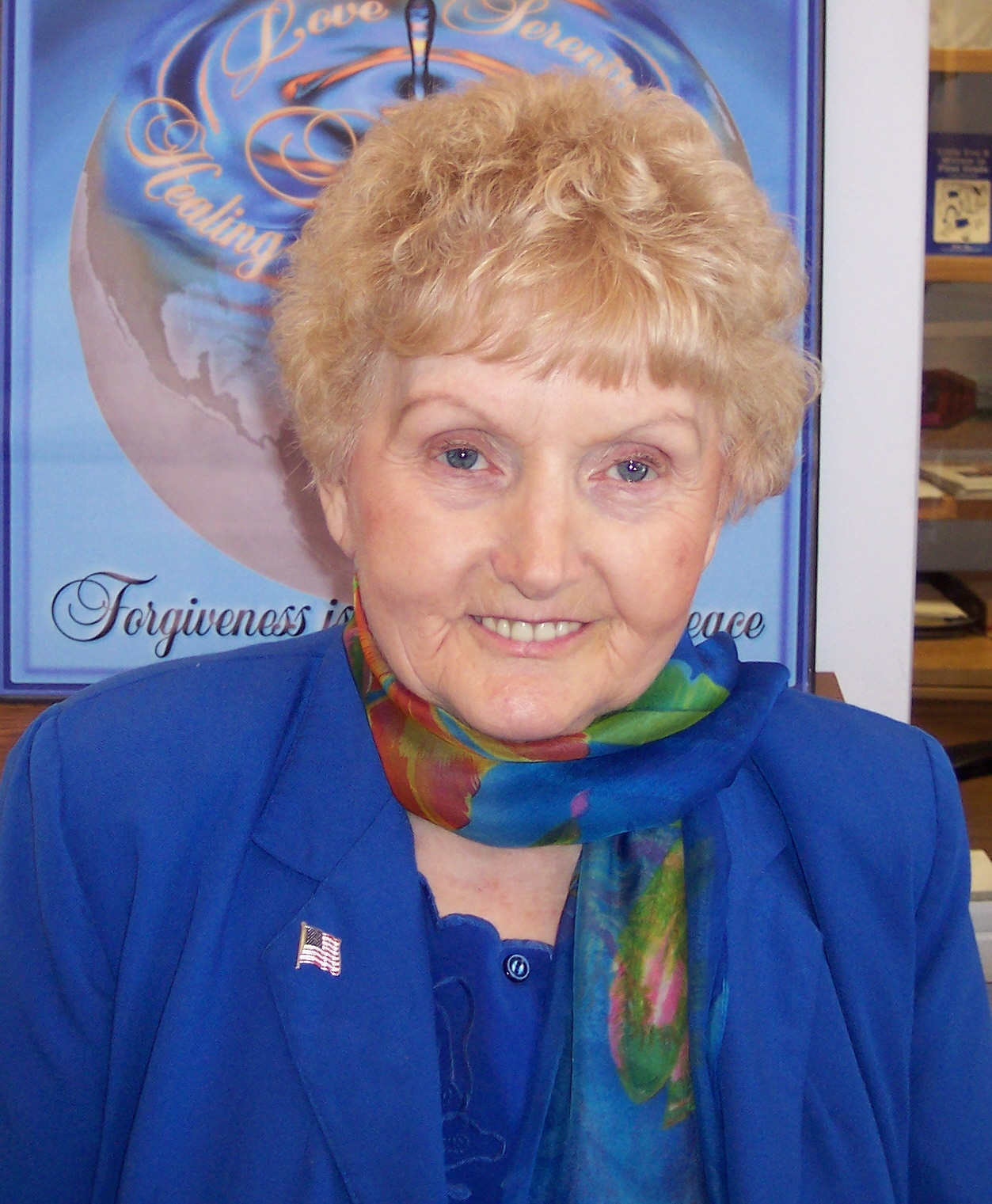
Eva Mozes Kor († 2019)
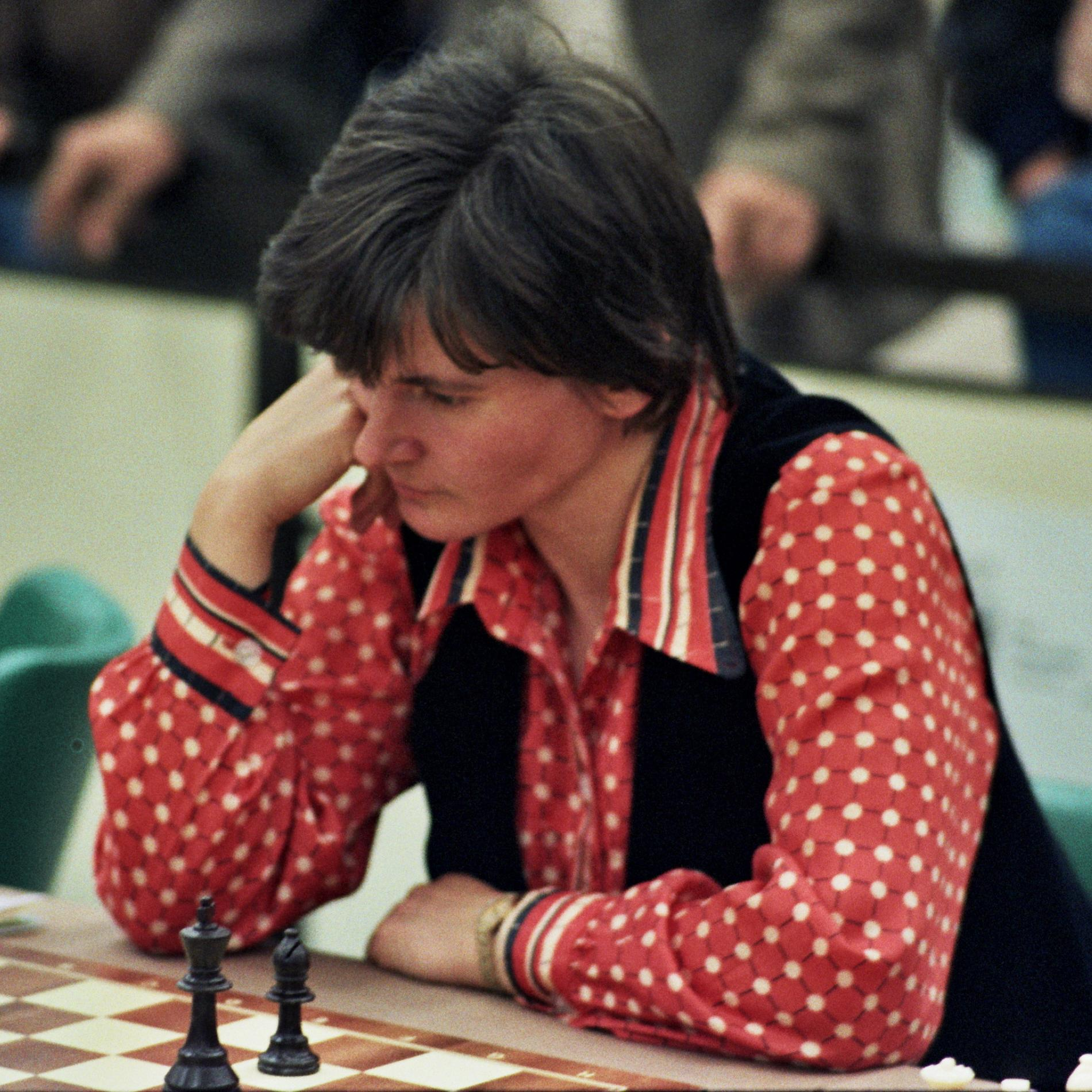
Lidia Semenova 1984 Saloniki († 2025)

- 2002: Lutz Moik, deutscher Schauspieler und Synchronsprecher
- 2002: Laurent Schwartz, französischer Mathematiker, Fields-Medaillenträger
- 2003: André Claveau, französischer Chansonnier
- 2003ː  Chaim Engel, polnischer Holocaustüberlebender des Vernichtungslagers Sobibór
- 2003: Armin Mohler, Schweizer Philosoph, Publizist, Schriftsteller und Journalist
- 2003: Barry White, US-amerikanischer Soulsänger und -produzent
- 2004: Jean-Marie Auberson, Schweizer Dirigent und Geiger
- 2004: Jean-Louis Florentz, französischer Komponist
- 2004: Thomas Mancuso, US-amerikanischer Mediziner
- 2005: Marga López, mexikanische Schauspielerin
- 2005: Hank Stram, US-amerikanischer American-Football-Trainer
- 2006: Milton Peláez, dominikanischer Rockmusiker, Komponist und Komiker
- 2007: Barış Akarsu, türkischer Rockmusiker und Schauspieler
- 2007: Liane Bahler, deutsche Profi-Radsportlerin
- 2008: Thomas M. Disch, US-amerikanischer Schriftsteller
- 2008: Jesse Helms, US-amerikanischer Politiker, Senator für North Carolina
- 2008: Nicolaus Sombart, deutscher Kultursoziologe und Schriftsteller
- 2008: Janwillem van de Wetering, niederländischer Schriftsteller
- 2009: Allen Klein, US-amerikanischer Geschäftsmann
- 2009: Robert Louis-Dreyfus, französisch-schweizerischer Unternehmer
- 2011: Otto von Habsburg, deutsch-österreichischer Schriftsteller, Publizist und Politiker, MdEP, Sohn des letzten österreichischen Kaisers
- 2012: Vinzenz Guggenberger, deutscher Weihbischof
- 2012: Robert A. Jeker, Schweizer Manager und Politiker
- 2013: Javier Artiñano, spanischer Kostümbildner und Bühnenbildner
- 2013: Erich Kiesl, deutscher Politiker
- 2014: Hanna von Hoerner, deutsche Astrophysikerin und Unternehmerin
- 2014: Richard Mellon Scaife, US-amerikanischer Medienunternehmer
- 2015: Carlo de Gavardo, chilenischer Motorradrennfahrer
- 2015: Walter Rummel, deutscher Arzt und Pharmakologe
- 2016: Abbas Kiarostami, iranischer Filmregisseur
- 2016: Martina Servatius, deutsche Schauspielerin
- 2017: Daniil Alexandrowitsch Granin, sowjetischer bzw. russischer Schriftsteller
- 2017: Heinz Schneiter, Schweizer Fußballspieler
- 2018: Boukary Adji, nigrischer Politiker
- 2018: Marianne Lutz, deutsche Synchronsprecherin
- 2019: Eva Mozes Kor, US-amerikanische Holocaustüberlebende und Aktivistin
- 2019: Elisabeth Zwick, deutsche Psychologin, Pädagogin und Theologin
- 2020: Chrono Popp, österreichischer Musiker
- 2020: Frithjof Vierock, deutscher Schauspieler
- 2020: Ladislaus Weiss, deutscher Kunstmaler
- 2021: Laurence Harding-Smith, australischer Fechter
- 2021: Richard Lewontin, US-amerikanischer Evolutionsbiologe und Genetiker
- 2022: Remco Campert, niederländischer Lyriker und Schriftsteller
- 2022: Hubert Erang, luxemburgischer Kunstturner
- 2022: Juli Fait, sowjetischer bzw. russischer Filmregisseur
- 2022: Gabriel Fourmigué, französischer Bobfahrer
- 2022: Peter Freiburghaus, Schweizer Schauspieler, Regisseur und Autor
- 2022: Miguel González, spanischer Basketballspieler
- 2022: Kazuki Takahashi, japanischer Comiczeichner
- 2022: Kurt Tetzlaff, deutscher Dokumentarfilmer
- 2023: Jenő Jandó, ungarischer Pianist
- 2023: Beat Züger, Schweizer Schachspieler, Internationaler Meister
- 2025ː Lydyja Semenowa, ukrainische Schachspielerin

## Feier- und Gedenktage
- Kirchlicher Gedenktag
  - Hl. Ulrich von Augsburg, deutscher Missionar und Bischof (evangelisch und römisch-katholisch)
  - Ulrichstag, Heiligenfest
- Namenstage
  - Else, Hatto, Ulrich, Ulrike, Uwe
- Staatliche Feier- und Gedenktage
  - USA: Unabhängigkeitstag (seit 1777)

Weitere Einträge enthält die Liste von Gedenk- und Aktionstagen.